# Montluel
 (juillet 2024).
Montluel est une commune française située dans le département de l'Ain en région Auvergne-Rhône-Alpes qui fait partie de l'unité urbaine de Lyon. Elle comprend la commune associée de Cordieux.
Les habitants de Montluel s'appellent les Montluistes.

## Géographie

### Situation
La commune de Montluel est située entre les abords de l’agglomération lyonnaise et les rives de l’Ain.
Les limites de son territoire sont constituées par plusieurs éléments naturels. Sur plus de trente kilomètres, la Côtière se présente comme un rempart dressé du sud-ouest vers le nord-est en défense du plateau de la Dombes. Le dénivelé est constant, de l’ordre de 120 mètres entre le niveau du Rhône (180 mètres) et le faîte du plateau autour de 300 mètres d’altitude ; de près d’une centaine de mètres encore pour le talus proprement dit. Dans cette barrière, la vallée de la Sereine est l’unique échancrure perpendiculaire nord-sud permettant une pénétration à l’intérieur de la Dombes. Cette rivière prend sa source sur la commune de Saint-André-de-Corcy près du cœur du plateau et se jette dans le canal de Miribel, une disjonction du Rhône après un cours de 24,8 kilomètres. L’ouverture sur l’intérieur du plateau s’élargit quelque peu en direction du nord-est par la vallée du Cottey autre affluent de rive droite du Rhône long de 14,6 km en communication aisée avec celle de la Sereine par un couloir alluvial de l’ordre du kilomètre juste à l’amont de ce franchissement.

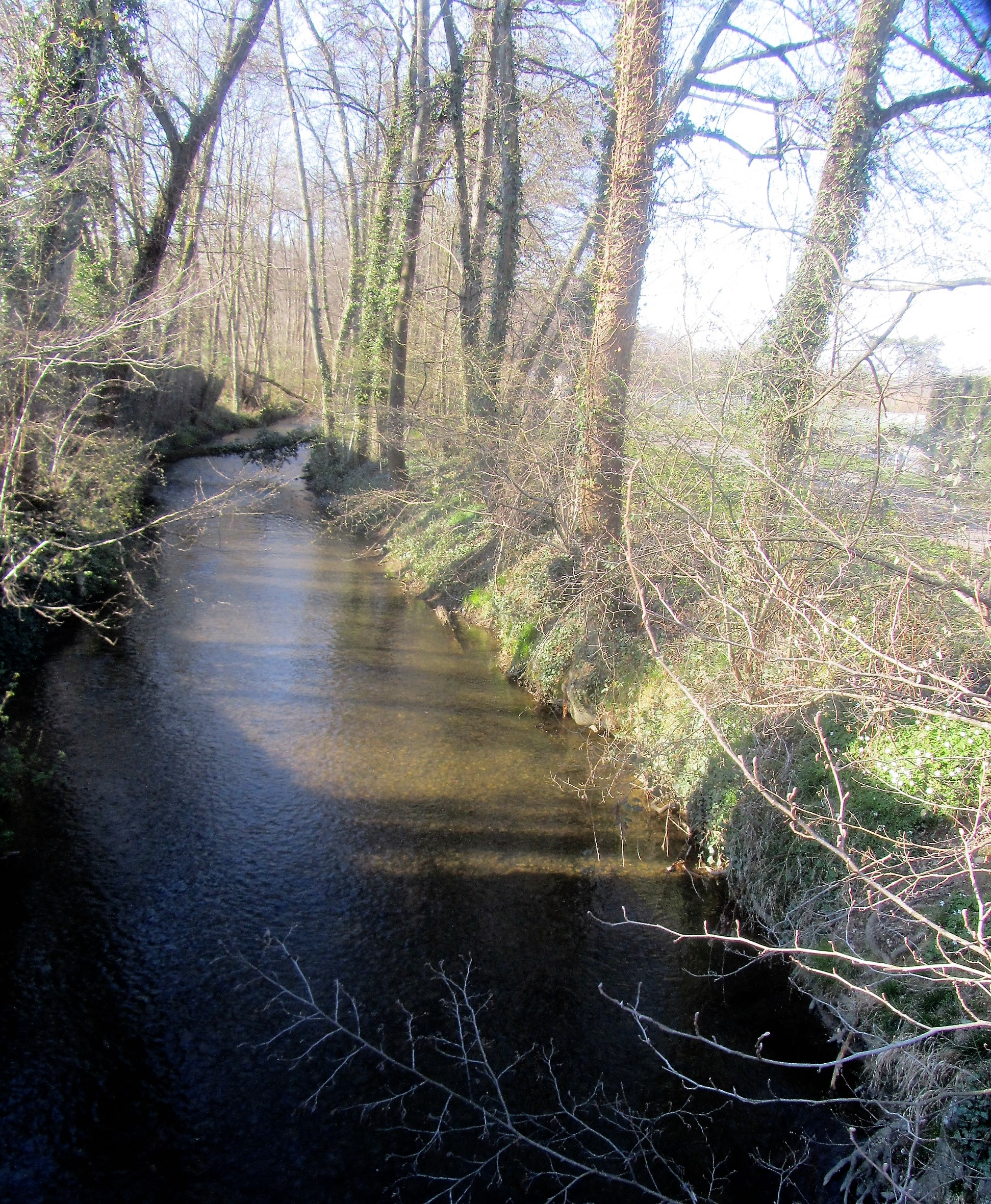
La Sereine à Cordieux.
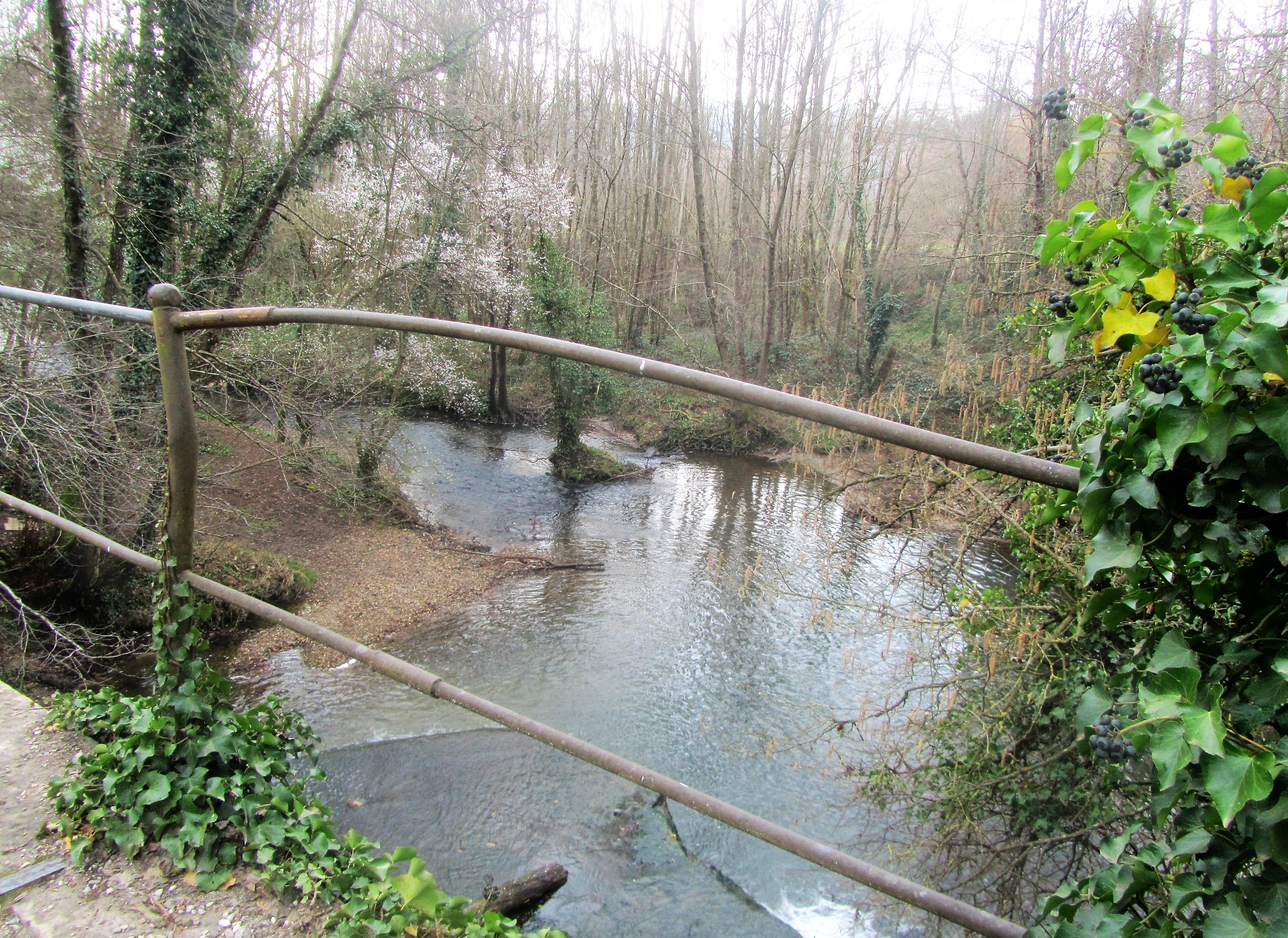
La Sereine aux Avoux.
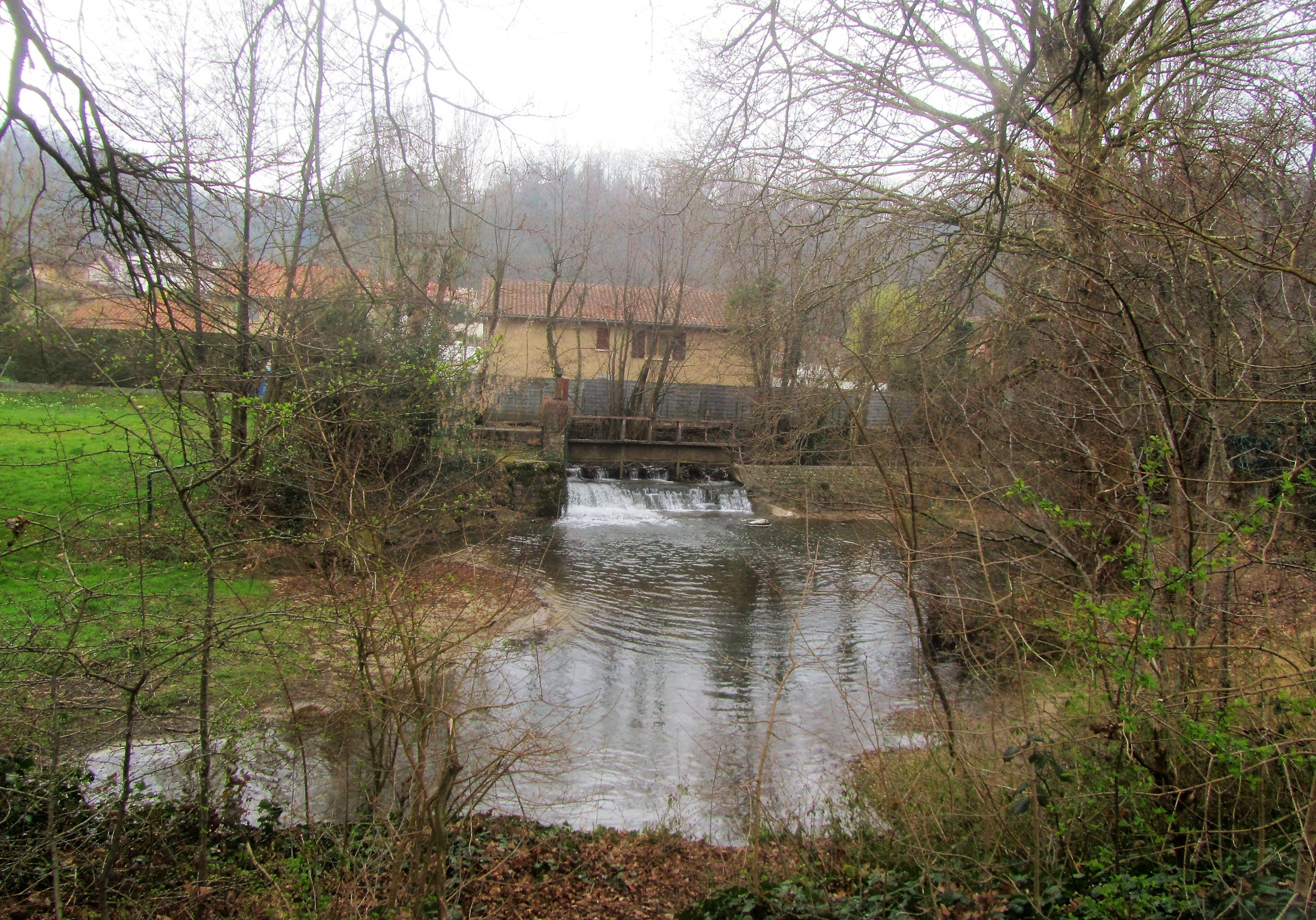
La Sereine aux Avoux.
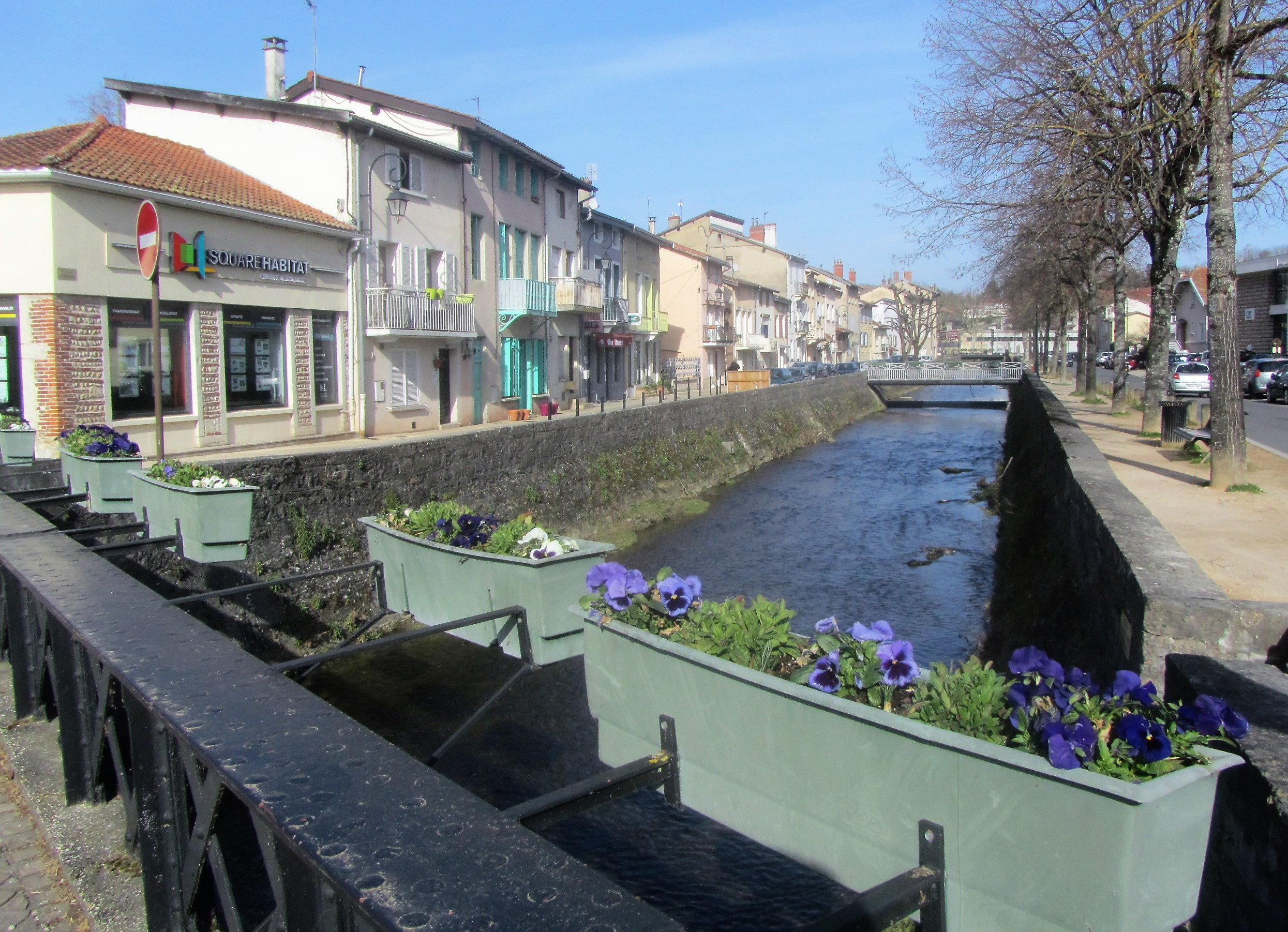
La Sereine dans Montluel.

Pour autant, la valeur de cette situation doit être ramenée à ses justes proportions car elle est à apprécier en fonction des commodités variables au fil des siècles selon les progrès des moyens de communication. L’appellation flatteuse de Porte de la Dombes qui a été décernée à Montluel était sans conteste méritée aux temps médiévaux et sous l’Ancien Régime. Mais dans l’idéal, la traversée la plus courte de la Dombes pour les relations à grandes distances correspond à la diagonale de Lyon à Bourg-en-Bresse et non par le détour de Montluel. Encore fallait-il que cette liaison ait été correctement entretenue. Au XVIIe siècle, c’était loin d’être le cas : « L’ancien chemin du centre de la Dombes, de Rillieux à Bourg par Villars, réduit à une succession de fondrières dangereuses, est pratiquement abandonné ; la prolifération des étangs n’a pas peu contribué à cette dégradation routière du plateau en obligeant à déplacer la voie routière quand on fabrique une nouvelle nappe piscicole ». On peut donc affirmer que pendant des siècles, la situation de Montluel a été favorisée par défaut. A contrario, on comprend l’inquiétude des Monluistes lorsque, vers 1840, la situation changera.
Les mêmes commodités variables de circulation au fil des siècles conduisent également à apprécier différemment la valeur de la situation de Montluel sur l’axe routier majeur du trafic au départ de Lyon en direction de l’est et du nord (Bugey, Savoie, Franche-Comté, Suisse, Italie, Germanie). Jusqu’à l’époque contemporaine, cet axe serrait de près le bas de la Côtière jusqu’à Montluel avec le double avantage de desservir chaque village et d’échapper aux crues du Rhône. Tandis que les matières pondéreuses étaient confiées à la voie aléatoire du fleuve, pour les marchandises ordinaires, la messagerie et les simples voyageurs, Montluel était pratiquement la première étape de la poste aux chevaux et la première halte de roulage par rapport à la grande ville. Ce rôle essentiel de relais routier aurait justifié un entretien sérieux de l’artère centrale de la bourgade. Il était fort mal assumé du fait de l’incurie, voire d’une utilisation de la chaussée comme pourrissoir de la paille à transformer en fumier et l’encombrement de la voie était à la mesure de l’intensité du trafic. Mais il a bien fallu s’en s’accommoder. À l’ère du chemin de fer depuis 1856 puis du camion et de l’automobile au XXe siècle, la distance d’une vingtaine de kilomètres par rapport à la métropole lyonnaise a rendu inutile le rôle de relais de Montluel pour le grand trafic. La création récente de l’autoroute A 42 du réseau APRR est le symbole le plus éloquent de ce déclassement d’une ville d’étape .

### Cadre de vie
Les données géographiques actuelles ne rendent pas davantage compte des conditions dans lesquelles ont vécu les Montluistes depuis les origines jusqu’aux temps contemporains. L’autarcie était de règle. En fonction de cette exigence, les communautés paysannes recherchaient à maîtriser les trois éléments complémentaires du territoire : plaine alluviale de la Valbonne vers 180-200 mètres, talus de la Côtière entre 200 et 300 mètres, plateau de la Dombes. « La coexistence de ces trois terroirs complémentaires qui, des siècles durant, ont été réunis dans une intime symbiose économique […] est la caractéristique originale de ce canton montluiste » aussi bien que de celui de Miribel : sols lourds et glaiseux de la couverture morainique de la Dombes, difficilement défrichés par des bœufs accouplés, terres sèches et caillouteuses des éboulis dans la pente de la Côtière en bonne exposition au sud, espaces plats et humides plus faciles à travailler dans la plaine alluviale. Dans ses limites actuelles, la commune de Montluel semble déroger à cette règle à défaut d’un morceau significatif de plaine alluviale. Mais tel n’était pas le cas jusqu’en 1829, date à laquelle la commune de Dagneux a obtenu son indépendance. Le territoire de Montluel incluait donc un morceau substantiel de la plaine alluviale de la Valbonne : c’était d’ailleurs le nom de la seigneurie sur laquelle avaient autorité ses châtelains. L’aspect de lande sèche et caillouteuse de cette plaine est à ce point répulsif qu’on a pu sans grande contestation y installer un camp militaire. On s’est même demandé si une telle dénomination de bonne vallée n’avait pas été donnée par dérision. En fait, ici encore il faut se référer aux anciennes conditions. Au Moyen Âge « les laboureurs trouvaient sur ces alluvions du Rhône un sol plus léger que celui de la Dombes. Ne pas oublier de surcroît qu’avec la baisse de la nappe aquifère du Rhône il y a eu assèchement du sous-sol en même temps que disparaissait le maigre boisement ».
Ainsi défini, le territoire communal dont disposait la paysannerie montluiste affectait grossièrement la forme d’un rectangle étiré du nord-ouest vers le sud-est sur une bonne douzaine de kilomètres et une largeur de deux à trois kilomètres avant l’association de la commune avec celle de Cordieux en 1973 qui a porté sa superficie de 28,97 à 40,11 km2.

### Climat
Pour des articles plus généraux, voir Climat d'Auvergne-Rhône-Alpes et Climat de l'Ain.
En 2010, le climat de la commune est de type climat océanique dégradé des plaines du Centre et du Nord, selon une étude du CNRS s'appuyant sur une série de données couvrant la période 1971-2000. En 2020, Météo-France publie une typologie des climats de la France métropolitaine dans laquelle la commune est dans une zone de transition entre le climat semi-continental et le climat de montagne et est dans la région climatique Bourgogne, vallée de la Saône, caractérisée par un bon ensoleillement (1 900 h/an), un été chaud (18,5 °C), un air sec au printemps et en été et des vents faibles.
Pour la période 1971-2000, la température annuelle moyenne est de 11,9 °C, avec une amplitude thermique annuelle de 18,2 °C. Le cumul annuel moyen de précipitations est de 936 mm, avec 9,9 jours de précipitations en janvier et 7,1 jours en juillet. Pour la période 1991-2020, la température moyenne annuelle observée sur la station météorologique de Météo-France la plus proche, « Lyon-Saint-Exupery », sur la commune de Colombier-Saugnieu à 16 km à vol d'oiseau, est de 12,8 °C et le cumul annuel moyen de précipitations est de 862,5 mm,. Pour l'avenir, les paramètres climatiques de la commune estimés pour 2050 selon différents scénarios d'émission de gaz à effet de serre sont consultables sur un site dédié publié par Météo-France en novembre 2022.

### Voies de communication et transports

#### Voies de communication
Montluel se trouve au centre d'un réseau de communications routières et autoroutières important qui permet de relier Lyon par l'A42 en une trentaine de minutes et Bourg-en-Bresse en 40 minutes. La commune est à proximité du contournement Est de Lyon (A46) et est reliée à l'aéroport de Lyon-Saint-Exupéry (A432). Grâce également à la RD 1084 (ex-RN 84), il est facile de passer dans les communes voisines.

#### Transports

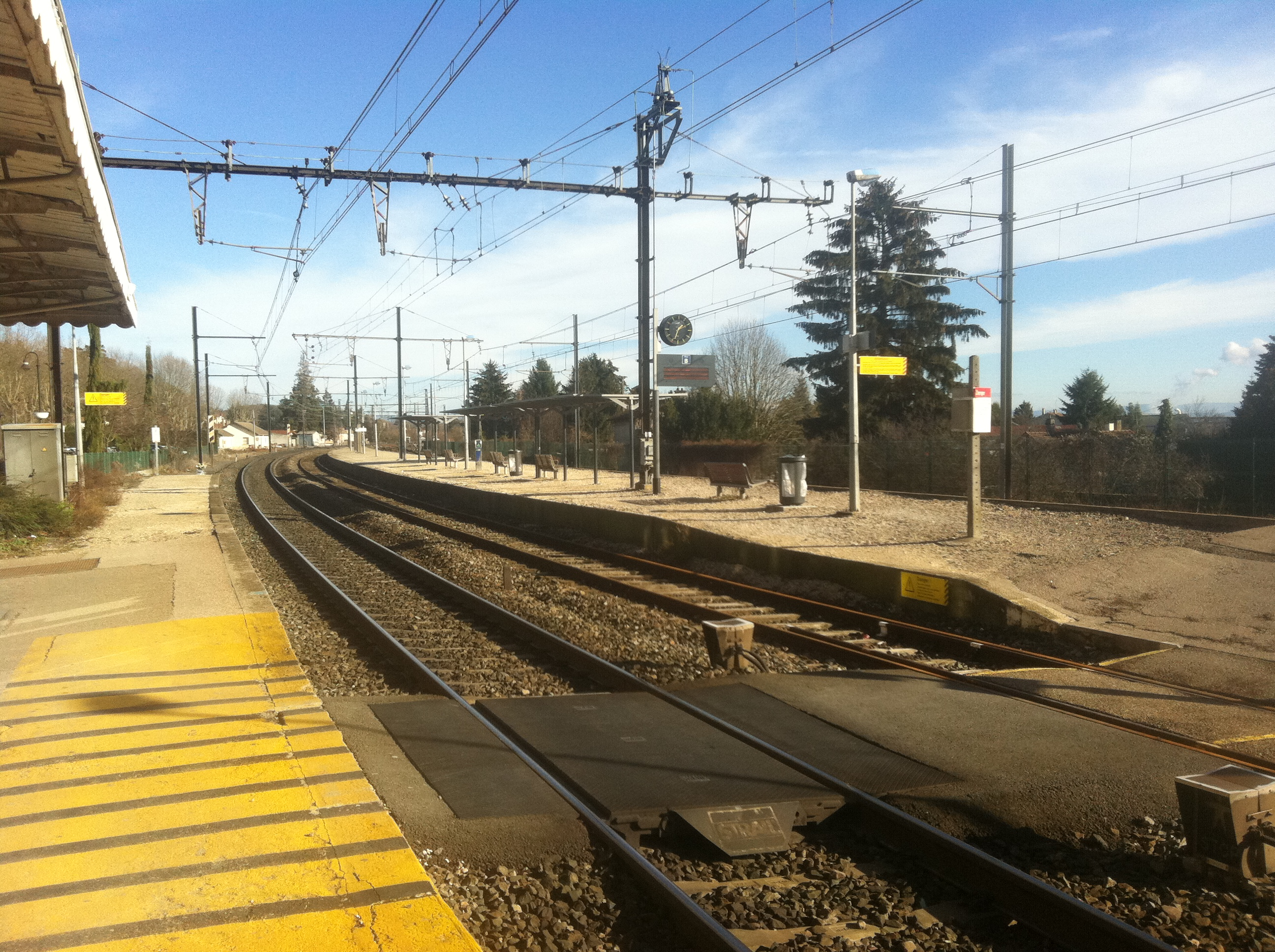
Vue des quais et des voies de la gare de Montluel avant la construction de la passerelle.

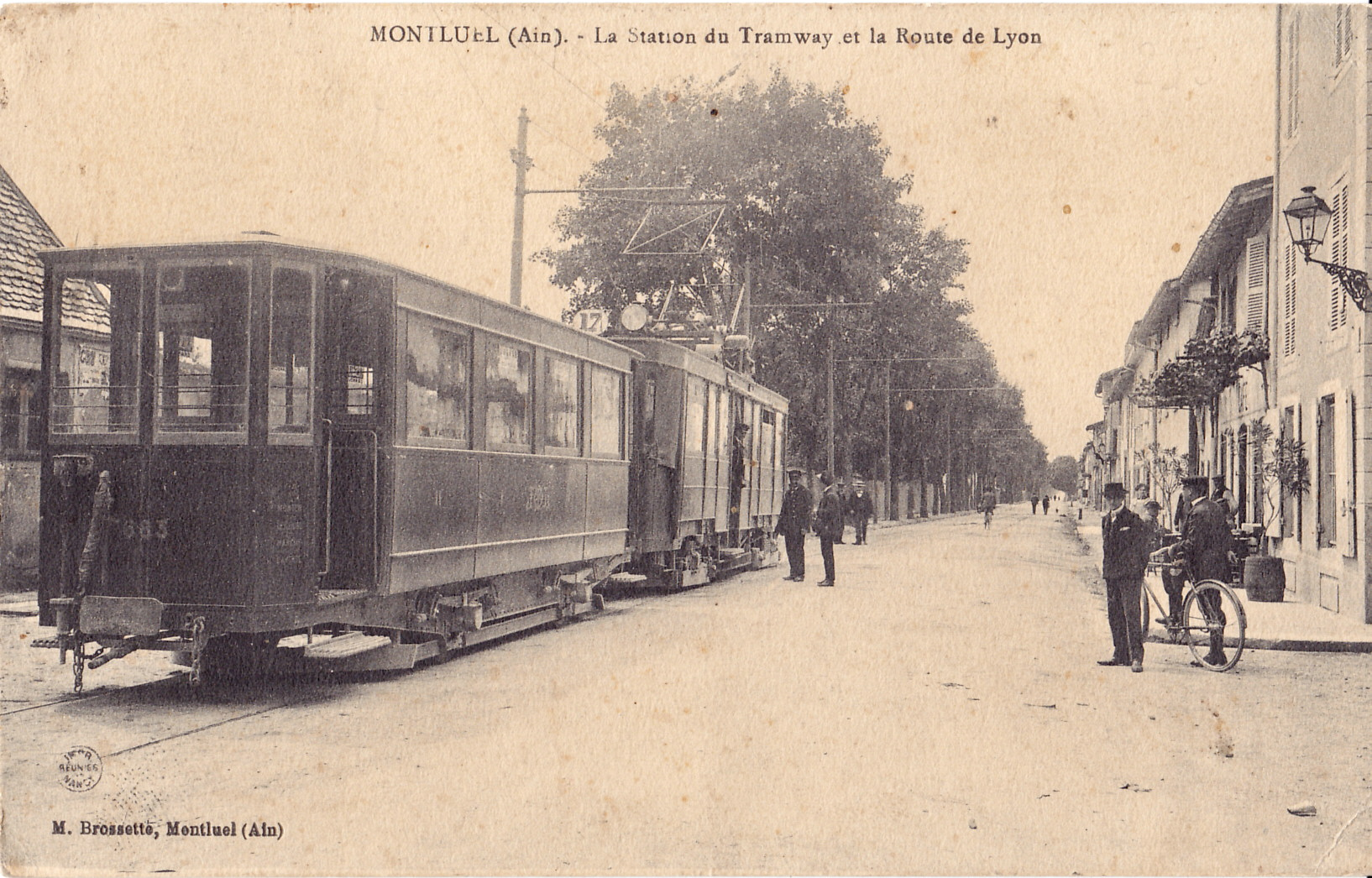
La commune fut desservie par la ligne 17 de l'ancien tramway de Lyon de 1910 à 1933.
On voit ici une de ses rames sur la route de Lyon vers 1910.

Montluel est desservie par plusieurs modes de transports en commun.
Les cars départementaux (ligne 171, Lyon reliant Montluel) et le train TER Rhône-Alpes (une gare) permettent de circuler le long de la route nationale 84 et de rejoindre Lyon ou Ambérieu-en-Bugey.
Le 7 janvier 2011, un jeune homme de 16 ans, Antoine Mauresa, est fauché mortellement par un Transport express régional en gare de Montluel. À la suite de ce drame, la sécurité de la gare qui ne possède ni passage souterrain ni passerelle pour relier les voies les plus éloignées aux quais (obligeant les voyageurs à utiliser une allée intersectant les voies ferrées) est largement remise en cause. Un projet de passerelle est évoqué par le maire de la commune de Montluel, Jacky Bernard. La passerelle sera finalement construite en 2012.

## Urbanisme

### Typologie
Au 1er janvier 2024, Montluel est catégorisée centre urbain intermédiaire, selon la nouvelle grille communale de densité à 7 niveaux définie par l'Insee en 2022.
Elle appartient à l'unité urbaine de Lyon, une agglomération inter-départementale dont elle est une commune de la banlieue,. Par ailleurs la commune fait partie de l'aire d'attraction de Lyon, dont elle est une commune de la couronne,. Cette aire, qui regroupe 397 communes, est catégorisée dans les aires de 700 000 habitants ou plus (hors Paris),.

### Occupation des sols
L'occupation des sols de la commune, telle qu'elle ressort de la base de données européenne d’occupation biophysique des sols Corine Land Cover (CLC), est marquée par l'importance des territoires agricoles (64,9 % en 2018), en diminution par rapport à 1990 (66,6 %). La répartition détaillée en 2018 est la suivante :
terres arables (58,3 %), forêts (23,9 %), zones agricoles hétérogènes (5,5 %), eaux continentales (5,3 %), zones urbanisées (4,7 %), prairies (1,2 %), zones industrielles ou commerciales et réseaux de communication (1 %), espaces verts artificialisés, non agricoles (0,1 %).
L'évolution de l’occupation des sols de la commune et de ses infrastructures peut être observée sur les différentes représentations cartographiques du territoire : la carte de Cassini (XVIIIe siècle), la carte d'état-major (1820-1866) et les cartes ou photos aériennes de l'IGN pour la période actuelle (1950 à aujourd'hui).

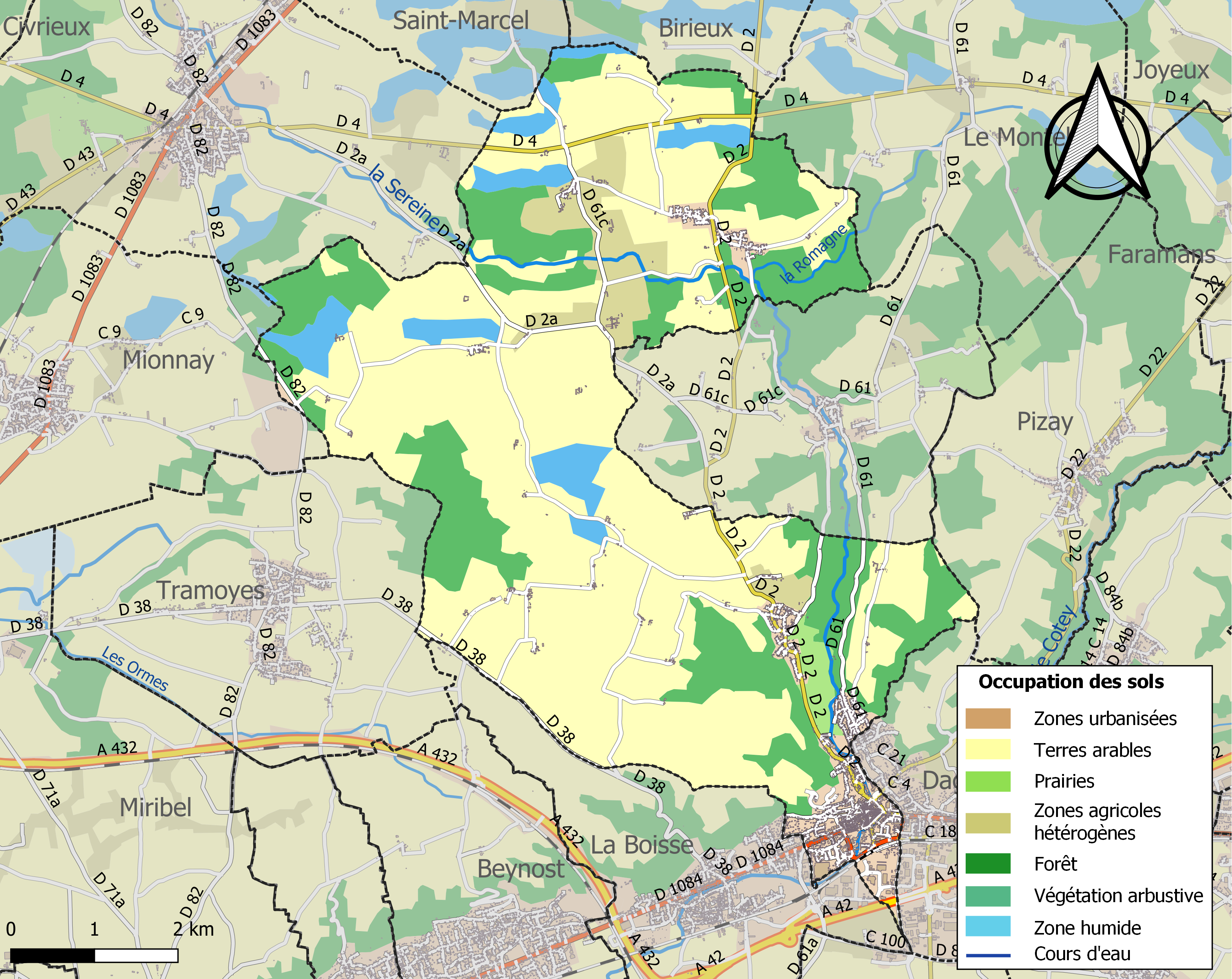
Carte des infrastructures et de l'occupation des sols de la commune en 2018 (CLC).

## Toponymie
Dans le Mons Loelli attesté en 1178, le premier mot souligne la position perchée sur un mont. On fait dériver le deuxième mot du latin locellum, diminutif de locus, de la même racine que le mot localité.

## Histoire

### Temps gallo-romains
Les preuves incontestables d’une présence humaine aux temps historiques sur le territoire de Montluel sont à rechercher dans la toponymie. Au-delà de ce chef-lieu, une dispersion certaine de la population sur l’ensemble de son territoire est attestée aussi nettement non seulement, à l'évidence, par le nom du hameau de Romanèche, mais plus encore par la répétition des terminaisons en (i)eu(x) de groupements importants d’habitations comme Dagneux, Jallieux ou Cordieux, ou isolats comme Cossieux, les Sérigneux. Le suffixe en (i)eu(x) dérivé du latin -acus confirme la possession du lieu par son propriétaire nommément désigné au radical. Cette loi toponymique se vérifie dans tout le département de l’Ain (Ambérieux, Meximieux, Lagnieu) ou en Dauphiné (Crémieu, Vénissieux, Jallieu). Maximus était le propriétaire de la villa qui a donné son nom à Meximieux. À défaut de vestiges archéologiques clairement identifiés on s’accorde pour situer ce Mons Loelli sur le sommet qui portera le château médiéval. Le castrum romain avait pour mission de surveiller le plat pays et plus encore le carrefour routier au pied duquel divergeaient depuis le règne de l’empereur Auguste à la diligence de son gendre Marcus Vipsanius Agrippa la voie romaine en provenance de Lugdunum. La voie de Germanie en direction du nord suivait par Jailleux le tracé de la Sereine tandis que, vers l’est, la voie d’Helvétie, descendant du coteau, une fois franchie la Sereine, « passait sur le devant de l’actuelle église de Dagneux, traversait la plaine de la Valbonne […] pour passer à gué la rivière d’Ain en direction de Chazey-sur-Ain ».

### Moyen Âge

#### La vie politique

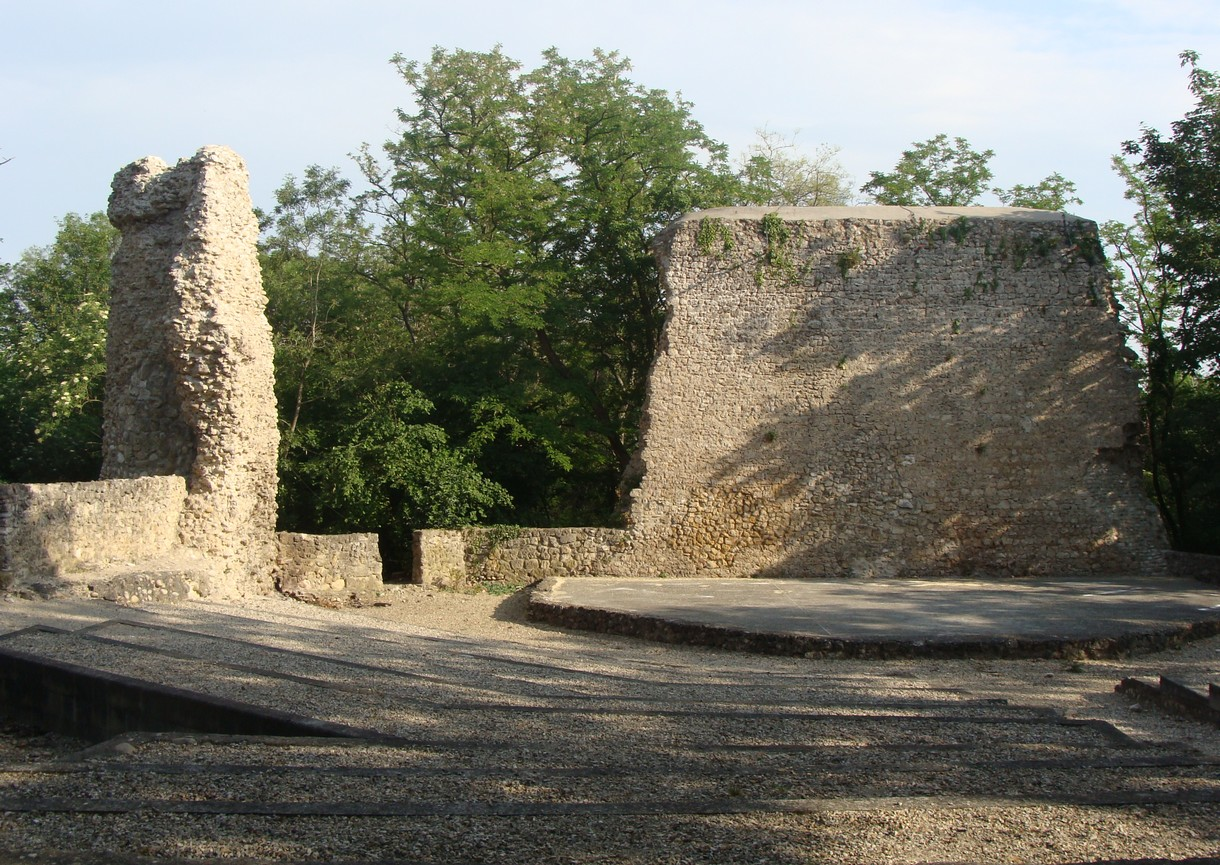
Ruines du château fort de Montluel.

C’est à partir de la fin du XIe siècle qu’il est enfin possible, après les temps obscurs du Haut Moyen Âge, d’écrire l’histoire solidement documentée de Montluel. Depuis le traité de Verdun en 843, on est, à l’est de la Saône et du Rhône en terre d’Empire mais cette autorité impériale lointaine est purement théorique. En fait, l’ensemble de la Dombes est divisé en seigneuries, véritables sièges du pouvoir. Celle de Montluel dépend avant 1080 de la seigneurie de la Valbonne. Elle aura pour elle la stabilité puisque la dynastie fondée vers 1080 par Humbert Ier va régner jusqu’en 1326. Elle a aussi une large assiette qui correspond encore à cette dernière date, après quelques réductions, au canton actuel de Montluel plus Beynost et Saint-Maurice. Humbert II (1195-1236) l’a dotée d’un imposant château fort sur le rebord du plateau dombiste et d'une chapelle seigneuriale dédiée à l’apôtre Barthélemy qui deviendra plus tard une église. La seigneurie a su garder son indépendance à la différence de sa voisine et rivale Miribel passée dès 1218 sous le contrôle des sieurs de Beaujeu. Il est vrai que, par son habileté diplomatique, elle s’est placée sous la protection de la maison de Savoie (elle-même déjà solidement implantée en Bresse depuis 1272)  grâce au mariage d’Humbert III avec Isabelle de Vaud. « Au total un ensemble d’une remarquable stabilité économique, à cheval sur les trois territoires traditionnels : plaine, côtière et plateau ».
Cependant Montluel était fatalement appelée à s’intégrer dans des ensembles politiques plus vastes. Son appartenance au Dauphiné est anecdotique : en 1326, Jean, fils unique de Guy de Montluel, lui-même sans héritier mâle, cède au Dauphin Humbert de Viennois, sire de la Tour, son lointain parent, sa seigneurie entière moyennant le titre de baron et une pension viagère ». Anecdotique et éphémère car le petit-fils du Dauphin, Humbert II, dépensier et dépravé, se sauve de la ruine en vendant l’ensemble du Dauphiné au roi de France Philippe VI de Valois en 1349 par le traité de Romans. Éphémère à son tour cette acquisition française car le Bas Dauphiné est lui-même une marqueterie dont divers éléments sont la propriété du comte de Savoie. Un nouveau traité s’impose entre le roi de France Jean II le Bon et le comte Amédée VI. Il sera signé à Paris en 1355. Le comte cède au roi de France ces éléments dispersés en Dauphiné. En compensation, il reçoit l’ancienne seigneurie de Montluel devenue désormais savoyarde. Elle le restera pendant 246 ans.
Montluel, seigneurie autonome a-t-elle alors fini de jouer les premiers rôles ? « Elle n’est plus qu’une place forte savoyarde et un bourg actif. Une place-forte face à la frontière du fleuve et du Dauphiné français, c’est plus un danger qu’un honneur […] pour une ville de seconde zone ». Sauf à oublier un événement d’une importance capitale dans l’histoire de la Savoie à la tête de laquelle règne le plus prestigieux de sa longue lignée de comtes : Amédée VIII. Ce dernier s’étant montré, dès ses débuts, d’une fidélité exemplaire à l’empereur du Saint-Empire romain germanique, Sigismond de Luxembourg, saisit l’occasion de son passage à Montluel au retour d’un voyage en Aragon pour lui décerner le titre de duc au cours d’un banquet solennel dans le château fondé par Humbert II ; titre confirmé officiellement un peu plus tard au château de Chambéry.

#### Économie et société

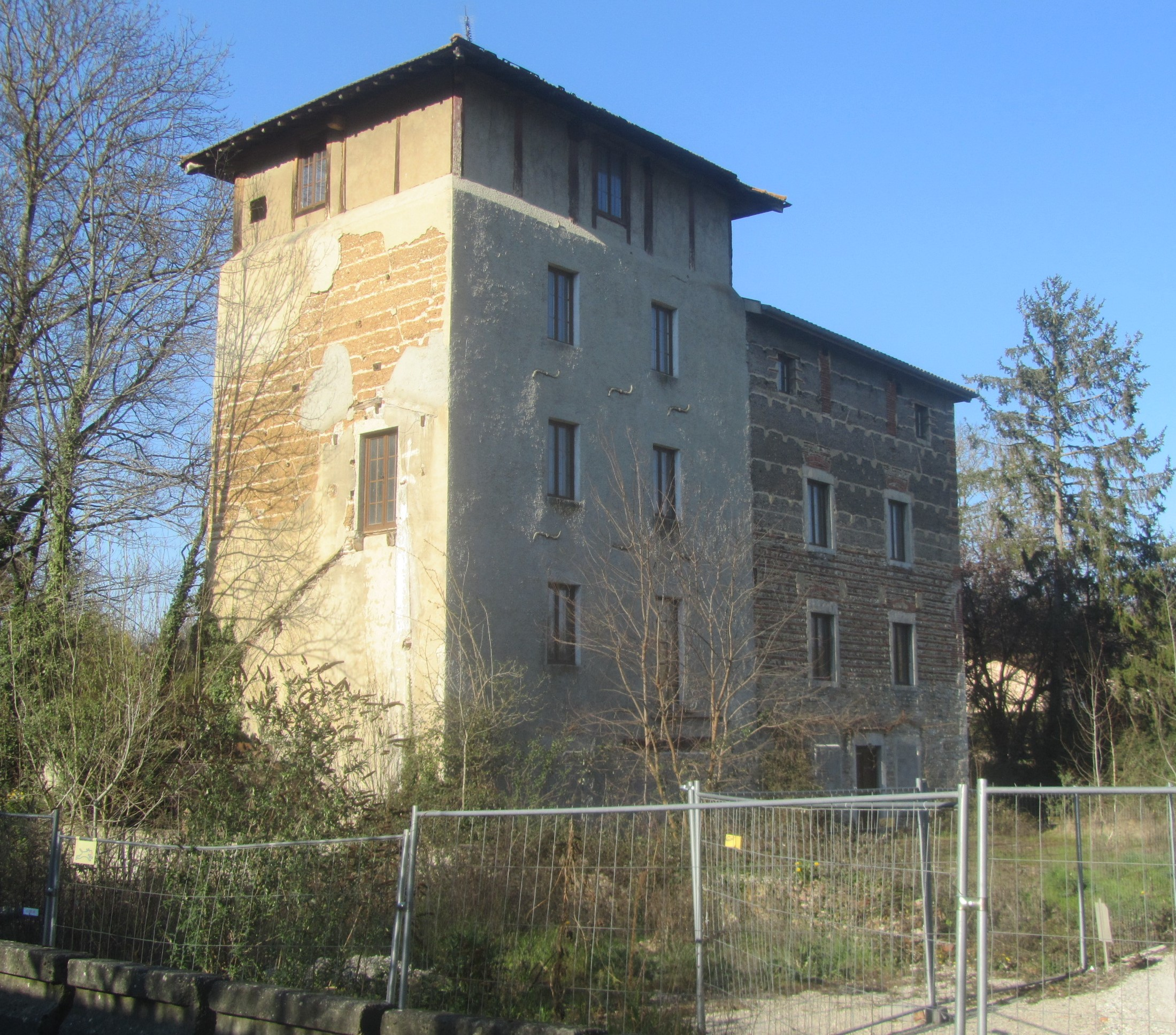
Moulin Girard.

Le rôle de relais routier de Montluel sur un itinéraire majeur a induit une vocation commerçante pour l’hébergement, les services de transport, le ravitaillement, attributs typiques d’une ville. D’où la nécessité de desserrer le carcan des contraintes du régime féodal : en 1276 le seigneur Humbert IV octroie aux Montluistes une charte de franchises. Il ne pouvait faire moins que Guichard V de Beaujeu qui avait donné l’exemple de cette libéralité au profit des habitants de Miribel dès 1253. La plus significative des libertés ainsi accordées concerne, au-delà des simples mesures de police, la facilité offerte pour l’ouverture et la fréquentation d’un marché et de faire commerce. En contrepartie, les habitants doivent engager de lourdes dépenses en particulier pour clore la ville d’un rempart. Cette fonction commerçante se développe d’abord dans la ville haute avant de gagner la partie basse jusqu'à la Sereine. Mais elle n’est plus la seule. " Peu à peu se développe une petite bourgeoisie du travail et du commerce de détail, humbles façonniers ou maîtres artisans […]. A leur côté vit une bourgeoisie plus cossue du négoce, du commerce de redistribution et aussi des fonctions administratives de la seigneurie [..], des nombreux offices d’hommes de loi pour la justice et les transactions courantes". Par ailleurs, il n’y a pas de coupure avec la campagne. Non seulement on sort de la ville pour le travail des champs ou de la vigne mais en complément le travail du chanvre emploie une importante population. Au pied de la butte la Sereine et ses canaux mouturiers équipés de moulins sont « bordés de routoirs ou bassins pour le rouissage comme aussi de battoirs pour extraire la fibre textile des tiges détrempées et pourries ». Tout le quartier Notre-Dame est ainsi occupé au peignage et au tissage. Au total 500 ou 600 habitants vivent ainsi agglomérés.
Les trois terroirs du vaste espace rural sont affectés à des usages complémentaires. Au plus près de la cité, la Côtière est vouée aux arbres fruitiers mais surtout à la vigne, héritage de la civilisation gallo-romaine relayé par la tradition chrétienne. Elle est cultivée en petite parcelles après défrichage des broussailles. Le plateau dombiste, autour des noyaux secondaires de peuplement comme Romanèche et Cordieux, est consacré essentiellement à la culture des céréales, le seigle beaucoup plus que le froment. Malgré l’utilisation des bœufs pour le labour et les déjections animales comme engrais les rendements sont extrêmement faibles. Mais la grande originalité de la Dombes est dans ses étangs. La frange septentrionale du terroir a été gagnée par cette vague à partir du XIIe siècle. C’est à un peu plus d’un kilomètre au nord de la limite communale, sur le territoire de Saint-Marcel-en-Dombes, que se trouve l’étang de Conche, le plus anciennement construit. L’assolement typique, triennal, fait se succéder deux années de mise en eau (c’est l’évolage) et une année d’assec avec culture. En ces temps où la religion impose de nombreuses périodes de maigres, la pisciculture introduit une source d’alimentation très appréciée. Le troisième élément du terroir est la plaine alluviale de la Valbonne. L’élevage y est pratiqué sur les prairies et plus globalement sur des terres de parcours plus maigres. Tout près du Rhône, s’y ajoutent les brotteaux, sous la menace permanente des inondations, dont les rusés souverains savoyards négocieront l’usage payant non seulement comme pâturages mais aussi pour la fourniture du bois de chauffage.

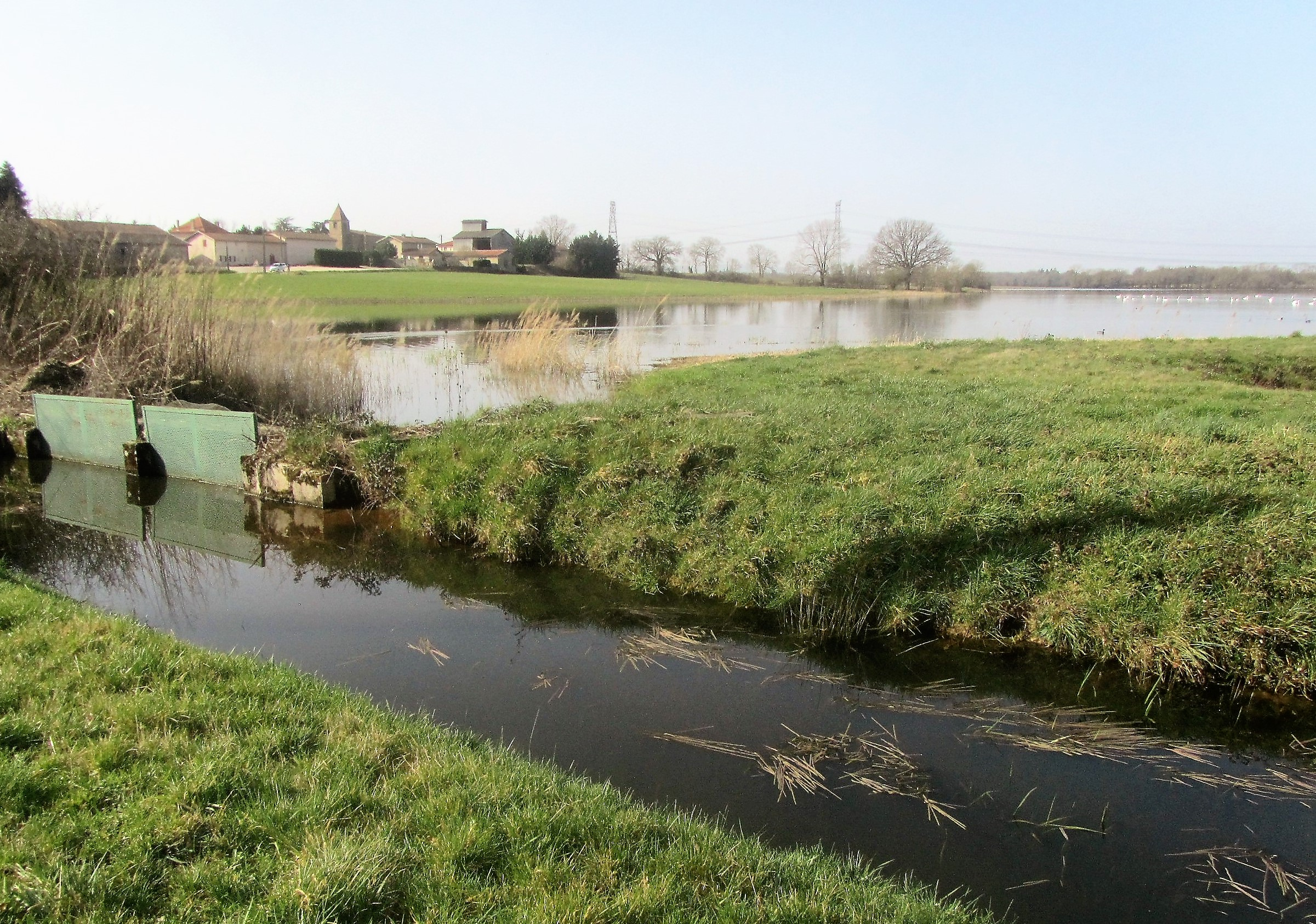
Etang Thomas à Romanèche.
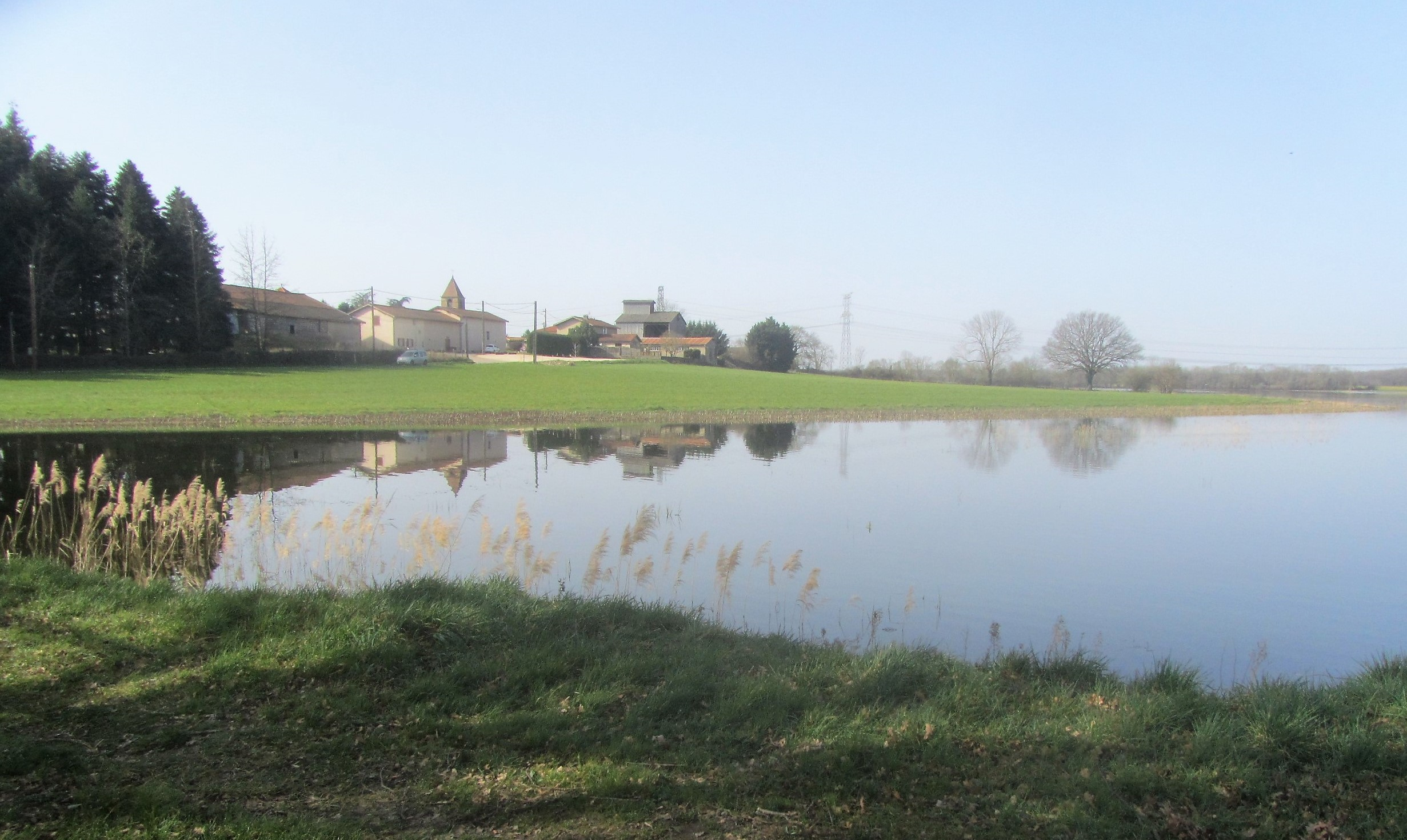
Étang Thomas à Romanèche.
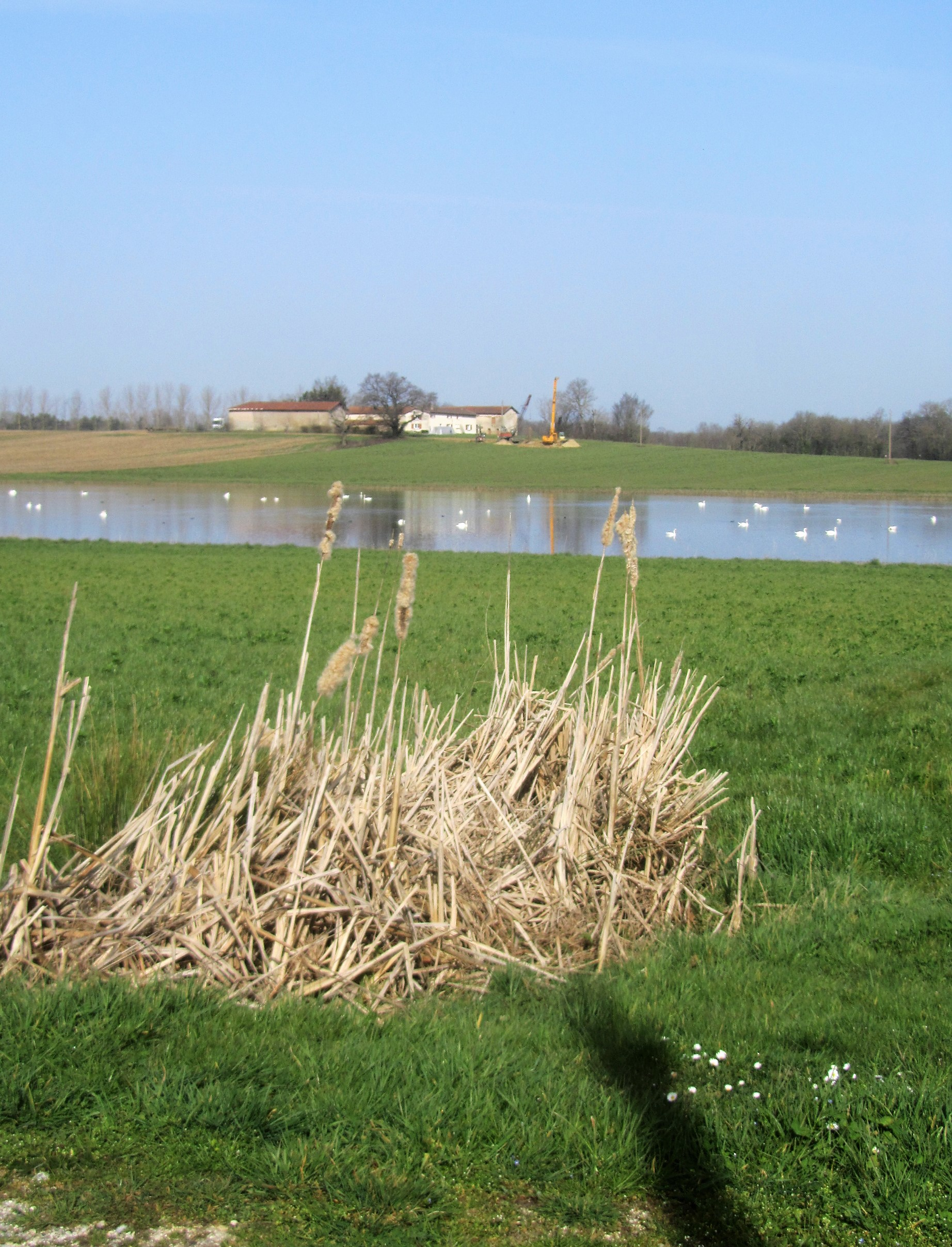
Étang Thomas et Montessuy.
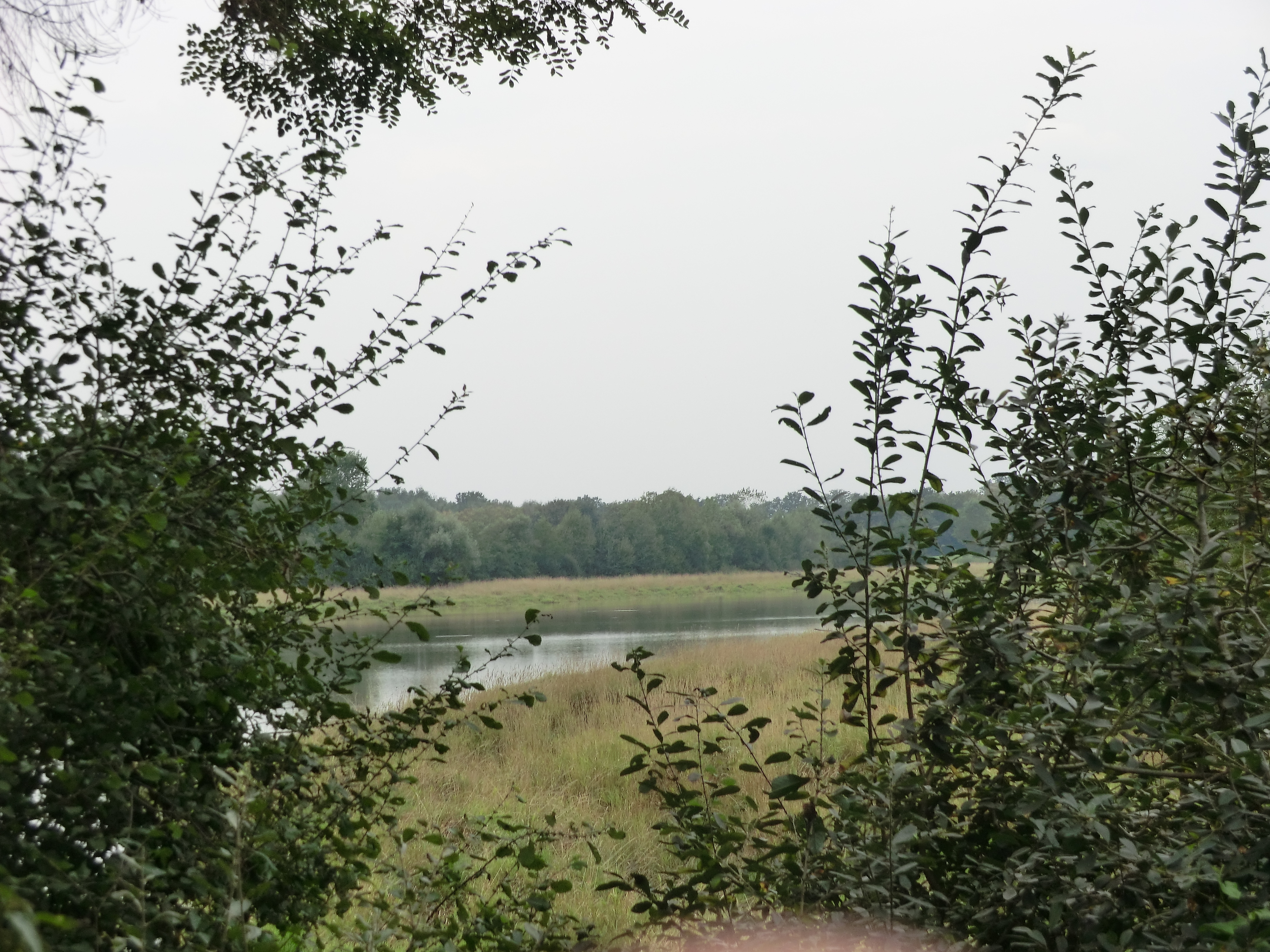
Étang Chevrier.
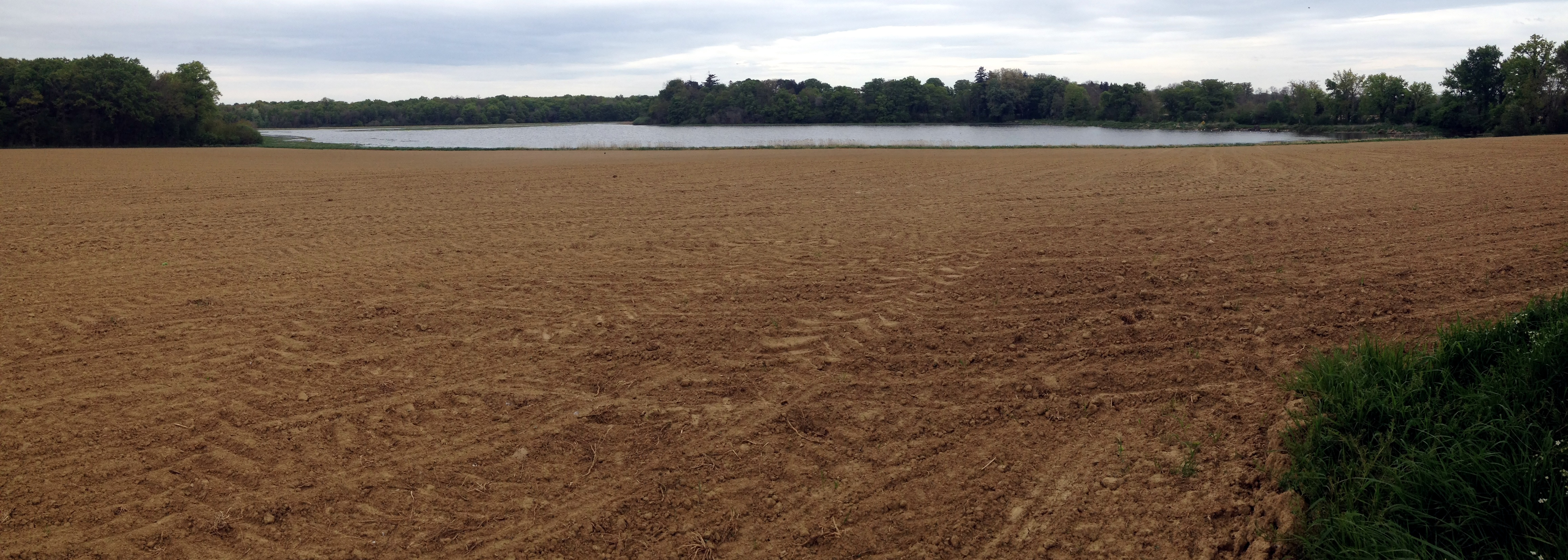
Étang Beaubertas.

La solidité de la communauté, parfois mise à l’épreuve lorsque, par exemple, ville basse en plein essor et ville haute se disputent le droit de tenir marché, est assurée par le lien religieux. Il faut ici souligner la grande dépendance par rapport au clergé de la métropole lyonnaise. Ainsi en est-il de l’organisation paroissiale. Cinq églises sont d’ancienne fondation dont Saint-Étienne, dans la ville basse et Saint-Barthélemy dans la ville haute. Les trois autres sont dans les hameaux éloignés : Saint-Nizier à Dagneux, Saint-Martin à Romanèche, Saint-Romain à Cordieux. Notre-Dame des Marais date de 1447 mais ne prendra de l’importance qu’au cours du XVIe siècle. La perspective de revenus alléchants a donné lieu à une véritable compétition pour s’assurer la nomination des desservants, en particulier entre le chapitre lyonnais de Saint-Paul et la prestigieuse abbaye de l’Île Barbe. Diverses maisons religieuses lyonnaises sont également propriétaires des étangs et exploitent sans scrupule la paysannerie locale rémunérée théoriquement à mi-fruit selon le système dit du grangeage. Le poisson est livré à Lyon par le Rhône depuis le port de la Riote à Thil, Montluel n’ayant pas directement accès au fleuve. La présence du clergé régulier est plus discrète. Dans la solitude du plateau, les Hospitaliers de l'ordre de Saint-Jean de Jérusalem ont leur grange de Cossieux dès le début du XIIIe siècle. Beaucoup plus important est le couvent des Augustins installé en 1391 sur un espace resté libre dans la ville basse à l’intérieur des remparts.

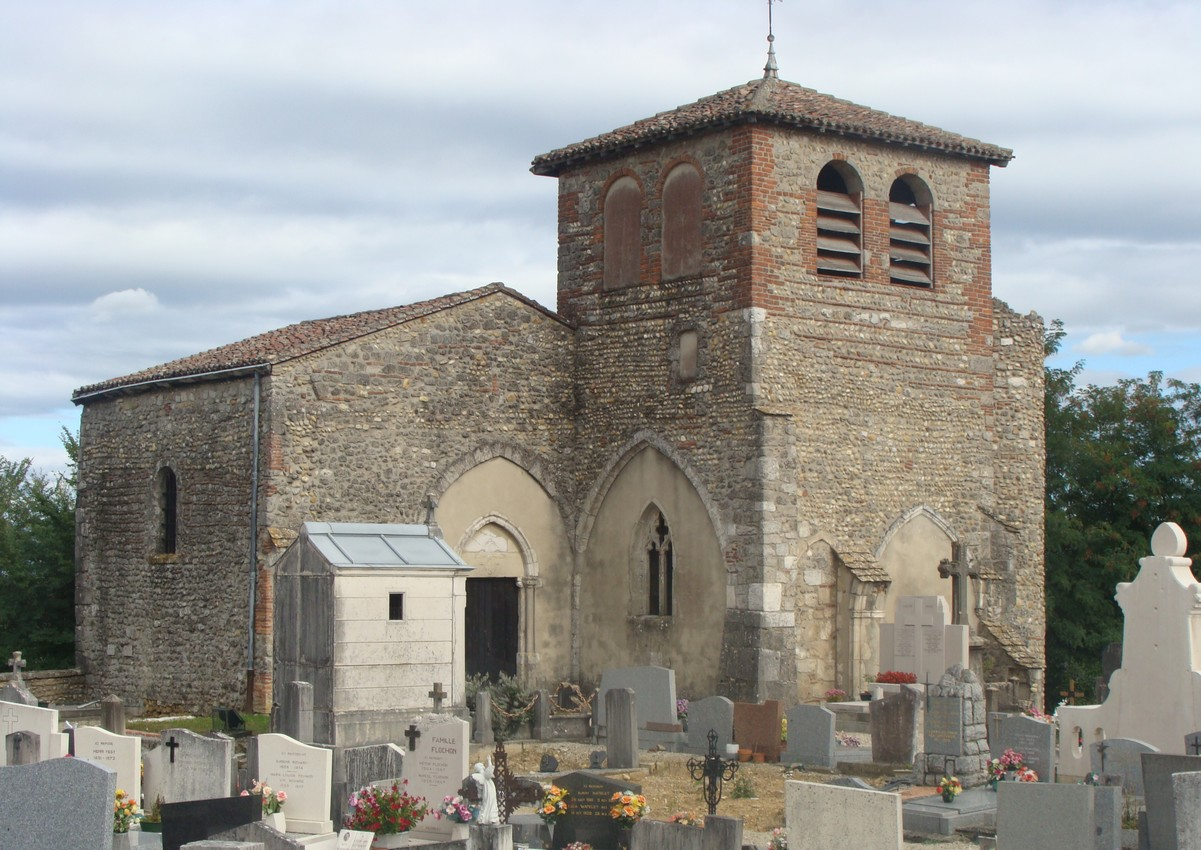
Chapelle Saint-Barthélemy.
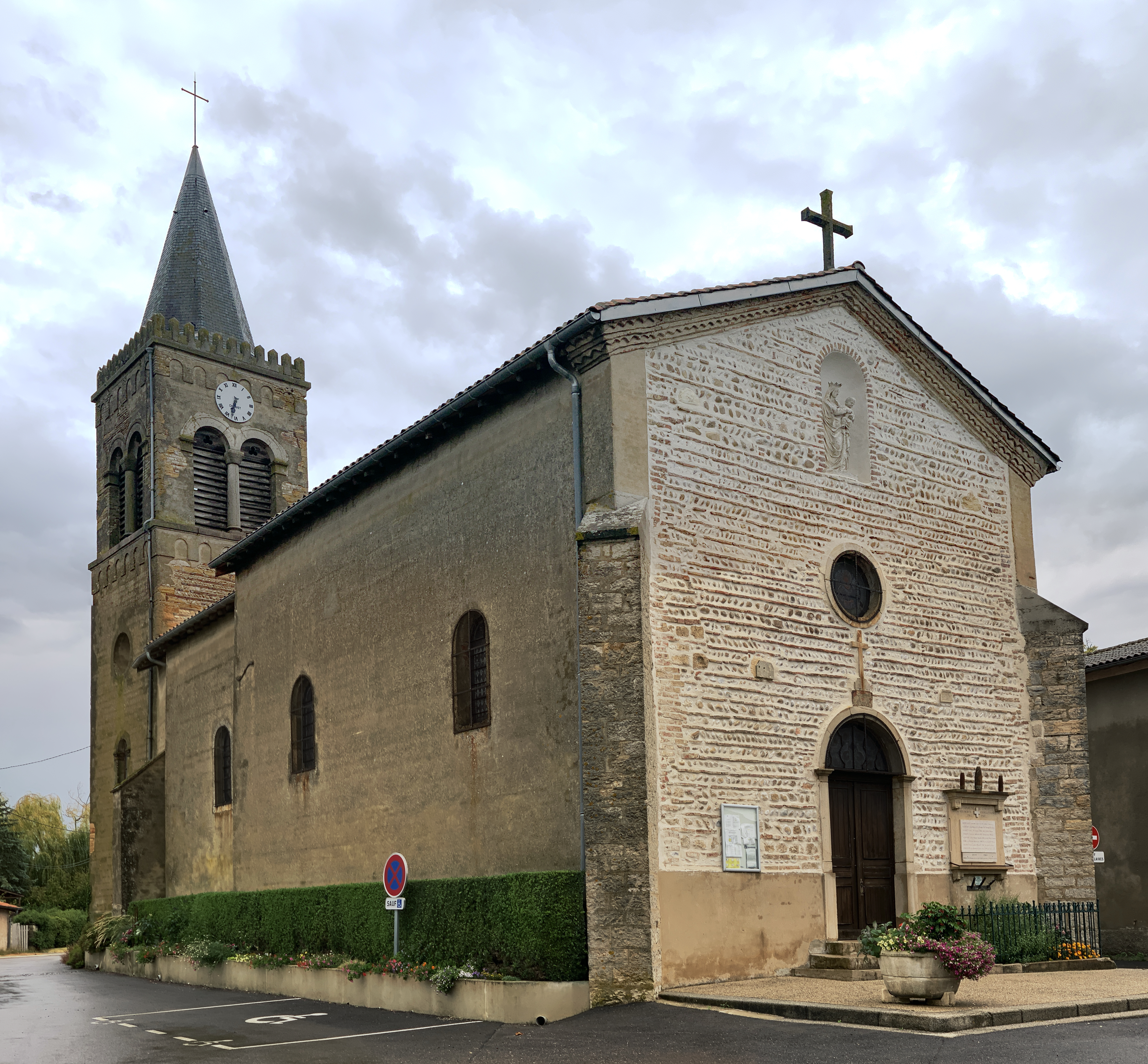
Église Saint-Romain de Cordieux.
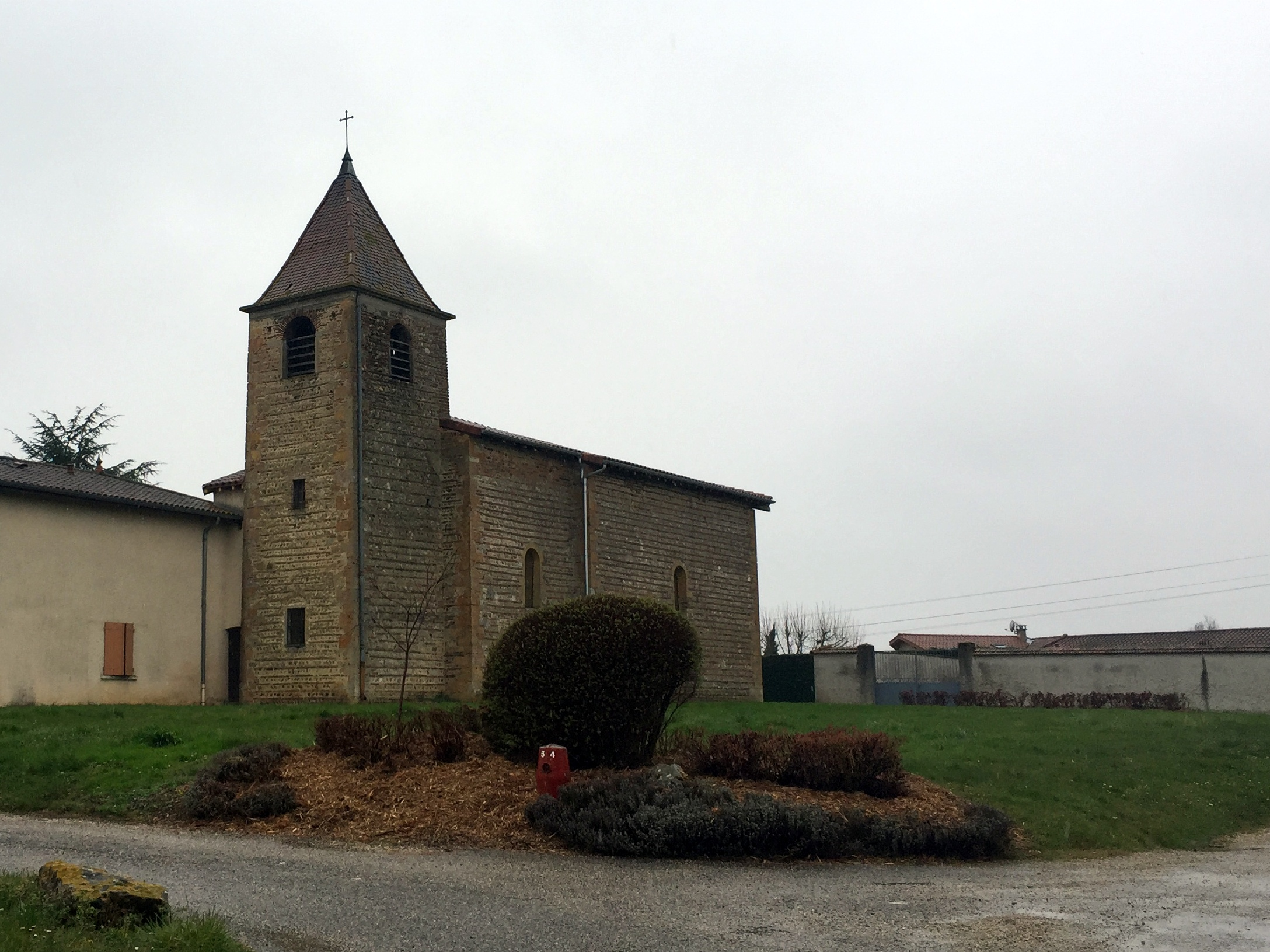
Église Saint-Martin de Romanèche.
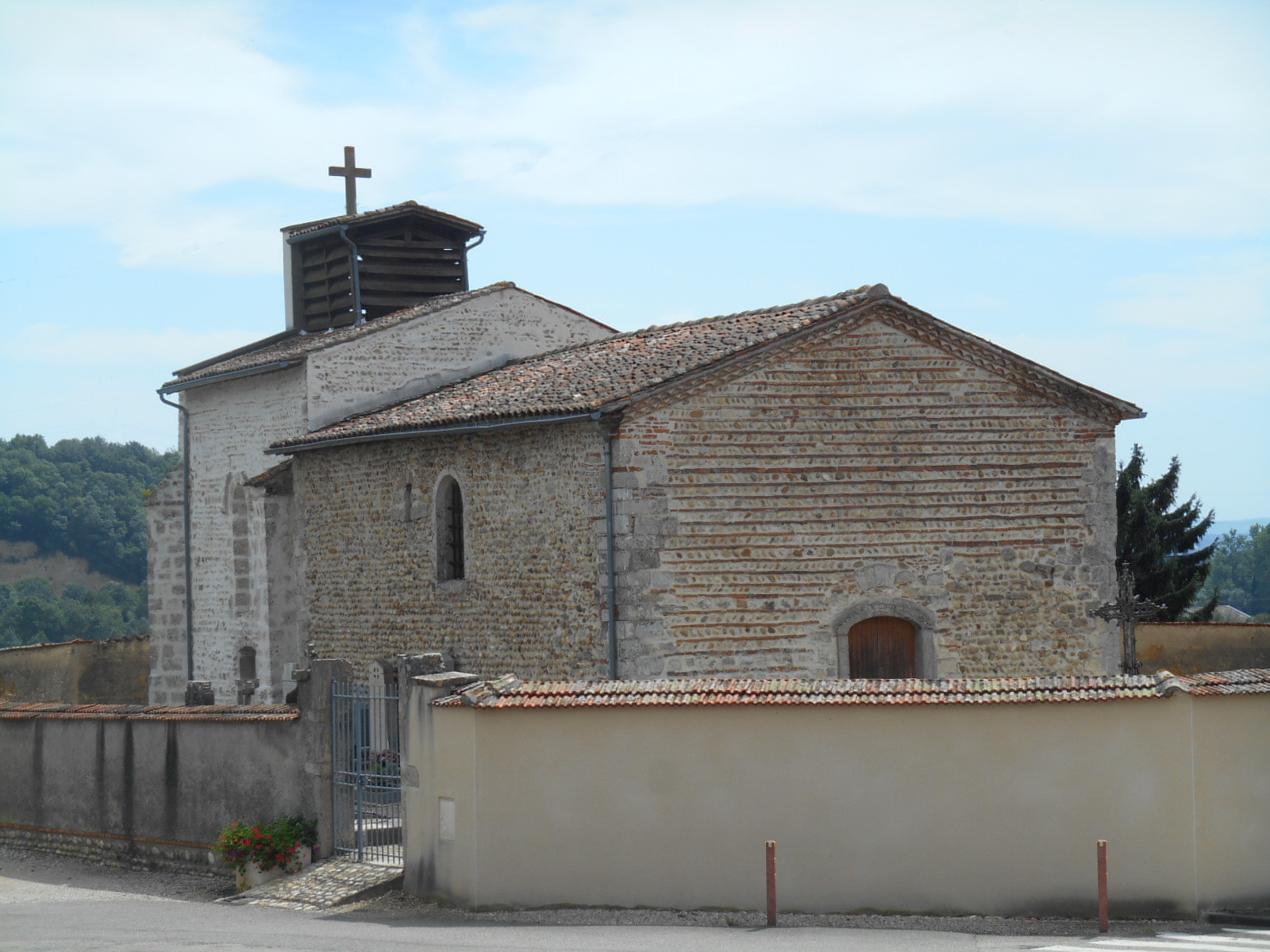
Chapelle Saint-Barthélemy à Jallieux.

### LeXVIesiècle
En 1501 le duc de Savoie Philibert le Beau épouse Marguerite d’Autriche, fille de l’empereur Maximilien 1er. Devenue veuve dès 1504, Marguerite fera inhumer son époux dans l’église de Brou. Les Montluistes qui célèbrent l'événement pouvaient-ils se douter qu'en renforçant les liens de la Savoie avec l'empire des Habsbourg, ce mariage préludait à un siècle d'hostilités avec le royaume de France et qu’exactement un siècle plus tard ils deviendraient les sujets de Henri IV ? Le sort de la ville, comme celui des pays de l’actuel département de l’Ain, semblait s’être joué une première fois, en 1538, lorsque, dans ses luttes contre Charles-Quint, François 1er avait conquis puis annexé les terres du duc de Savoie allié au célèbre empereur. La présence française ne devait prendre fin que 21 ans plus tard après la victoire de Saint-Quentin sur les troupes royales du duc Emmanuel-Philibert 1er et le traité du Cateau-Cambrésis en 1559. L’histoire se répète à la fin du siècle lorsque Henri IV entre en conflit avec le duc Charles-Emmanuel 1er. Le 8 novembre 1594 le connétable Henri de Montmorency s’empare de Montluel où ses troupes vont cantonner 15 mois. La guerre se conclut, cette fois, à l’avantage de la France, par le traité de Lyon le 27 janvier 1601 et les terres de l’actuel département de Ain sont annexées au royaume.
En 1538 François 1er a été « reçu en grande pompe ; le dais de velours cramoisi confectionné pour cette cérémonie est ensuite donné à l’église Saint-Barthélemy ». En récompense de cet accueil, les Montluistes se voient confirmés certains privilèges. La visite du bon roi Henri, elle, a suivi d’un an la conquête militaire de la ville, à l’automne 1595. Arrivé en bateau jusqu'à Balan puis à cheval par la route que l’on nomme depuis chemin de Henri IV, il a reçu le même accueil favorable de la part des notables et s’en est retourné par le même itinéraire. Ceux-ci en ont été récompensés également par la même confirmation des privilèges. Le traité provisoire de Bourgoin a ensuite fait des Montluistes des sujets du roi de France dès le 6 novembre 1595. S'étonner de cet accueil chaleureux réservé chaque fois à l’envahisseur serait méconnaître le contexte historique. Depuis la fin du XVe siècle les ducs de Savoie n’ont cessé de manifester une attirance particulière pour le Piémont dont ils sont les princes provoquant le dépit de la noblesse savoyarde. D’ailleurs, en 1562 le vainqueur de Saint-Quentin décide de transférer à Turin la capitale de ses Etats. Ce serait également oublier que toutes les terres en deçà des Alpes de la maison de Savoie font partie du domaine culturel franco-provençal à ce point que le premier grammairien de la langue française, célébré par Molière, est Vaugelas, né à Meximieux en 1595.

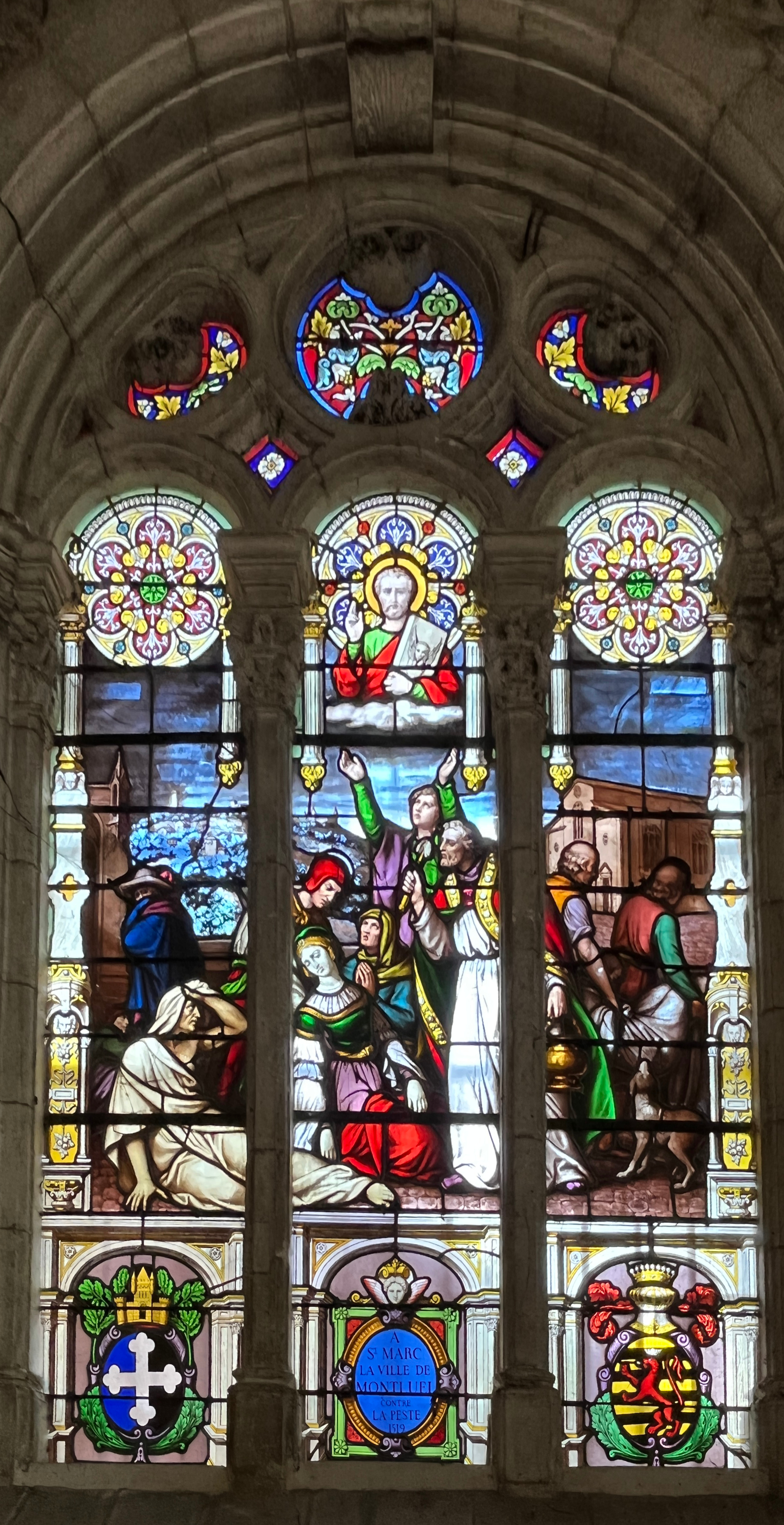
Vitrail relatif à la peste de 1519 en l'église Notre-Dame-des-Marais.

Le clergé de Montluel maintient fermement la population dans les voies du catholicisme. L’église Notre-Dame-des-Marais, déjà célèbre lieu de pèlerinage, est en perpétuels travaux jusqu’en 1571. Elle exerce un rayonnement exceptionnel depuis son érection en collégiale officialisée en 1510 par le pape Léon X puis dotée d’un important chapitre de chanoines assurant le service de nombreuses paroisses alentour. Le carême avec ses prédications est le premier temps fort de l’année liturgique. Depuis 1525, une fameuse procession se déroule pour la Saint-Marc, protecteur contre la peste, suivie par toute la population du mandement, de Saint-Barthélemy à Notre-Dame-des-Marais par Saint-Etienne. La Saint-Martin est également marquée par une fête solennelle conclue par un banquet en présence du corps de ville. Non seulement le protestantisme trouve peu d’adeptes à Montluel mais le retour du pouvoir savoyard coïncidant en 1562 avec le coup de force des Réformés devenus maîtres de Lyon, Montluel devient le refuge des religieux de l’Ile Barbe et de bourgeois catholiques. C’est au point que la ville semble devenue un « petit Lyon » aux dires d’un contemporain. D’où « une recrudescence des relations d’affaires suivies entre les deux villes et du même coup la prospérité grandissante du négoce, particulièrement aussi le succès des métiers du textile ». En ce temps de prospérité la population se monte à 1 500 habitants.

### Montluel dans le royaume (XVIIe–XVIIIesiècles)
On compte 4 000 Montluistes en 1788 (en incluant évidemment les habitants de Dagneux et de Jallieux). Faut-il mettre en lien cet accroissement démographique avec l’activation des liens avec Lyon depuis la suppression de la frontière ? « Il est vrai que Lyon conditionne un peu plus encore la vie de Montluel, relais de la poste royale : l’attraction économique et foncière se double donc d’une attraction sociale et intellectuelle ». Les remparts sont devenus inutiles. Le temps n’est plus où, au milieu du XVIIe siècle, on les perçait d’une poterne : le Trou madame, pour permettre aux lavandières d’accéder à la Sereine. Leur entretien obérait constamment les finances de la ville. Ils sont laissés à l’abandon et peu à peu intégrés aux maisons.

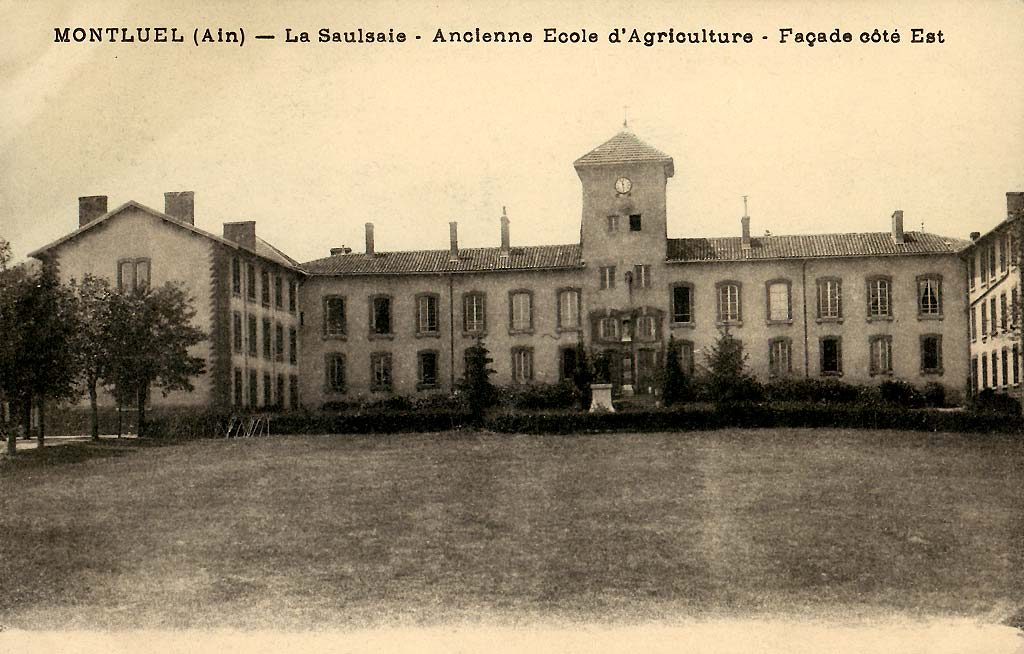
La Saulsaie.

Sur le plateau dombiste, la grande propriété a fini par accaparer la totalité du territoire. Elle est aux mains des institutions religieuses, le plus bel exemple étant fourni par le domaine de la Saulsaie, du nom du prêtre qui le vendit au milieu du XVIIe siècle à l’archevêque de Lyon Camille de Neuville. Celui-ci en fit sa résidence d’été. Immense territoire de 467 ha qui devait être par la suite divisé en quatre. Ses successeurs, tous nobles, les Villleroy, les Bouflers, les Luxembourg ont multiplié le nombre des étangs au point que l’on en comptera une bonne soixantaine dans le secteur. Mais le phénomène le plus important est le rachat de ces domaines par la bourgeoisie, surtout lyonnaise, qui peu à peu, supplante la petite noblesse. L’agriculture est toujours très routinière, les rendements faibles. Elle contribue cependant à alimenter le marché lyonnais soit en farine soit en pain. « Le voiturage du pain sur Lyon se continue régulièrement et semble un des éléments de base de la boulangerie montluiste ». La municipalité doit d’ailleurs veiller à ce que les meilleures qualités ne soient pas réservées à la grande ville et, en cas de mauvaises récoltes, à ce que la population montluiste soit servie par priorité. Les expéditions de poissons se sont accrues à proportion du nombre des étangs.

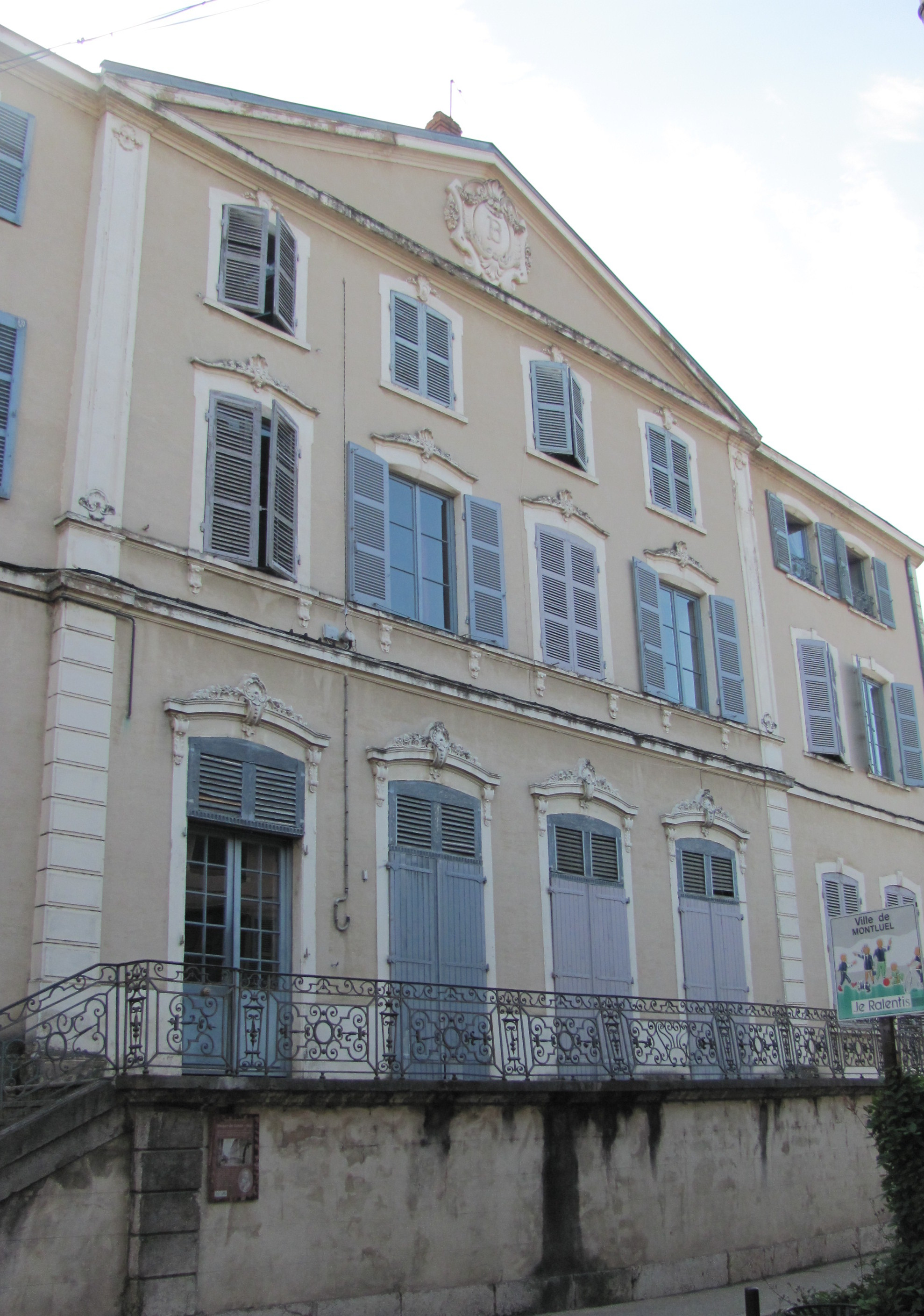
Hôtel de Condé.

Montluel a conservé sa seigneurie. Elle peut même s’honorer de voir nommer à sa tête un membre prestigieux de la famille royale en la personne de Henri de Condé dont le fils devait s’illustrer par la victoire de Rocroi sur les armées espagnoles en 1642. Monsieur le Prince est reçu officiellement en 1631 et la municipalité lui fait construire un hôtel, terminé en 1634. Le titre sera au XVIIIe siècle illustré par un Jussieu de l’illustre famille de botanistes lyonnais. C’est cependant la modeste bourgeoisie des affaires, du négoce qui donne le ton de la vie sociale. Car le commerce local reste très actif, alimenté non seulement par le rôle de relais sur la voie royale très fréquentée mais aussi par les besoins locaux de ce « centre d’achat, de redistribution et d’approvisionnement ". Les foires attirent les chalands d’une bonne partie de la Dombes. Gravite autour le monde des notaires, de la basoche bien que toutes les tentatives pour la création d’un tribunal aient échoué. La ferveur religieuse est toujours entretenue par le clergé. La municipalité a confié l’instruction de la jeunesse au couvent des Augustins en 1618. Les femmes peuvent se consacrer à la vie monastique depuis l’ouverture du couvent de la Visitation dès 1646, 26 ans après la fondation de l’ordre par François de Sales et Jeanne de Chantal à Annecy. Par charité chrétienne un nouvel hospice est construit : il sera connu sous le nom d'apothicairerie par l'achat de la collection de pots des jésuites de Lyon en 1765.

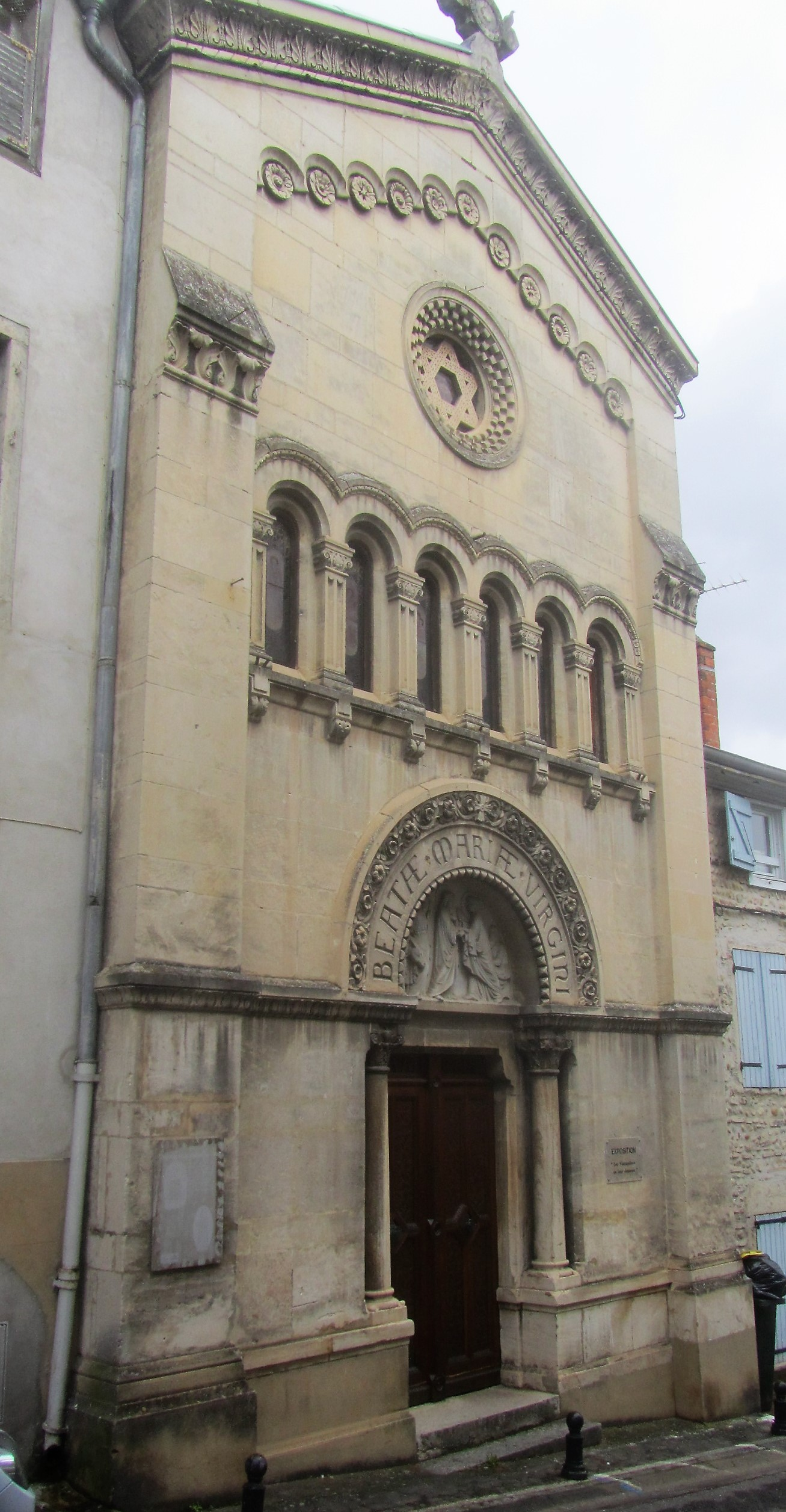
Façade du couvent des Visitandines.
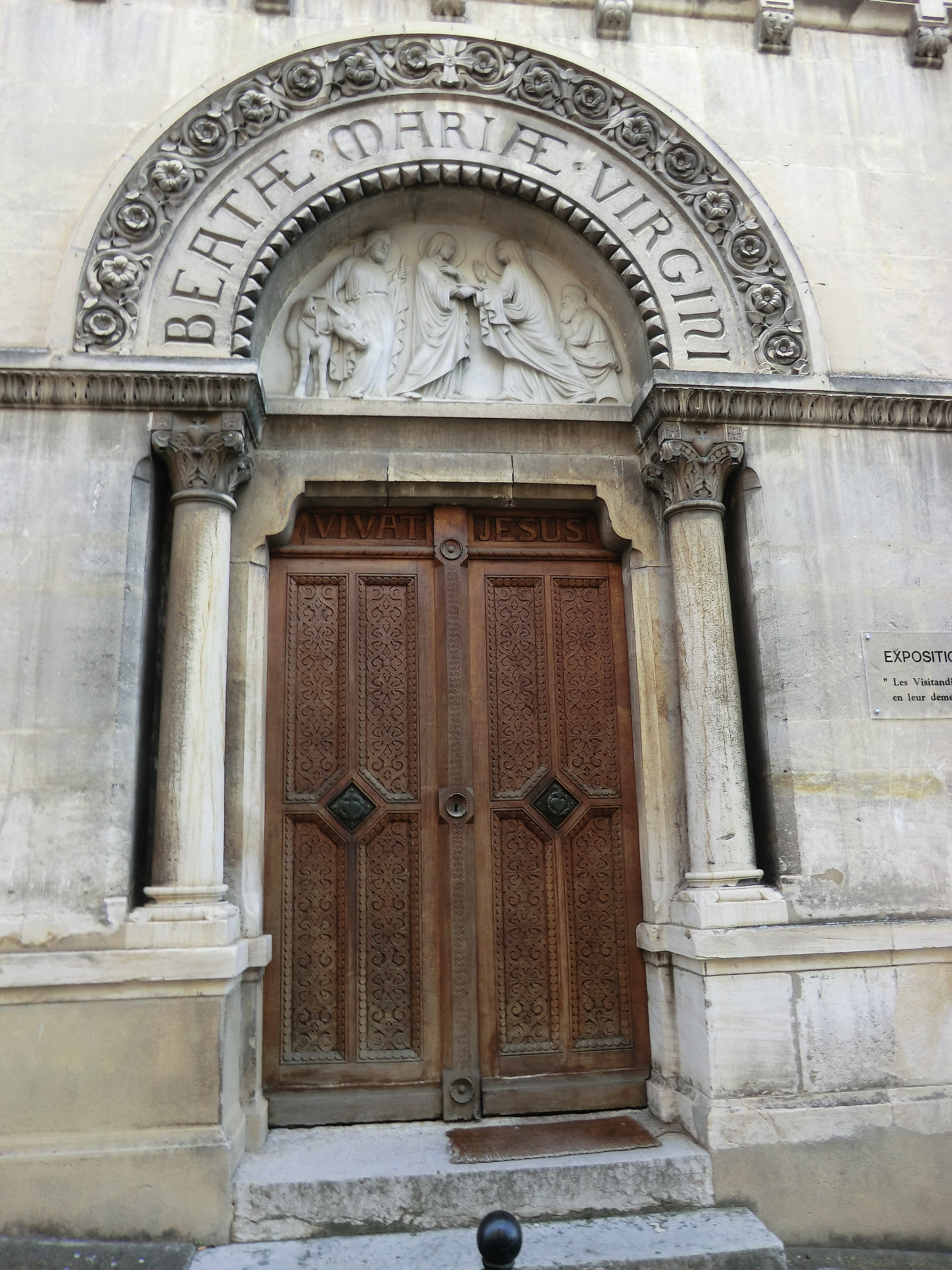
Portail du couvent de la Visitation.
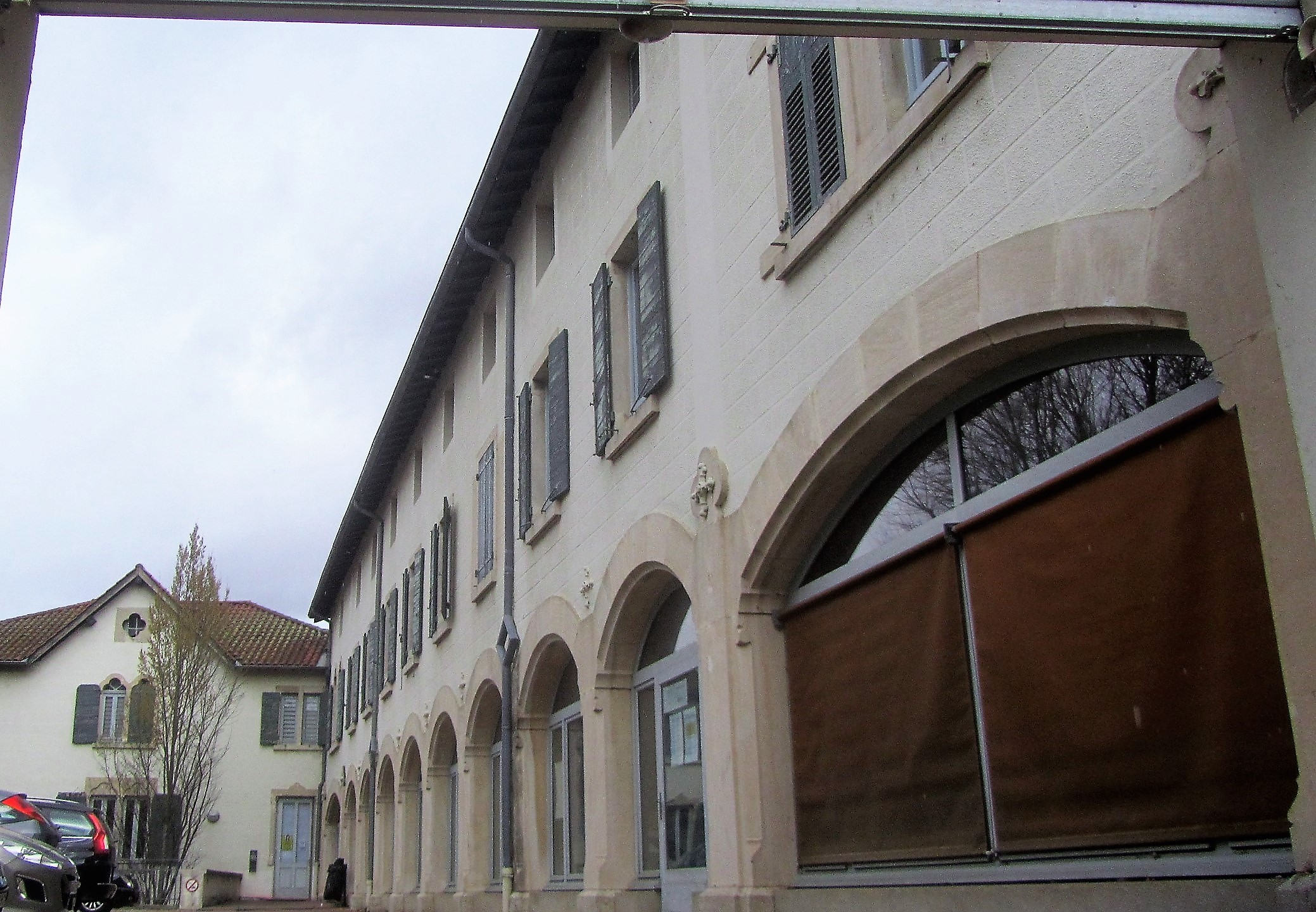
Ancien couvent des Visitandines actuelle bibliothèque.

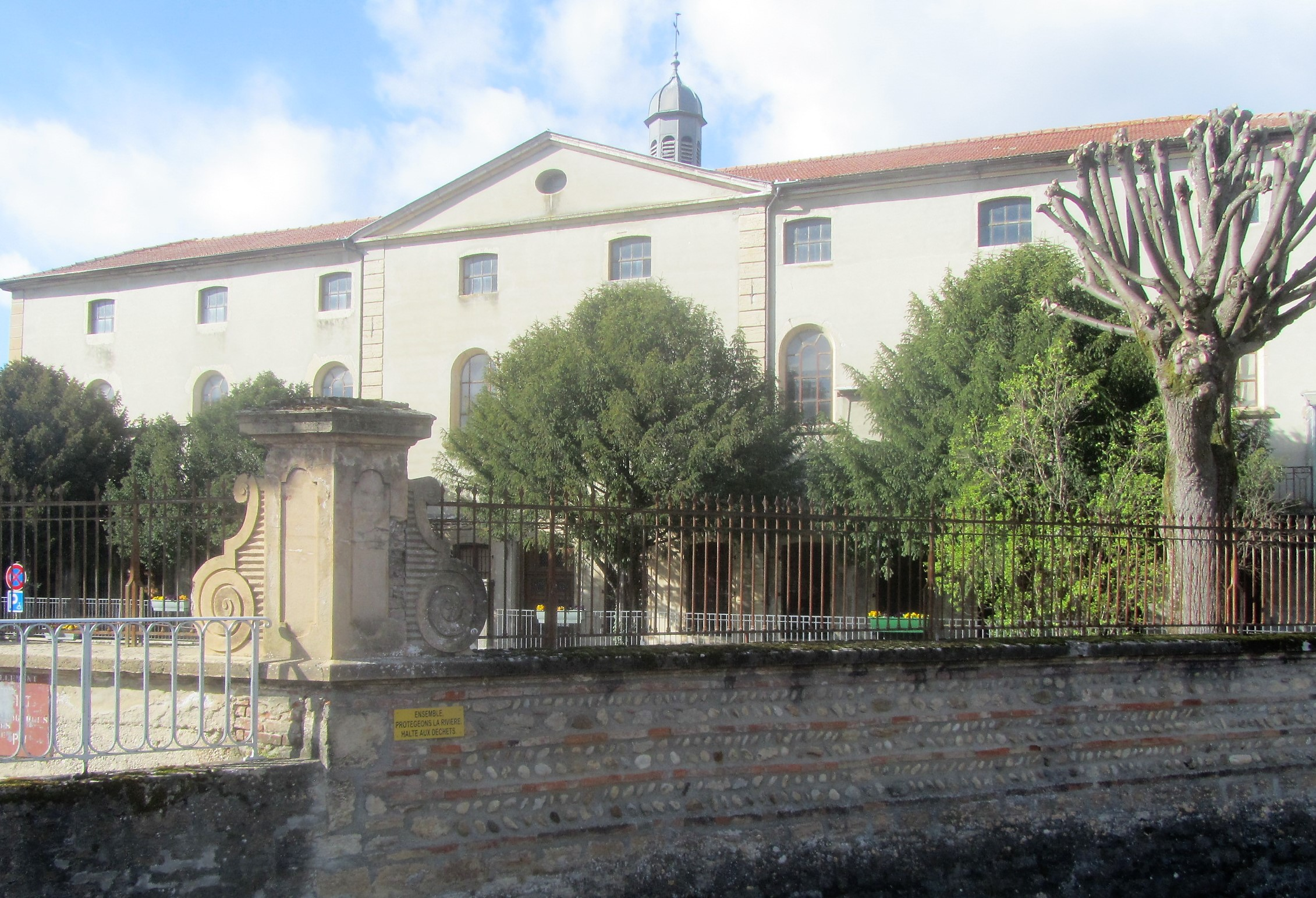
Apothicairerie de Montluel (ancien hôpital).

Le menu peuple est fait de petits commerçants bouchers, charcutiers, boulangers - ils sont jusqu’à 13 en 1788 - cordonniers, bourreliers. Particulièrement nombreux sont les artisans occupés comme par le passé au travail du chanvre à ses différents stades, du rouissage et du peignage au tissage et à teinture. En revanche, on ne peut dire que la conversion aux fibres d’avenir ait été couronnée de succès. On s’est essayé au travail du coton. La seule réussite est une indiennerie fondée à Dagneux vers 1787 par les frères suisses Schenover mais on émet des réserves sur le nombre de 150 emplois créés. Depuis le Dauphiné, la soie a tenté de conquérir les terres au-delà du Rhône. Cela a commencé par la propagande pour la culture du mûrier dès 1750 mais il s’est trouvé peu de monde pour le travail de la fibre. Au total, le stade industriel n’avait pas été atteint en 1789.
La physionomie de Montluel change au XVIIIe siècle. Par un lent glissement du peuplement, la ville basse est devenue le centre principal autour de la place Bourgeat, rebaptisée aujourd’hui place Carnot. La démolition du corset des remparts libère des espaces pour la promenade. Ainsi, de part et d’autre de la Sereine le cours de Condé et le quai des Remparts ont été plantés de tilleuls à partir de 1739. En 1755 décision est prise de supprimer le complexe de la porte de la Boisse. Cet espace est libéré pour la promenade de la place des Tilleuls. Les tours conservées sont ainsi mises en évidence.

### Un long déclin

#### Déclassement administratif
Tandis que la population de Montluel était  évaluée à 3 500 habitants en 1793, par un déclin régulier, elle n’était plus que de 2213 habitants en 1946, La manifestation la plus symbolique de cette décadence est dans la perte de contrôle administratif de l’ancienne vaste seigneurie de Valbonne sur son voisinage. Lorsque, en 1790, l’Assemblée constituante procède à l’organisation du territoire sur la base des départements, les notables obtiennent que Montluel soit au commandement d’un des districts de l’Ain et la maison des Augustins mise en vente au titre de bien national est achetée spécialement pour en être le siège. Mais les commissaires nationaux jugent excessif un découpage en 9 du département et la pression pour la suppression de ce district ne se relâchera pas. En 1800, au début du Consulat, dans le cadre de la Constitution de l’An VIII, les districts sont remplacés par des arrondissements et Montluel est rattaché à celui de Trévoux. Que la ville garde le titre de chef-lieu de canton qui lui avait été reconnu en 1790 au grand dépit de Miribel n’est qu’une piètre consolation car cet échelon n’a de valeur que comme base des élections au conseil général ! Trente ans plus tard, Montluel ne peut que prendre acte de la sécession de Dagneux qui s’érige en commune indépendante.

#### Atonie économique

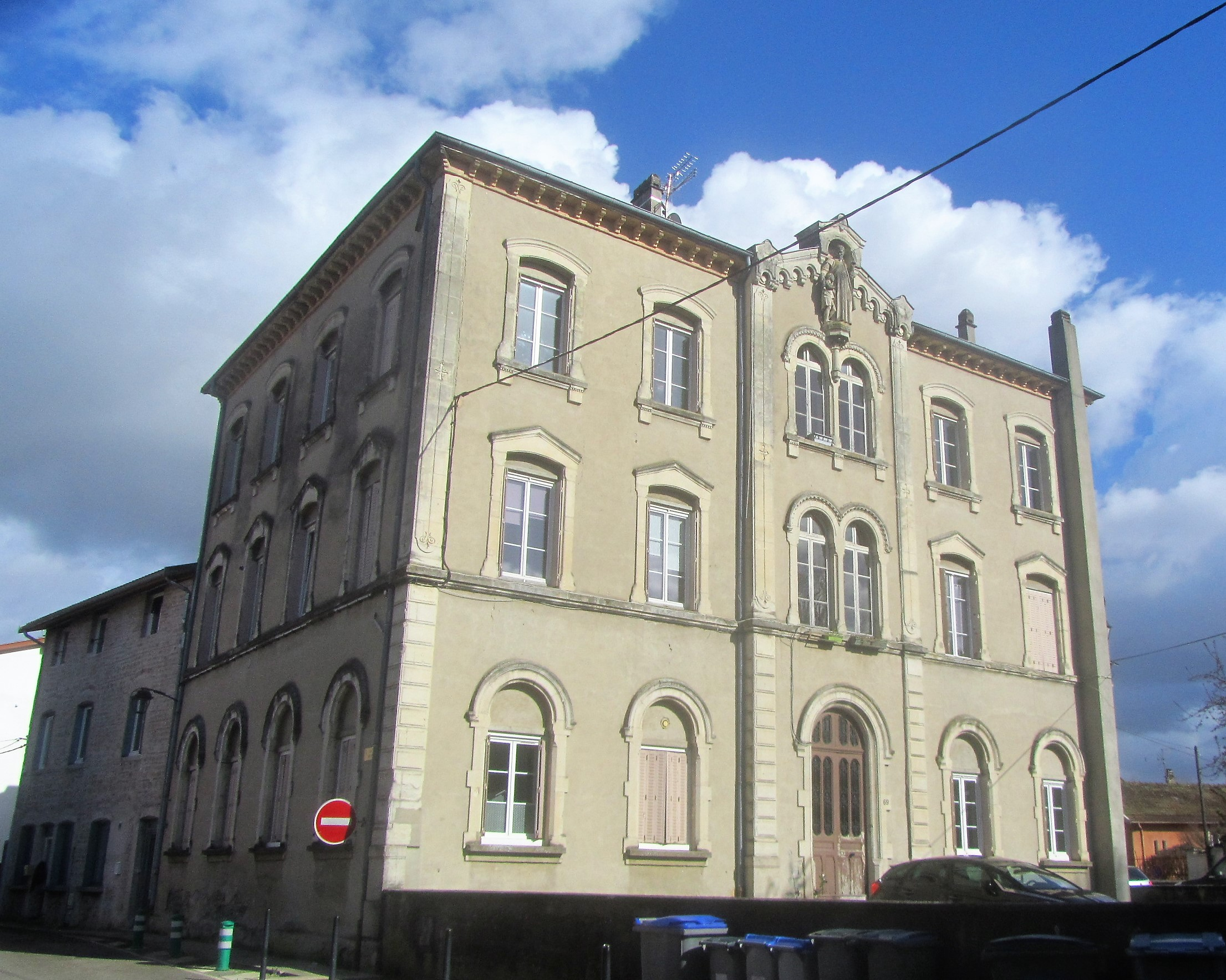
Ancien orphelinat.

Beaucoup plus grave que cet effacement administratif est la fragilisation des bases économiques. Le rôle de relais sur un itinéraire routier majeur va considérablement être affecté lorsque, entre 1835 et 1840 sont enfin entrepris les travaux de modernisation de l’itinéraire direct entre Lyon et Bourg-en-Bresse par Villars-les-Dombes malgré l’opposition massive des communes de la Côtière. Il est immédiatement exploité par le service de diligences Bodin-Catimel. La création de la voie ferrée Lyon-Genève avec ouverture d’une gare en 1858 réduit encore cette fonction de relais ! Il est bien loin le temps où Michel de Montaigne au retour de son voyage en Europe, parti au matin de Saint-Rambert-en-Bugey, faisait étape à Montluel avant de gagner Lyon distante de « deux postes, trois lieues ». Sur le plan industriel, les chances d’emploi sont limitées. Le succès de la manufacture de drap militaire des frères Aynard au milieu du XIXe siècle peut faire illusion mais elle finira par émigrer à Lyon en 1880 après avoir occupé jusqu’à 200 personnes. Elle avait été relayée entre-temps par la fabrique de couvertures Accary qui en avait employé 60 aux confins de la commune de La Boisse. Cette absence de grandes entreprises n'est qu'en partie compensée par le travail à domicile de veloutiers, ouvriers de soie, fabricants de taffetas, passementiers. Au reste, il n’y a aucune incitation à entreprendre de la part des notables qui se succèdent à la tête de la municipalité à un rythme accéléré : on compte 11 maires en 47 ans entre 1867 et 1914. Si un important orphelinat est bâti en 1860-61 c'est en exécution d’un legs d’une famille noble ! Cette atonie persiste dans l’Entre-Deux-Guerres marqué par la crise économique. Elle provoque la fermeture de l’usine Herr fondée en 1897 et seule survit le tissage de soie Fouillet fondée en 1892 près de la route de Jallieux. « Montluel ne possède plus de véritable industrie et, bon gré mal gré, s’achemine vers la colonisation socio-économique de Lyon.
Aucune compensation en termes d’emploi n’est à attendre du côté du monde agricole frappé par l’exode rural. La vigne, qui recouvrit si longtemps la Côtière, seule à mobiliser un grand nombre de bras, n’a pas survécu à la crise du phylloxéra. Dans la Dombes, dont les grands domaines sont toujours sous le contrôle de la bourgeoisie lyonnaise, la révolution agricole se traduit par l’assèchement de nombreux étangs et le développement d’une agriculture intensive avec abandon de la jachère, le chaulage des sols et, plus tard, l’emploi des premiers engrais chimiques. Le domaine de La Saulsaie devient un haut lieu des expériences héritées des physiocrates. On y cultive la pomme de terre, les plantes fourragères et, même, mais avec moins de succès, la betterave à sucre. Des enclos d’élevage préfigurent les embouches. Un agronome en renom, Césaire Nivière, y crée même l'Institut agricole de la Saulsaie en 1840.

#### Les guerres duXXesiècle

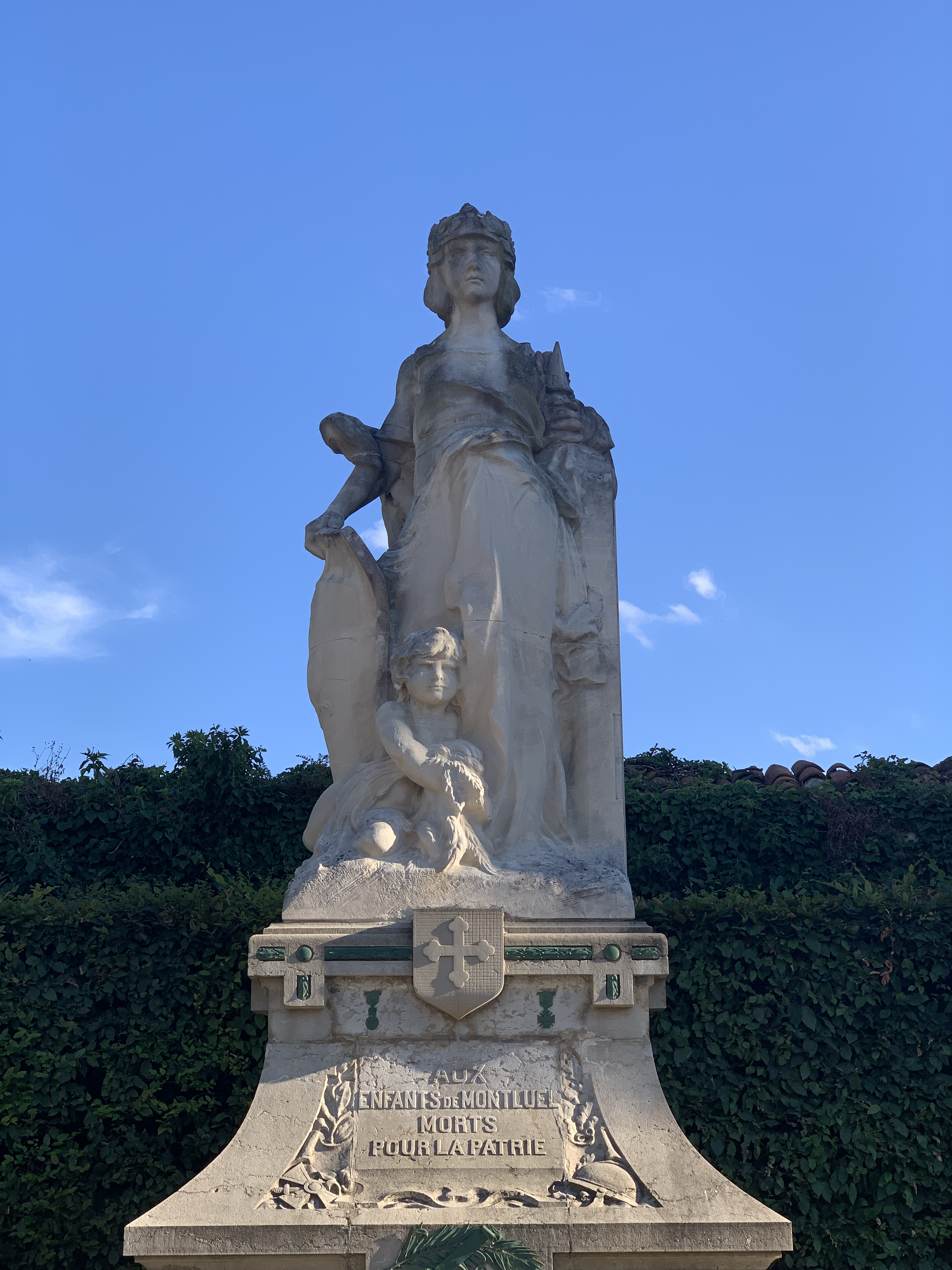
Monument aux morts 1914-1918.

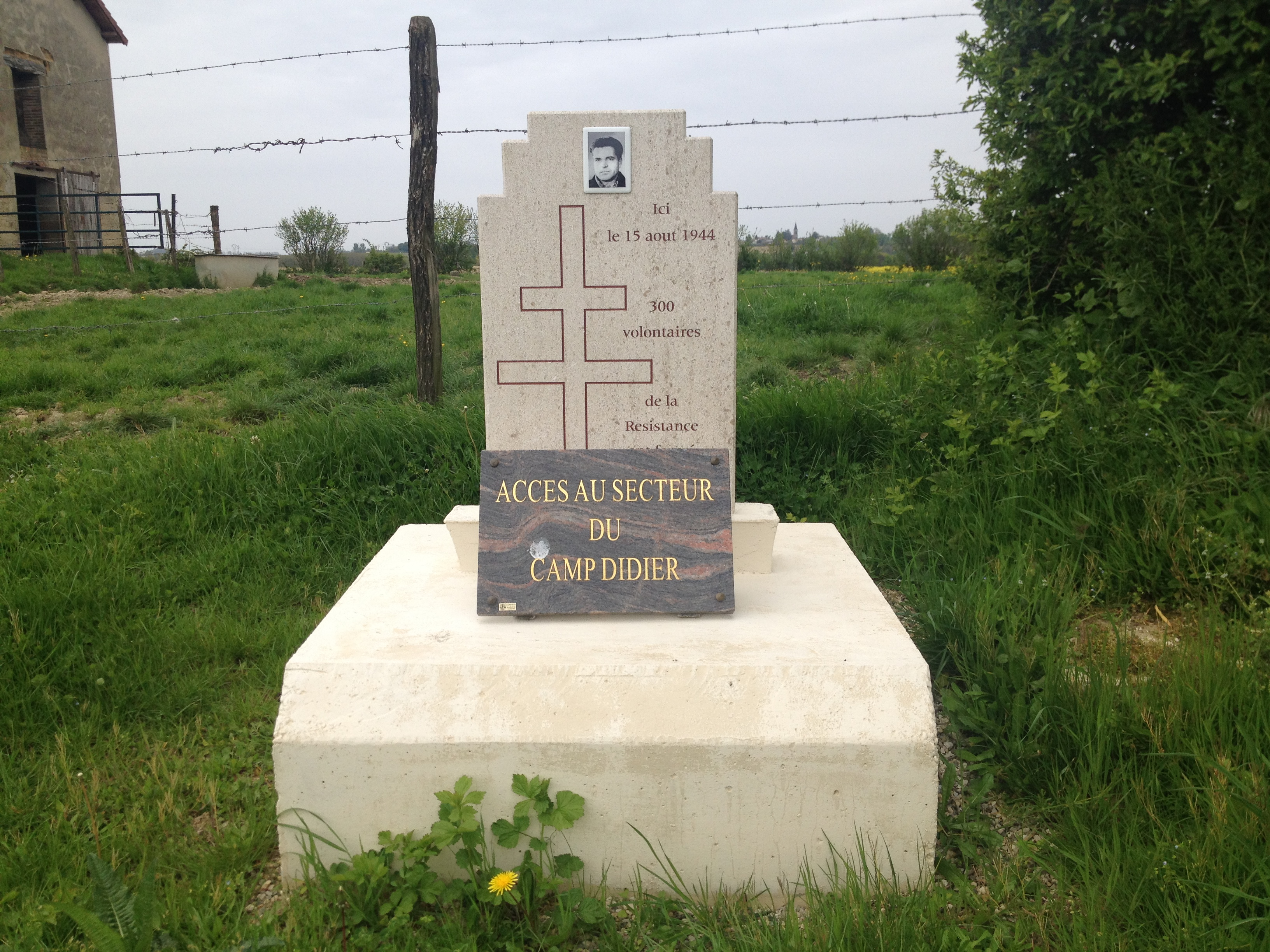
Stèle camp Didier.

Montluel a payé son lourd tribut pour la défense de la nation lors de la Grande-Guerre : 101 morts qui représentent 4,2 % de la population, 20 % de la population masculine et un déficit de naissances évalué à 300. Au recensement de 1920, on ne compte plus que 2153 habitants contre 2504 en 1911. En revanche, peu de victimes sont à déplorer du fait de la Seconde Guerre mondiale. Il faut signaler la concentration autour de la forêt du Noyer d’un groupe de résistants. De simple refuge à l'origine, ce maquis improvisé devait se transformer en instrument de combat. Mais il ne doit à la commune ni son nom de camp Didier, qui est celui d’un résistant exécuté à Lyon par les Allemands deux mois auparavant, ni les 250 puis 600 maquisards qui se sont regroupés autour de cette forêt en quelques points. Le PC était installé au nord, à Grange Blanche. Il n’y a pas eu d’engagement frontal alentour contre l’ennemi mais, au contraire, une incursion vers le camp de la Valbonne. Aux heures décisives, l’incendie du PC par une patrouille allemande est un sévère avertissement et, plutôt que d’exposer ses membres mal armés à un carnage inutile, les responsables organisent une retraite pour rejoindre les éléments avancés de l'armée américaine. C’est là que devait s’engager du 30 août au 3 septembre la bataille de Meximieux dont le nom reste gravé dans l’histoire.
Les notables n’ont pas eu conscience de la valeur du patrimoine de leur ville alors qu'elle aurait pu être une première étape enrichissante avant la visite de Pérouges en début de restauration. On a pu parler d’un véritable massacre culturel : « effondrement de la vénérable église Saint-Barthélemy frappée par la foudre en 1898, abandon de Saint-Étienne, destruction de l’ancien logis abbatial des Augustins, bouleversement de l'église de cet ancien couvent pour en faire une salle des fêtes, massacre de maintes vieilles façades dans la Grande rue en particulier ». Il faudra attendre les années 1960 pour que s’amorce la réaction contre tant de négligence.

### Montluel contemporaine

#### Le cadre administratif

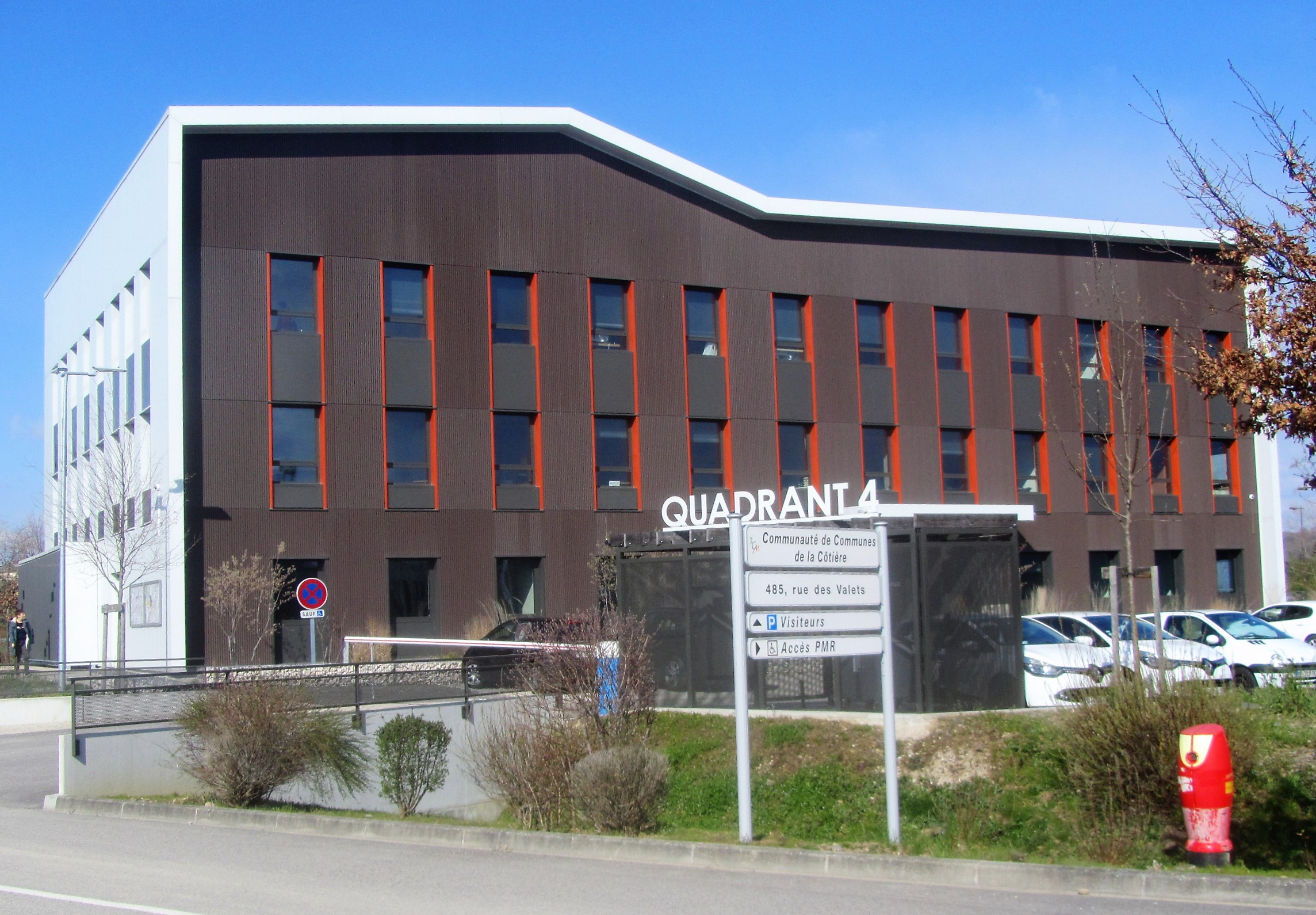
QUADRANT 4 qui accueille entre autres le siège de la 3CM (communauté de communes de la Côtière) ainsi que le centre ophtalmologique de la Côtière.

En 1954 avec 2367 habitants Montluel a tout juste retrouvé, à quelques unités près, sa population de 1921 (2381). Selon les statistiques officielles ils sont 7039 Monluistes en 2014, exactement trois fois plus ! Et le rythme de croissance annuel est même allé s’accélérant, passant de 2,2 % entre 1954 et 1962 à 5,3 % de 1962 à 2009. On peut parler d’une véritable explosion démographique ! Cette croissance est à l'image de celle du canton dont la population est passée de 9192 en 1968 à 25 179 en 2021. Après les temps troublés de la guerre, on observe une stabilité record dans l’exercice du pouvoir municipal avec seulement deux maires en 52 ans : Emile Cizain (1947-1968) et Pierre Cormorèche (1968-1999). Ce dernier, exploitant agricole, s’est imposé dans la profession : de simple animateur local du CNJA il en est venu progressivement à exercer des responsabilités sur le plan national comme président de l’Assemblée permanente des Chambres d’agriculture. Il a mené parallèlement une carrière politique et a pu faire entendre sa voix au Conseil général du département de l’Ain où il a siégé de 1969 à 1979 et de 1985 à 1995. Il faut par ailleurs préciser que les grandes décisions ne relèvent plus des seules autorités de la commune car les problèmes à résoudre et les investissements à engager en dépassent le cadre. C'est à l'échelle du canton qu'est créé en novembre 1966 le SIVOM de la région de Montluel aux compétences de plus en plus élargies. Le SIVOM a été remplacé en 2001par la 3CM (communauté de communes de la Côtière de Montluel). Après avoir été hébergée dans les locaux de la mairie, celle-ci dispose aujourd'hui d'un vaste bâtiment dans la ZAC des Prés Seigneurs. C'est souvent à l'échelle de cette communauté que doit être imaginée la solution aux problèmes posés par cette croissance pour divers services : gestion des déchets, tourisme, assainissement, entretien des rivières.

#### Cadre de vie et logement

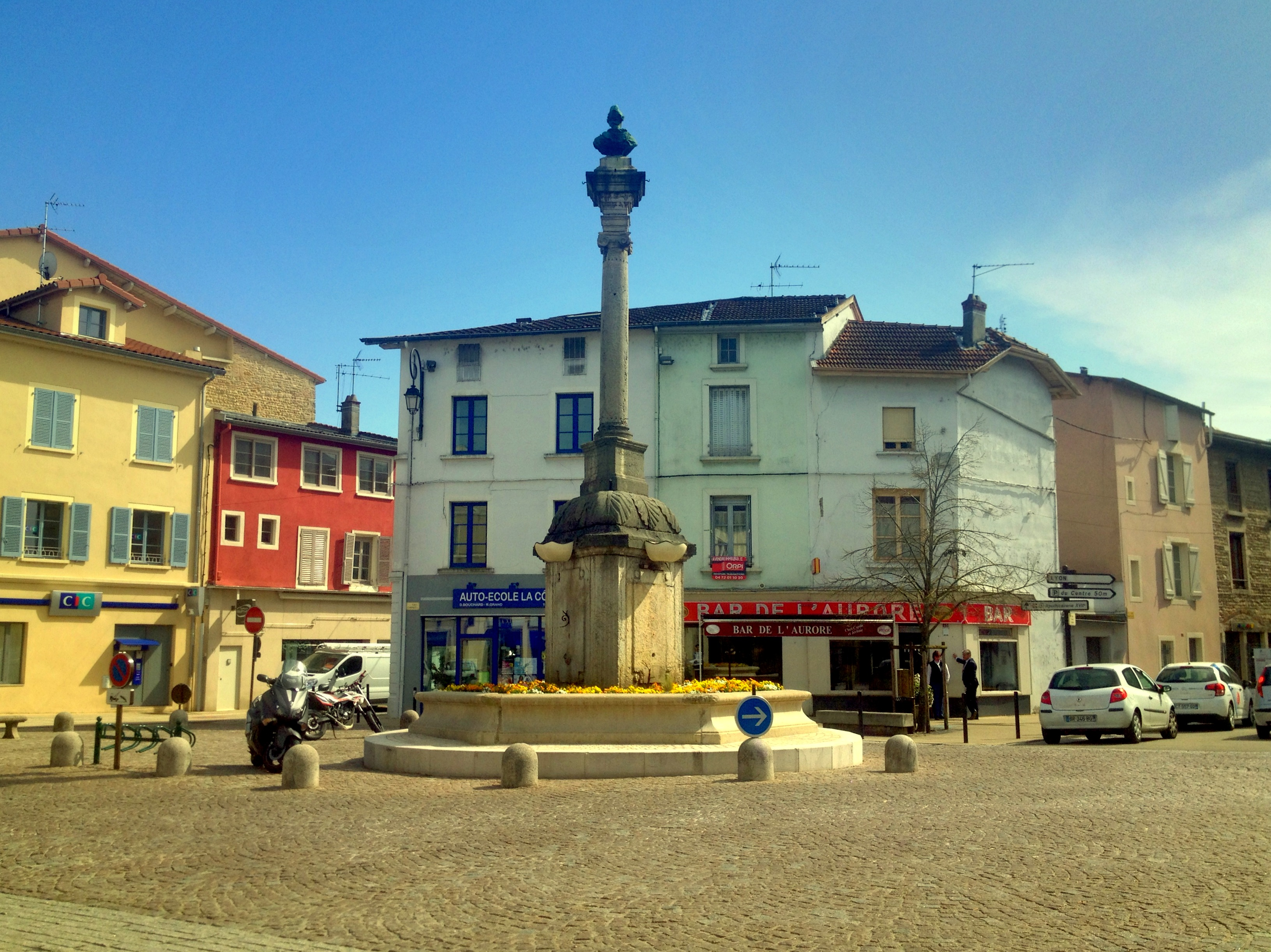
Place Carnot à Montluel.

Pour les noyaux de peuplements traditionnels, a primé la question de la qualité de vie. Sur le plateau dombiste, l'ancien chef-lieu de la commune de Cordieux fusionné avec Montluel en 1973 s'est étoffé d'un lotissement en continuité avec le bâti ancien. A Jallieux, gagnée par la même fièvre des maisons individuelles, le tracé d'une nouvelle voie s'est avéré nécessaire pour la traversée du hameau. Des interventions plus complexes ont été nécessaires dans la vieille ville. La réalisation d'une voie de contournement était un préalable à l'aménagement du centre ville. L'opération a été réalisée en 1969-70 par le sud, du côté de la gare ferroviaire. Elle a nécessité la construction d'un pont sur la Sereine. La suite logique a été la mise en sens unique de la Grande Rue en 1978. Un véritable toilettage de la place Carnot et des rues rayonnantes a été entrepris pour la commodité des piétons (trottoirs, passages protégés), certaines façades ont été ravalées, des places de parking aménagées. La promenade des Tilleuls a été entièrement redessinée et aménagée en 1988-89 avec pavage, voies de circulation, lampadaires. S'il n'était pas question de densifier la population, certains immeubles vétustes méritaient une importante rénovation avec maintien dans les lieux des occupants. La formule de l'OPAH (Opération programmée d'amélioration de l'habitat) par laquelle les propriétaires sont subventionnés pour mise aux normes de confort a été adoptée entre 1985 et 1988.

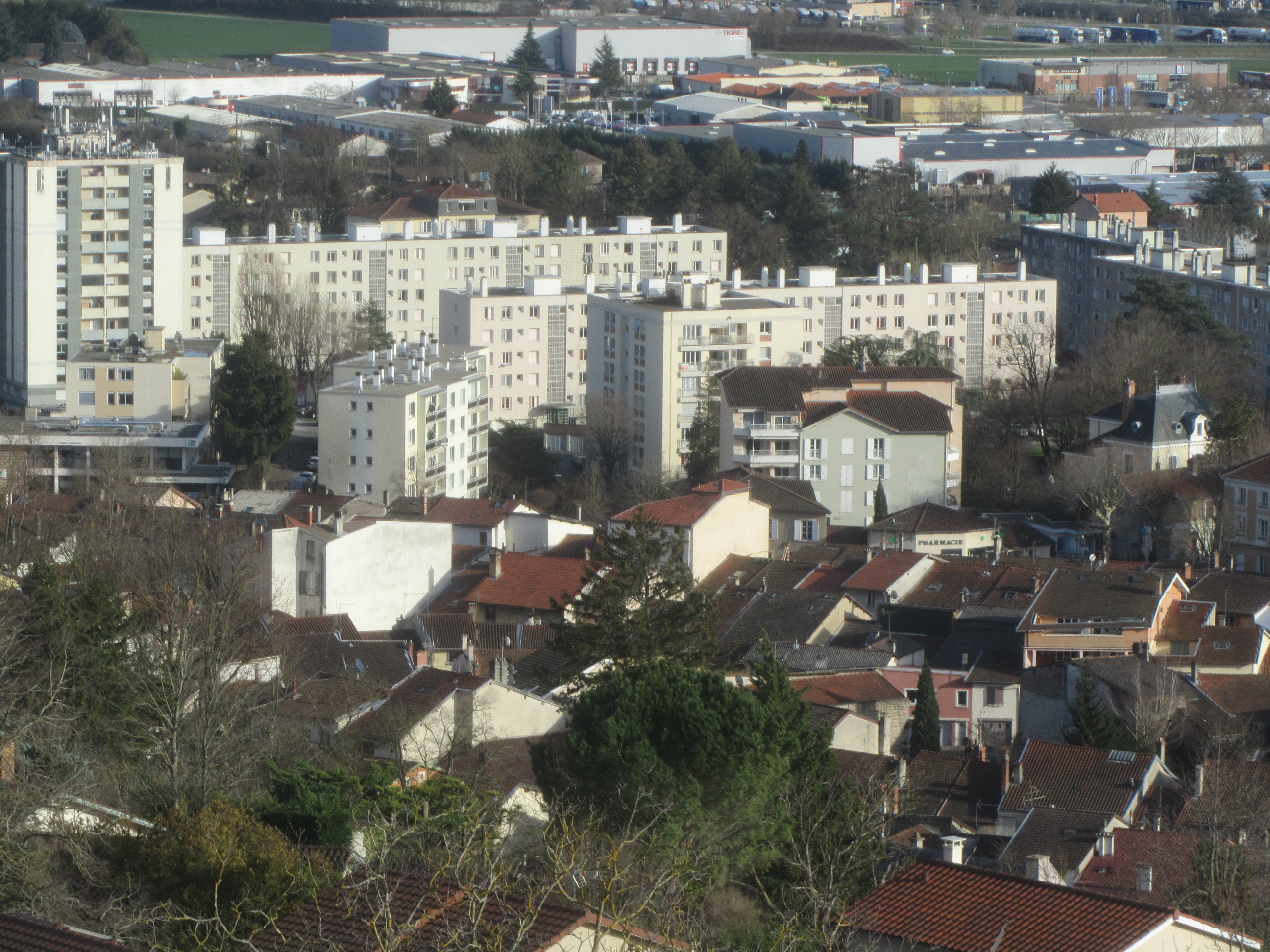
HLM au faubourg Montbreval.

Les travaux à engager pour loger la grande masse des nouveaux Montluistes étaient d’une tout autre ampleur. La prise de conscience de l’importance capitale de ce problème s’est concrétisée très tôt avec l’acquisition par la commune d’un vaste terrain. Un premier bilan en 1972 faisait état de la construction en une quinzaine d’années de 786 logements HLM répartis en 10 bâtiments construits par l’OPAC de l’Ain. Cette action fut amplifiée dès le premier mandat de Pierre Cormorèche. Il était alors question d’une simple cité de transit. En fait, le vaste programme a abouti à la fixation définitive d’une population estimée de 1000 à 1200 habitants. En 2017,selon l’INSEE, les deux tiers des logements construits sur la commune datent d’après 1970. L’attention se porte essentiellement sur le territoire de la Maladière qui enveloppe vers le sud-est la vieille cité sur une longueur de 800 mètres et une largeur pouvant en atteindre 200. Les mêmes problèmes matériels de rénovation s’imposent du fait du vieillissement des constructions. Dès la fin des années 1980, ont été engagés des travaux pour l’isolation thermique, le chauffage au gaz, la réhabilitation des parties communes voire la modernisation des intérieurs. Le dernier plan de lifting de la Maladière engagé en 2003 concerne 374 logements pour quelque 1200 habitants. Une attention particulière est apportée aux parties extérieures en vue du désenclavement du quartier, de l’agrémentation des parcours avec plantation d’arbres, de création d’aires de jeux et de terrains de sports. L’inquiétude quant à l’intégration des nouvelles populations s’est très tôt manifestée. En 1972, le bulletin municipal en faisait déjà le constat : « Est révolu ce temps, pas si lointain, du Montluel vivant pour lui-même, où tous les habitants, se connaissant tous, prenaient avec un réel plaisir une part très active à toute la vie de la cité ». Ce sentiment d’une cohabitation dangereuse a été rendu plus vif encore avec la montée de la délinquance et l’insécurité. Les autorités ont tenté d’y faire face par des actions de prévention. Dès 1989, était créée une maison de quartier à vocation éducative et récréative pour un jeune public. Cette action a pris la forme en 2003 d’un contrat urbain de cohésion social, transformé en quartier prioritaire en 2015, avec des mesures positives pour l’accès à l’emploi, le développement économique et la réussite éducative.

#### Les services

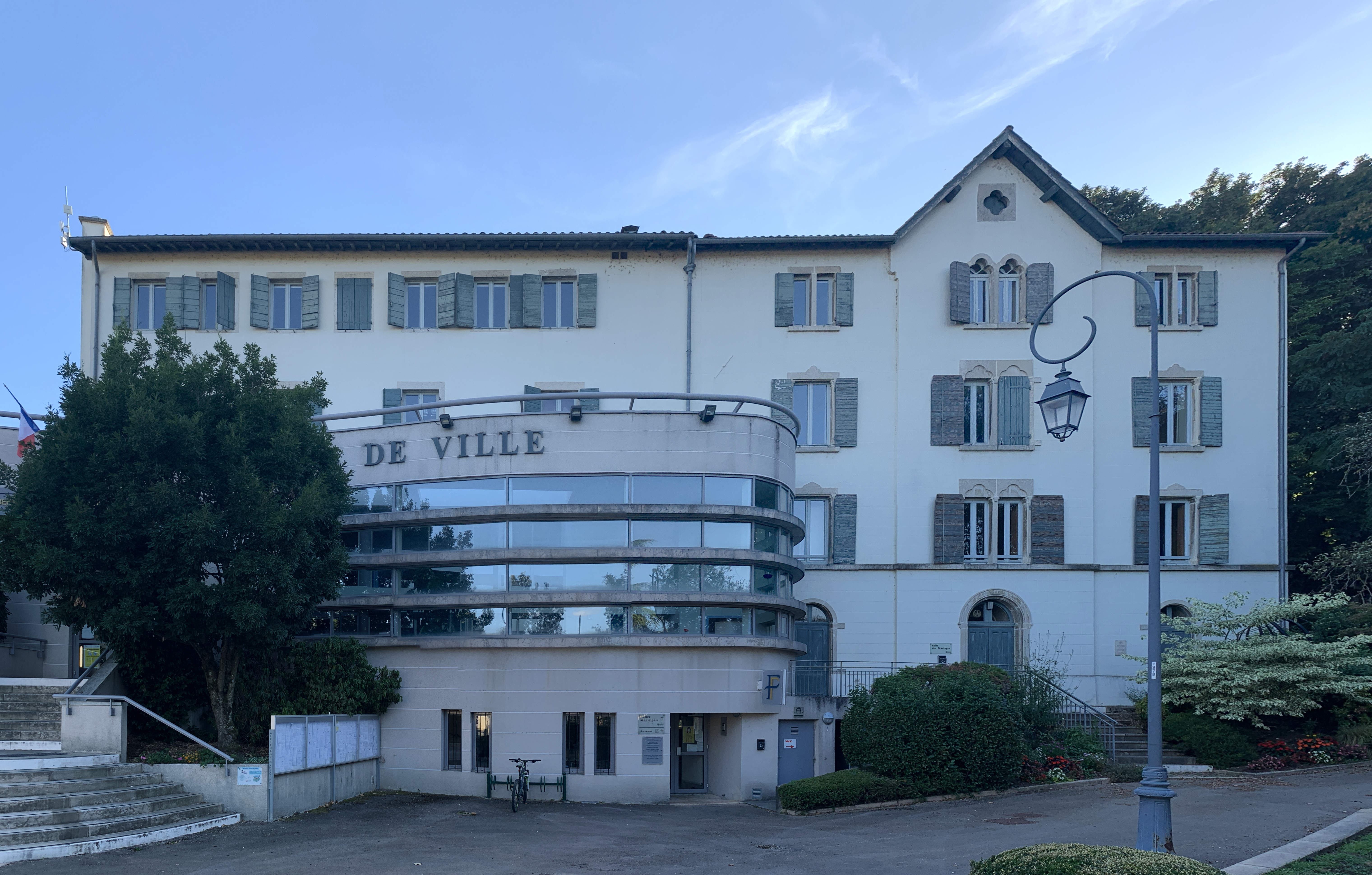
Hôtel de ville de Montluel.

Une mise à niveau des services publics s’est imposée au fur et à mesure de la croissance démographique. On doit à la municipalité Cizain la construction de la nouvelle poste, de la perception, du centre de secours. Dans les années 1990, les Visitandines ont mis en vente leurs vastes locaux. La municipalité conduite par Pierre Cormorèche en a fait l’acquisition en 1993. A propos des travaux qui devaient y être entrepris il devait déclarer « C’est le plus grand projet de ma carrière de maire ». Y ont été installés en 1996 la bibliothèque municipale, le centre médico-social et une crèche intercommunale. En 1998, après de lourdes transformations, le siège de la mairie y a été transféré et, avec lui, divers services comme celui du cadastre. Il a paru opportun de déplacer dans le même cadre le monument aux morts de la guerre de 1914-1918. Il faudra attendre la mandature de Jacques Banderier (1999-2008) pour que Montluel soit doté  d'une nouvelle gendarmerie.

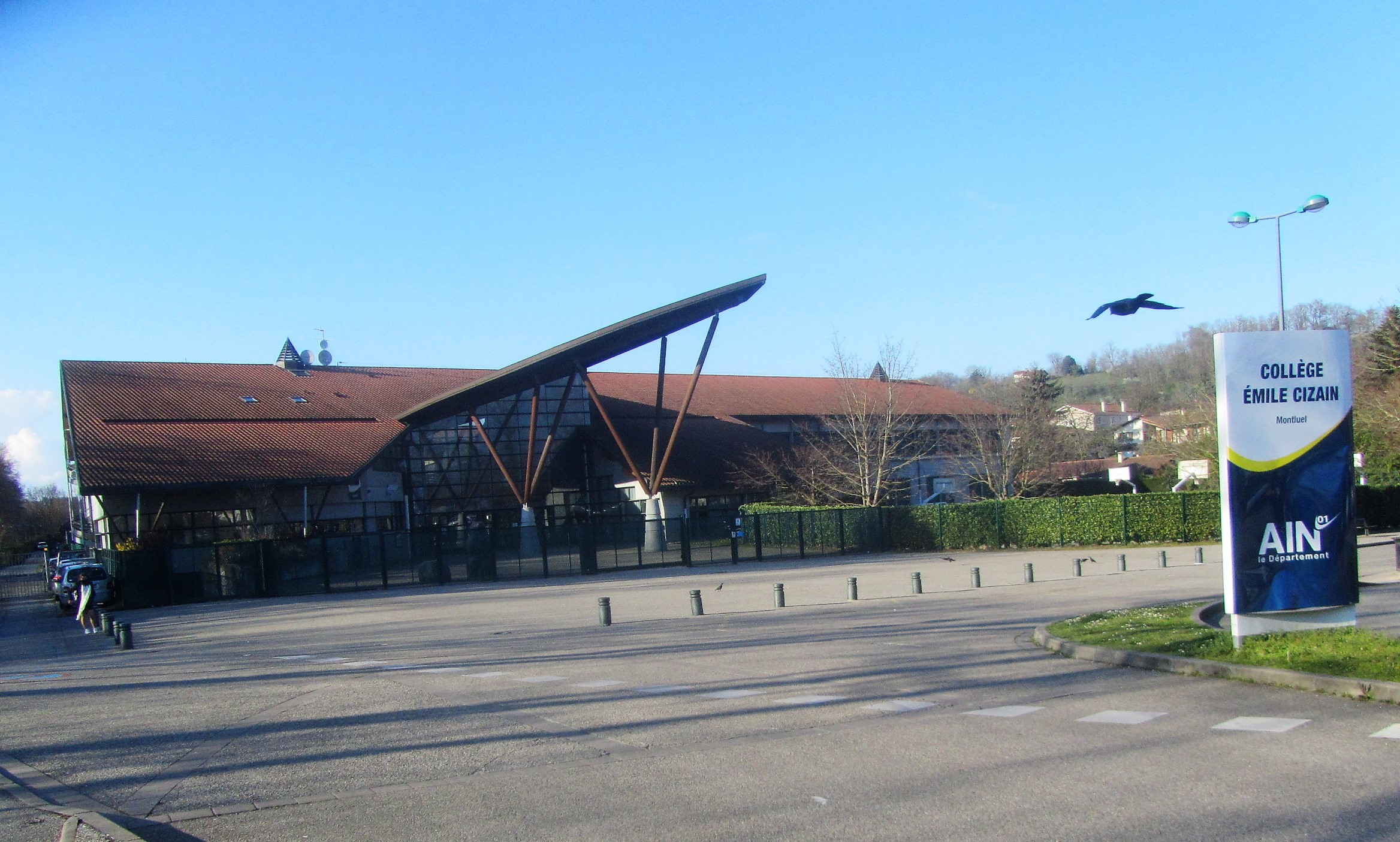
CES Emile-Cizain.

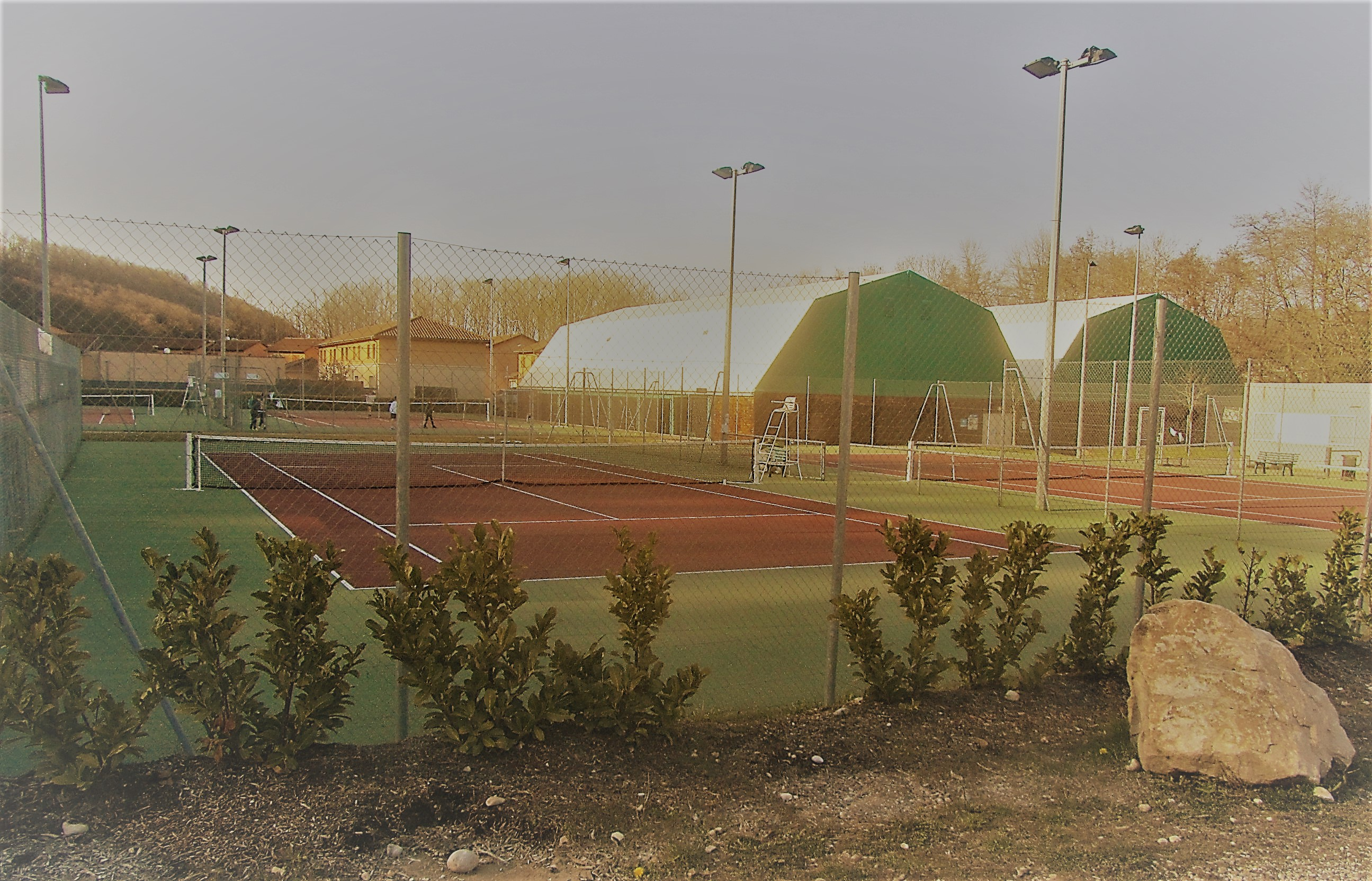
Courts de tennis.

La commune a dû se doter d’établissements scolaires pour faire face à cet essor démographique. Au niveau primaire a été construit en 1974 le groupe Alphonse Daudet pour 26 classes élémentaires, 4 classes maternelles et un restaurant scolaire de 250 places. Dans les années 1980, la municipalité de Pierre Cormorèche y a ajouté le groupe Saint-Exupéry en marge du quartier de la Maladière. Pour l’enseignement secondaire, c’est encore à Emile-Cizain qu’il a incombé de construire en 1968 un CEG (Collège d’Enseignement Général) pour 600 élèves avec un restaurant de 400 places ; le CES porte aujourd’hui le nom de son fondateur. Dans le prolongement de l’enseignement obligatoire a été créée en 1966 sous la responsabilité du SIVOM une maison des jeunes et de la culture. Elle a été dotée de nouveaux locaux en 1974. Pour le second cycle de l’enseignement secondaire a été mis en service en 1998 sur la commune de la Boisse le « lycée de la Côtière ». Sa zone de recrutement concerne l’ensemble de la Côtière entre les lycées de Rillieux et d’Ambérieu. La municipalité a, par ailleurs construit des équipements sportifs au service de la jeunesse. En 1968 était inauguré le stade de la Portelle avec promesse d’un plateau d’évolution pour le volley-ball, le hand-ball et le basket-ball. En 1983 étaient construits les 3 courts de tennis. En 1992, après bien des pérégrinations le club de gymnastique fondé en 1968 disposait enfin d’un local approprié. Les adultes n’ont cependant pas été oubliés : en 1976 était créé un stade bouliste de 16 jeux avec local attenant.
Peu à peu s’est manifesté le souci de sauvegarder le patrimoine avec des succès divers. Il était urgent de sauver ce qui pouvait rester de la chapelle Saint-Barthélemy 58 ans après son effondrement. L'opération financée par les Monuments historiques a  été achevée en 1956. Sous le premier mandat de Pierre Cormorèche, le 25 avril 1971, a été organisée en grande pompe en présence du secrétaire d'Etat au tourisme Marcel Anthonioz la cérémonie marquant l’achèvement des travaux de restauration de la collégiale Notre-Dame, le monument le plus emblématique du patrimoine montluiste, "événement majeur dans la vie de la cité". L'action de la municipalité a été stimulée à partir de 1978 par le Comité du Vieux Montluel. Sa création doit beaucoup à la personnalité de Paul Percevaux, professeur d'histoire, qui publiait la même année son Histoire de Montluel. Il était trop tard pour les deux monuments les plus emblématiques du passé millénaire de Montluel. De Saint-Etienne, la plus ancienne des églises, tombée en ruines, on n’a pu sauver que l’ancien porche. Des pans entiers du château seigneurial venaient de s'effondrer à grand fracas en 1977 et la menace pesant sur le quartier des Ecorchats avait fait un temps souhaiter sa totale destruction. Parmi les actions engagées il faut noter la transformation des abords du château en théâtre de verdure avec pour fond de scène les pans de mur restant de l'enceinte et l'aménagement de gradins pour les spectateurs.

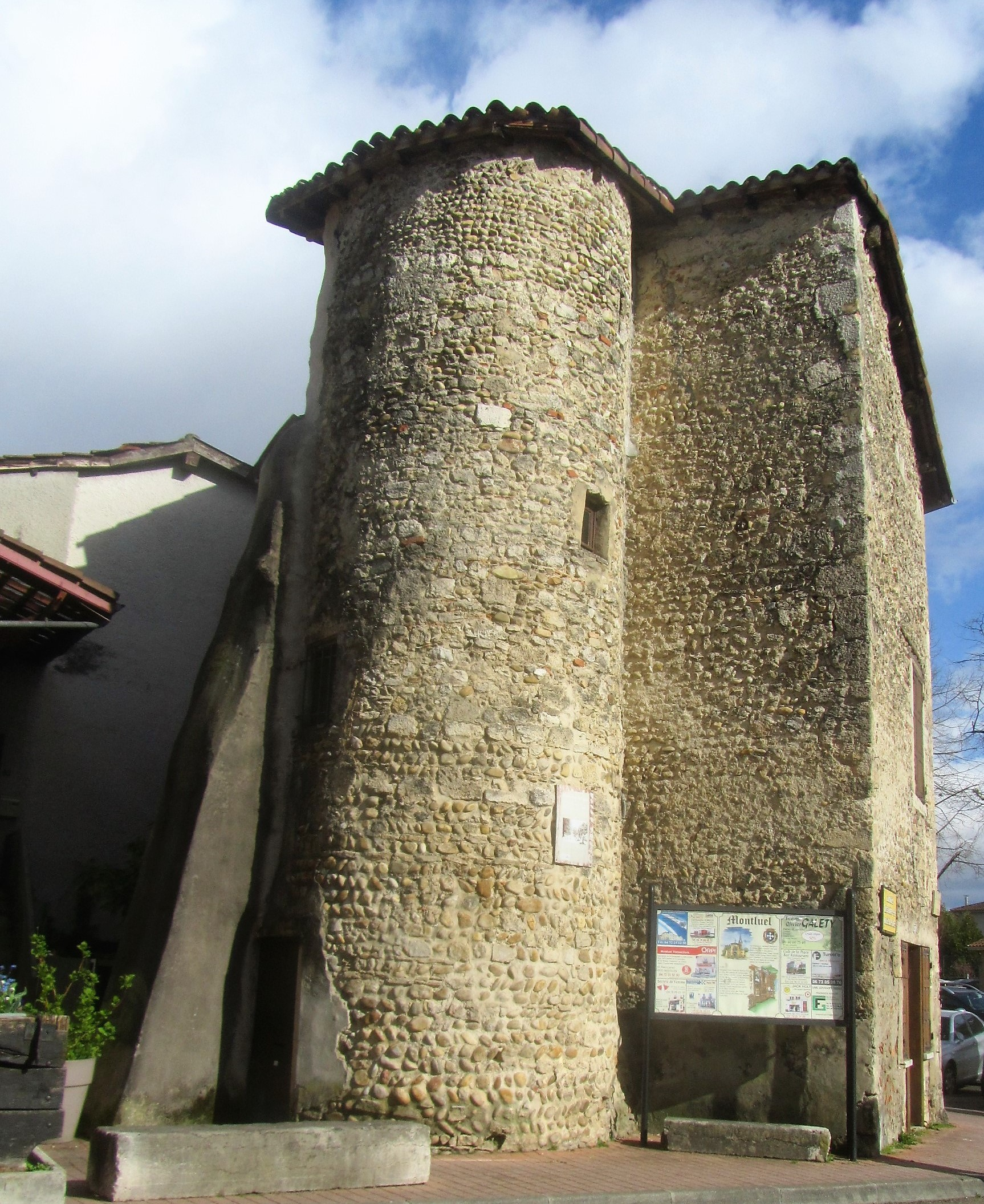
Tour carrée.
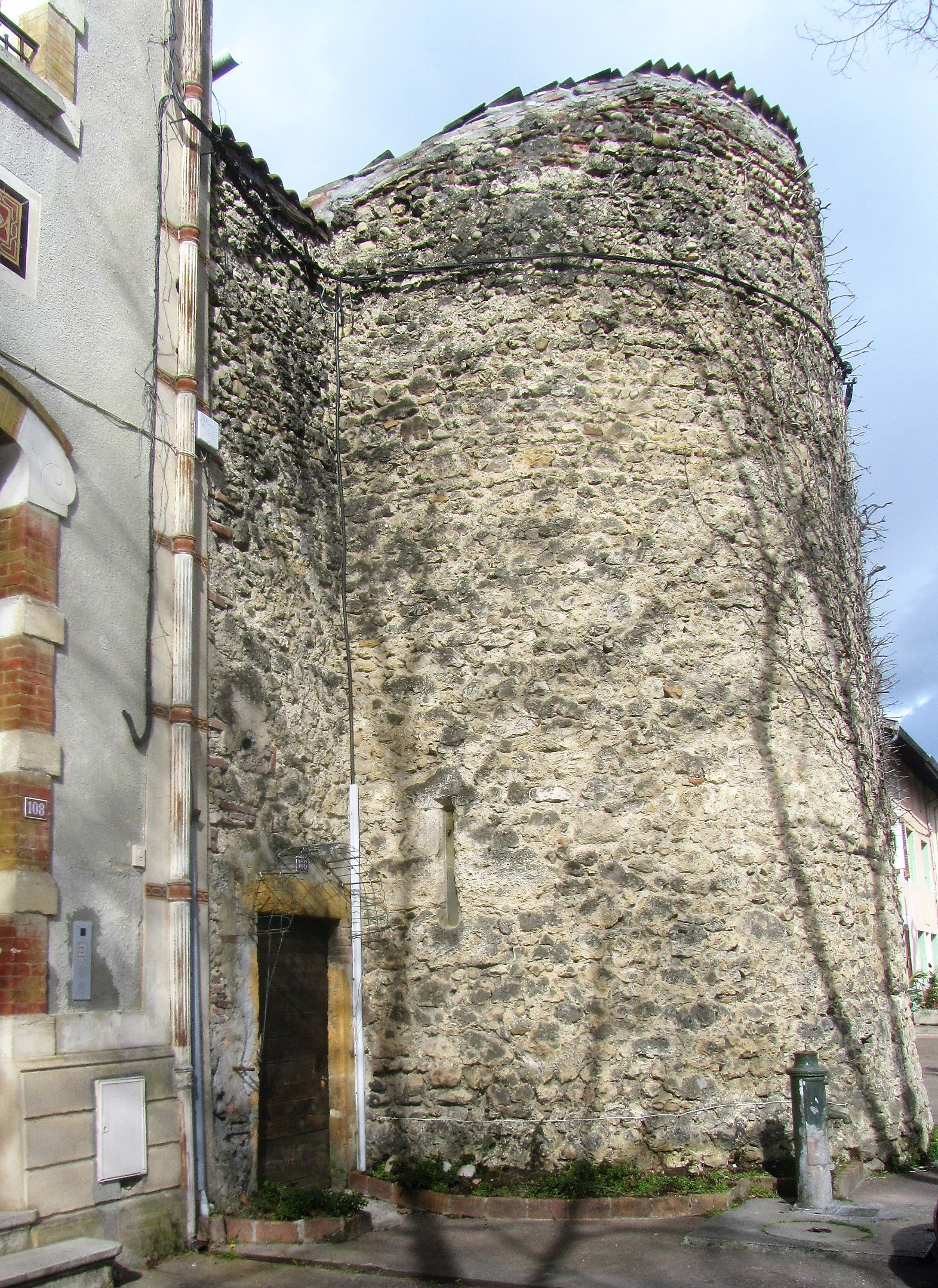
Tour ronde place des Tilleuls.
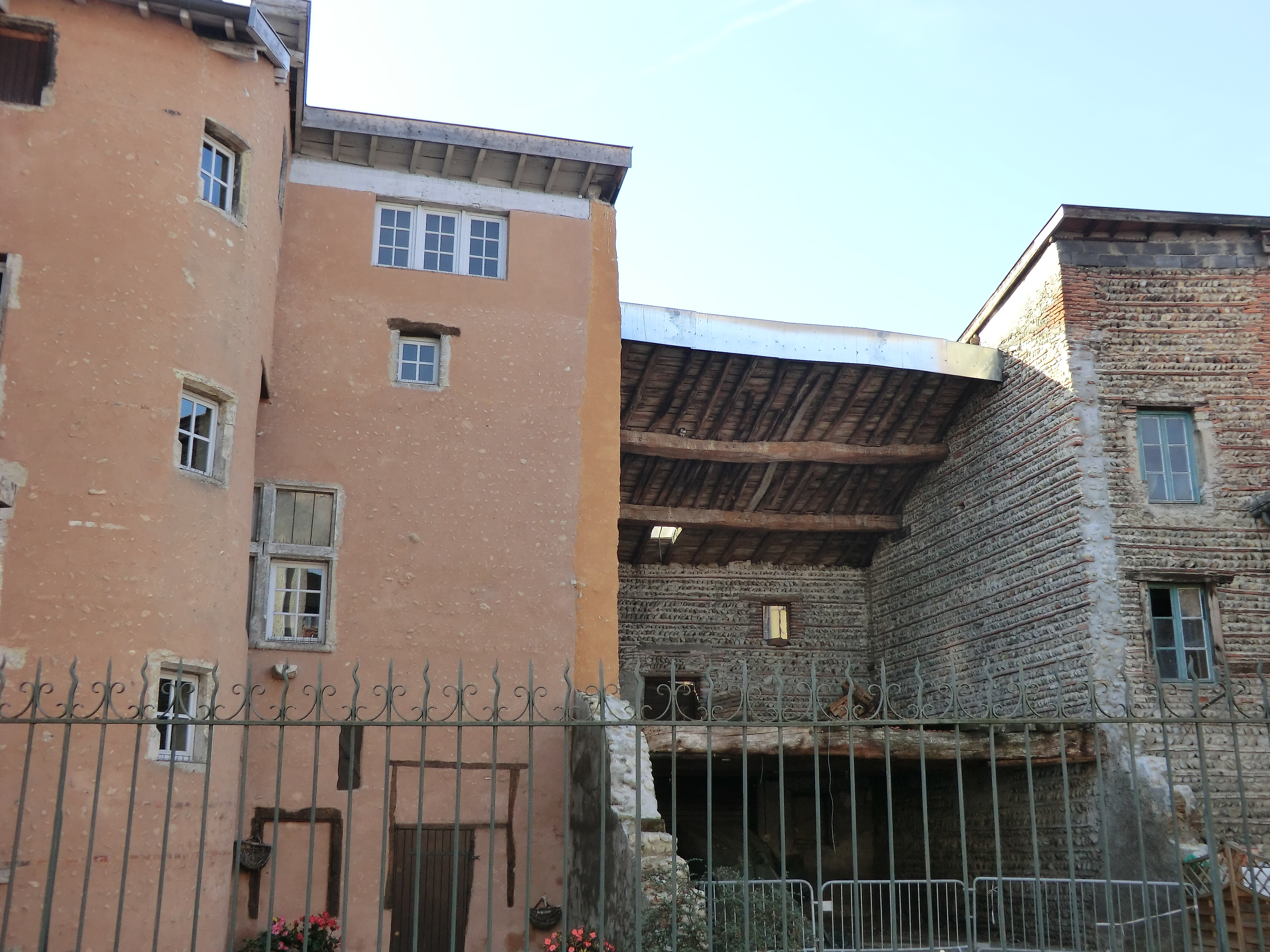
Musée d'art et d'histoire locale.
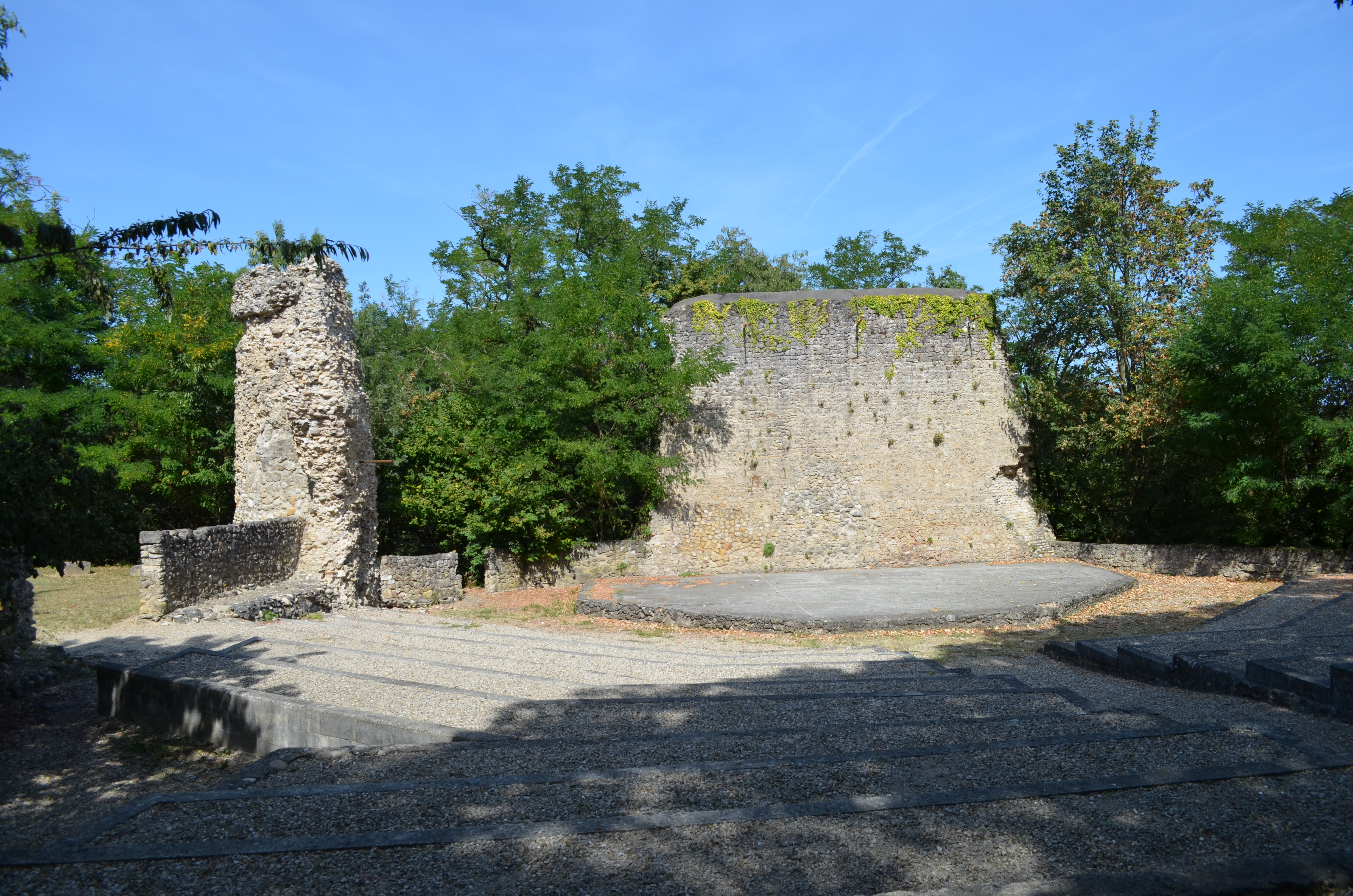
Théâtre de verdure.

Les travaux ont été achevés en 1981 : ils n'ont été menés à bonne fin que grâce à l'aide des régiments du camp de la Valbonne. Dans la Tour Carrée restaurée en 1984-1988 ont pris place le syndicat d'initiatives, provisoirement, et le comité du Vieux Montluel lui-même. C'est aujourd'hui un musée de la photographie. Jacques Banderier, maire de 1999 à 2008, avait déjà montré tout son intérêt comme adjoint pour les problèmes du patrimoine. Sous son mandat ont été conduits de 2000 à 2006 les travaux de la chapelle de Jallieux et les vitraux de la collégiale Notre-Dame ont bénéficié d'un coûteux lifting. Après de nombreux travaux sur une maison du XVIe siècle un musée d'histoire locale a été inauguré en 2000. La commune de Montluel, comme décomplexée, fière de son passé, avait pu célébrer son jumelage avec l'allemande Ostfildern dès 1978 sous la présidence du président du Sénat Alain Poher.

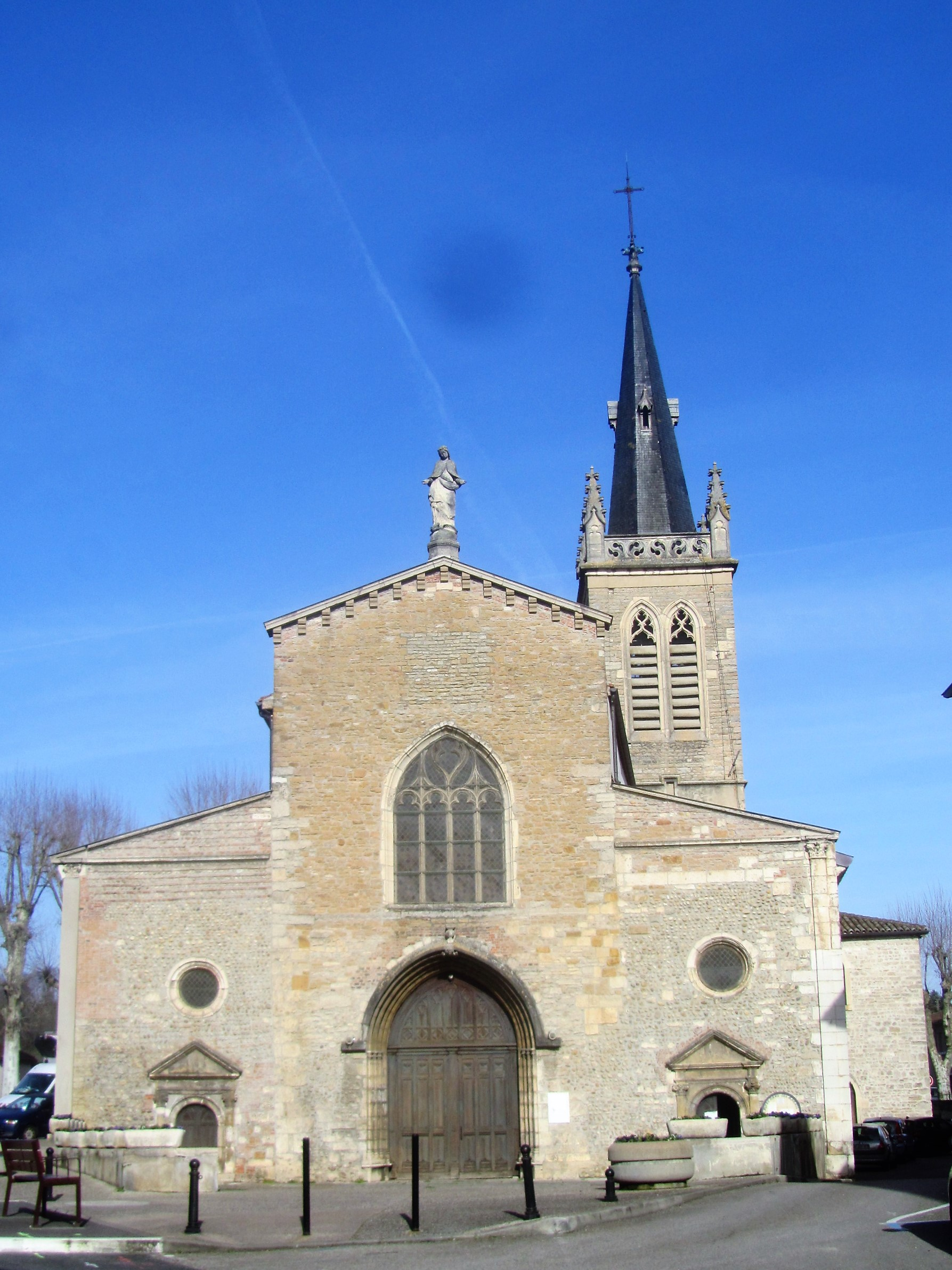
Notre-Dame-des-Marais.
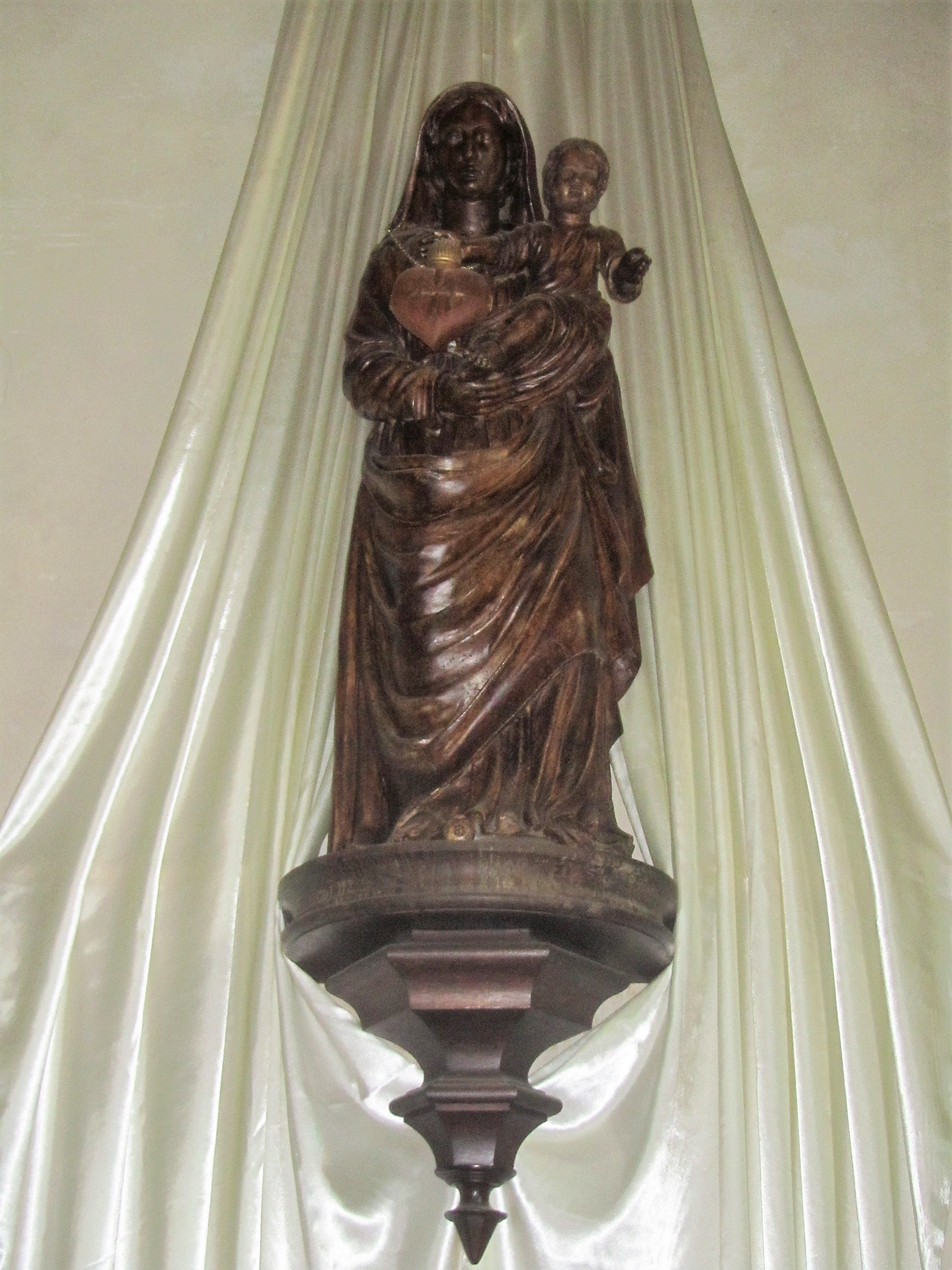
Vierge l'enfant.
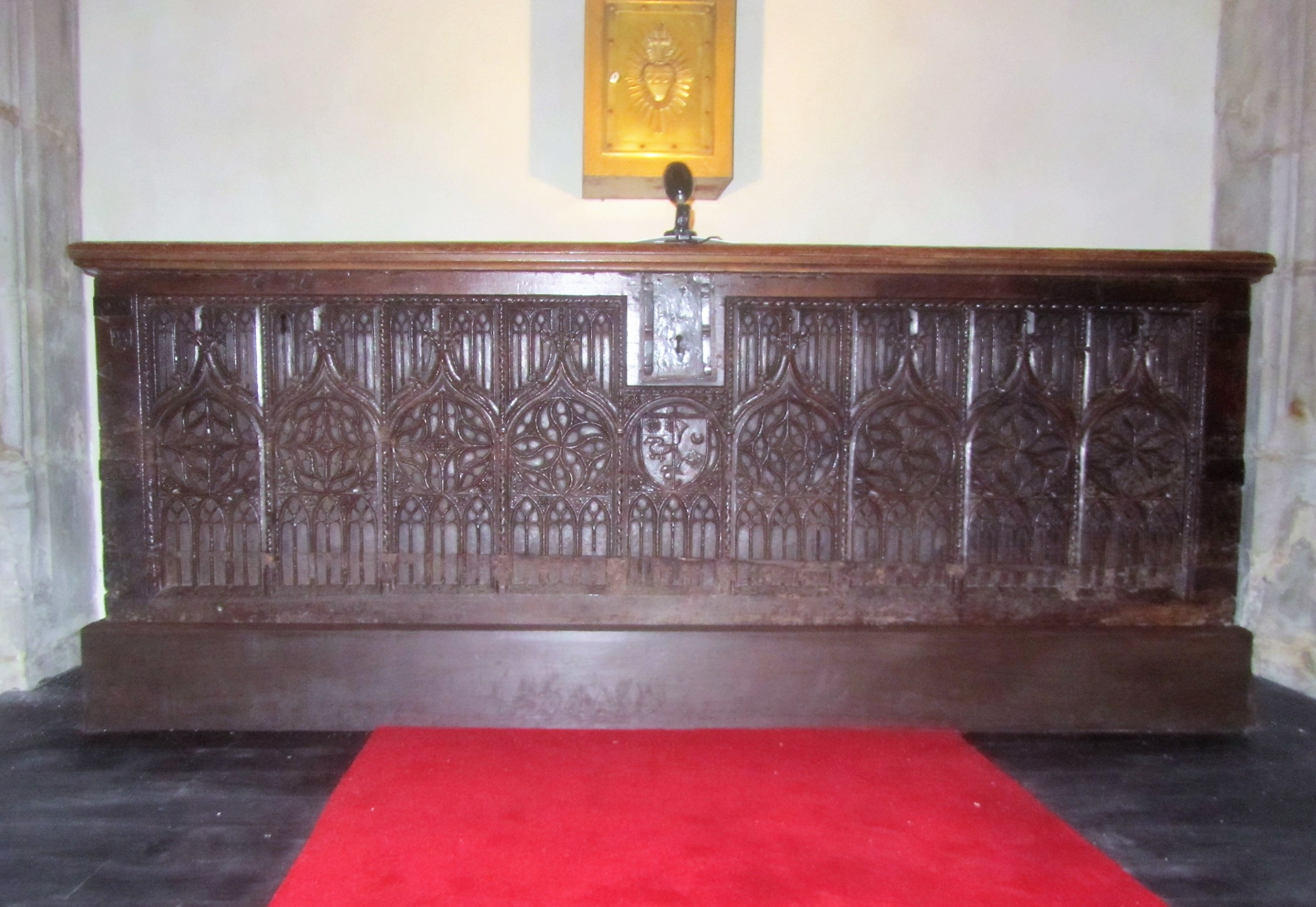
Coffre de l'ancien château dans l'église Notre-Dame-des-Marais.
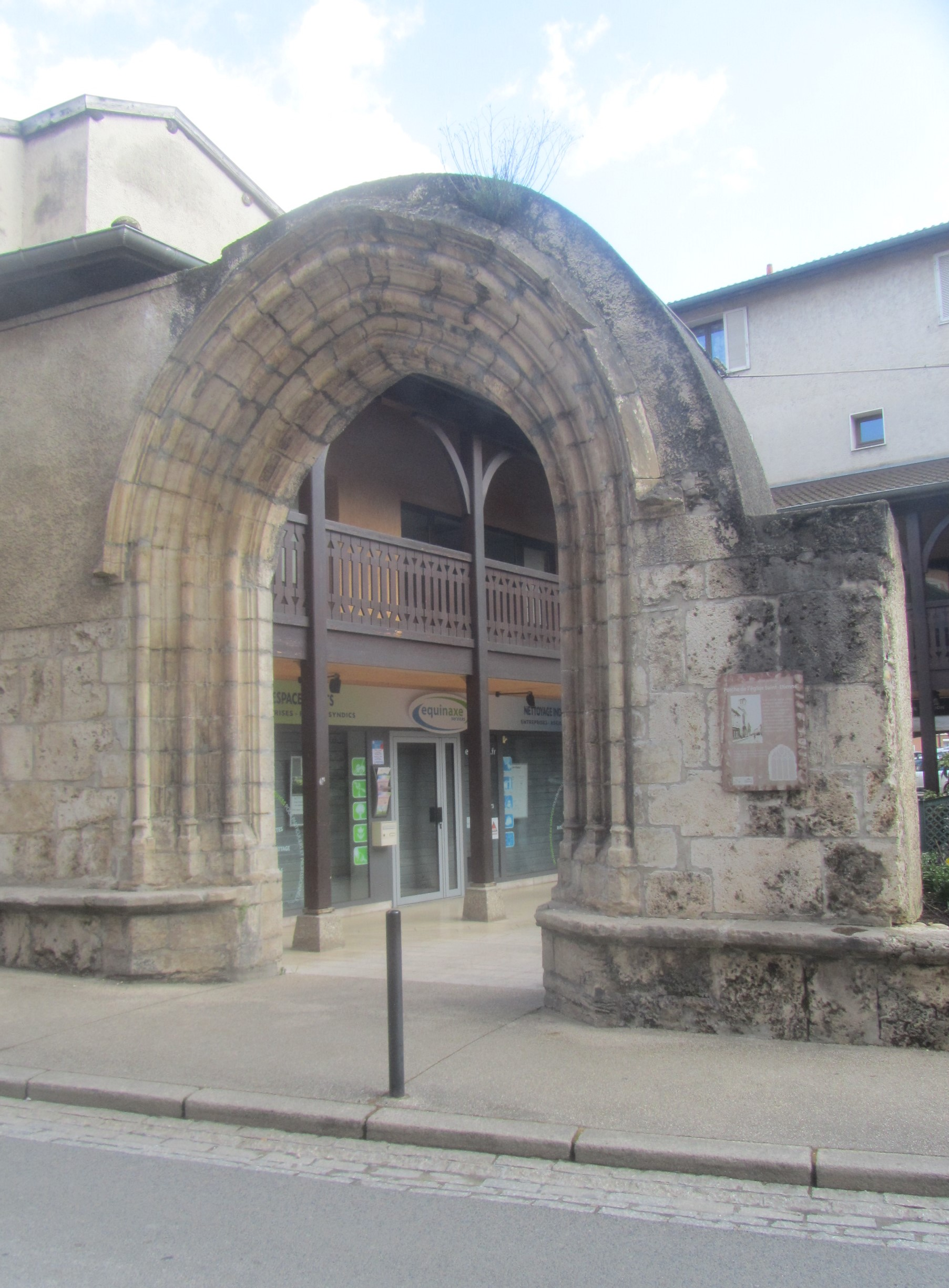
Portail de l'église Saint-Etienne.
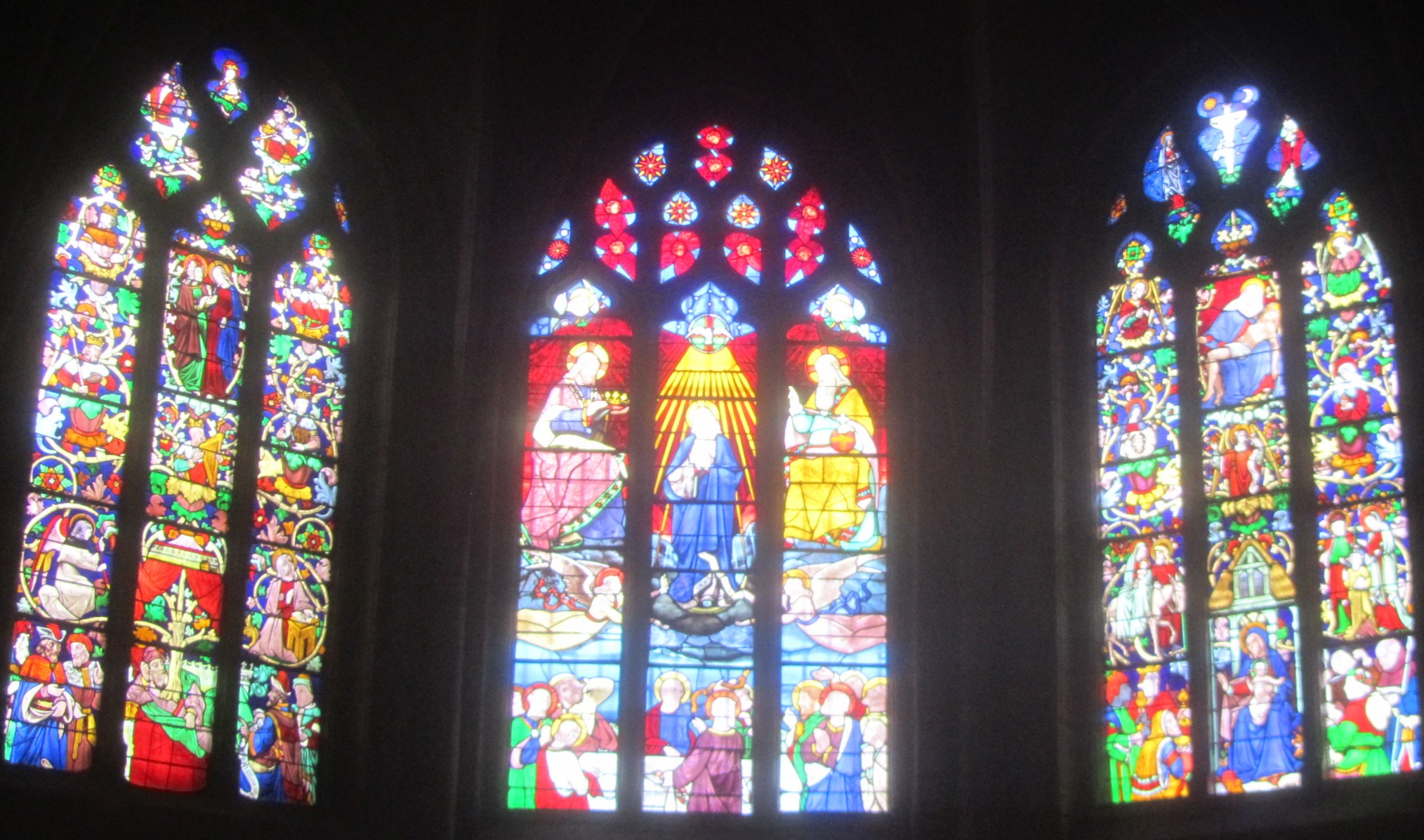
Vitraux de l'abside de N.-D.-des-Marais.

#### Emploi

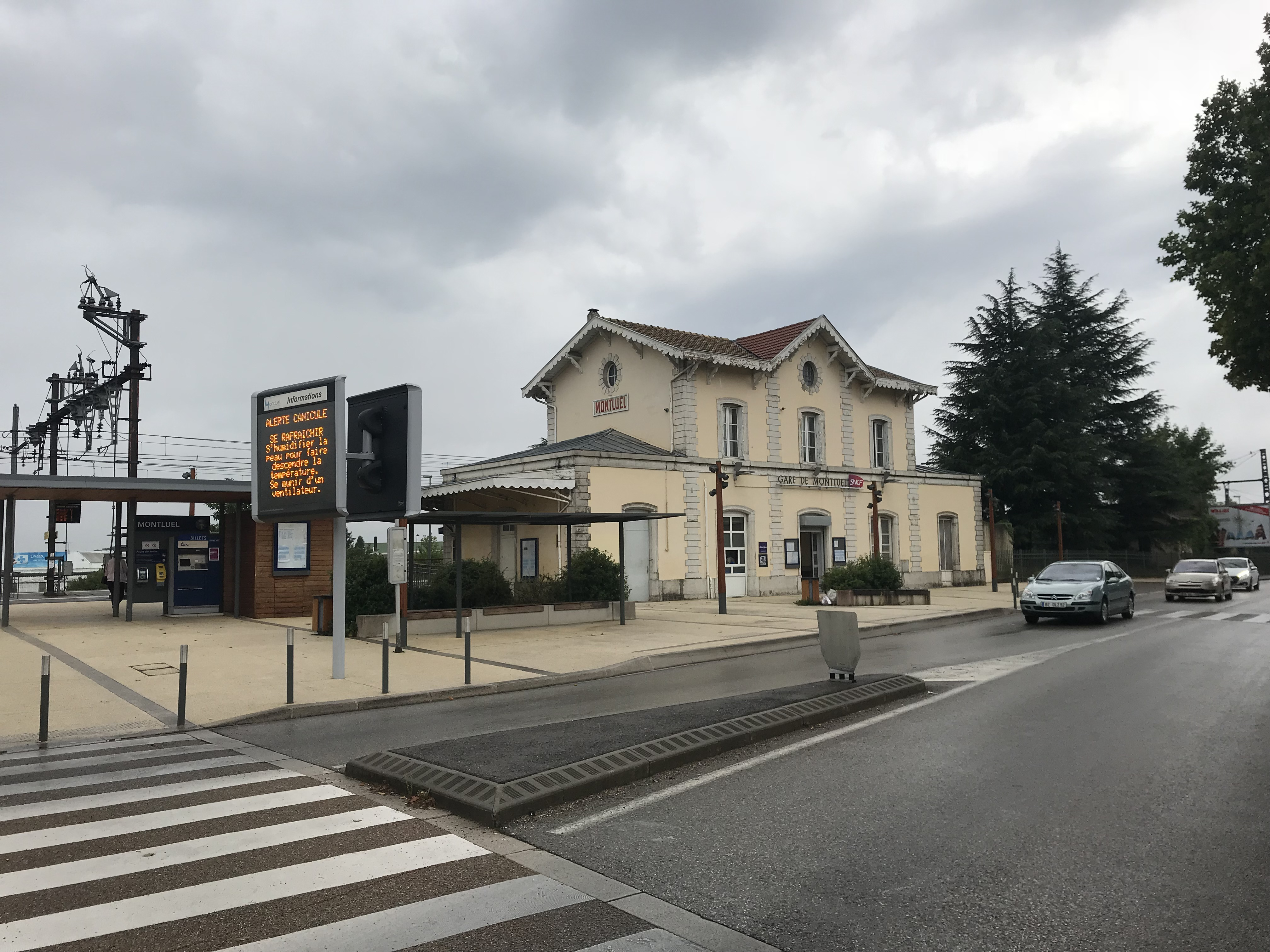
Gare SNCF de Montluel. Depuis 2021 l'ancien bâtiment voyageurs accueille à présent l'office de tourisme.

Selon les données officielles de l'INSEE en 2017 les quatre cinquièmes des Montluistes ont leur emploi hors de la commune, en majorité dans la métropole lyonnaise. Une minorité de 13% utilise les transports en commun, mais la préférence va à la voiture particulière pour les trois quarts des actifs.
L’agriculture mobilise 0,4 % des personnes. 2 % des habitants sont des artisans et des commerçants, et 15,4 % des employés. Aucun processus de gentrification n'est observé : les statistiques n’attribuent qu’une part de 9 % aux cadres supérieurs tandis que la masse des actifs est classée dans les catégories des professions intermédiaires (17,4 %), des employés (15,4 %) et des ouvriers (15,4 %).
La ZAC des Prés Seigneurs a été créée entre la voie ferrée et l’autoroute au niveau de l'échangeur sur 17 hectares[Quand ?]. Gérée par la communauté de communes de la Côtière, elle accueille 57 entreprises de secteurs variés. Elle a attiré une majorité d'entreprises du secteur des transports et sert aussi d'aire de stockage, par exemple pour des ciments. Une zone artisanale a été aménagée sur la route de Jallieux[Quand ?].
En mars 1962, la société Le compresseur frigorifique s’installe à Montluel sur son site actuel. A peine fondée, elle est intégrée dans le groupe international Carrier. Elle n'emploie à l'époque que 30 personnes. Son grand développement date des années 1984-85. L’établissement emploie aujourd’hui 800 personnes dans la commune.
L'entreprise suédoise Lindab, spécialisée dans le confort thermique et acoustique, est implantée en France depuis 1992 et a opté en 2020 pour le site de la ZAC des Champs Seigneurs pour un doublement de sa capacité de production et de la surface de ses emprises de 7 000 m2. Montluel est aussi la base logistique pour ses 15 agences nationales.

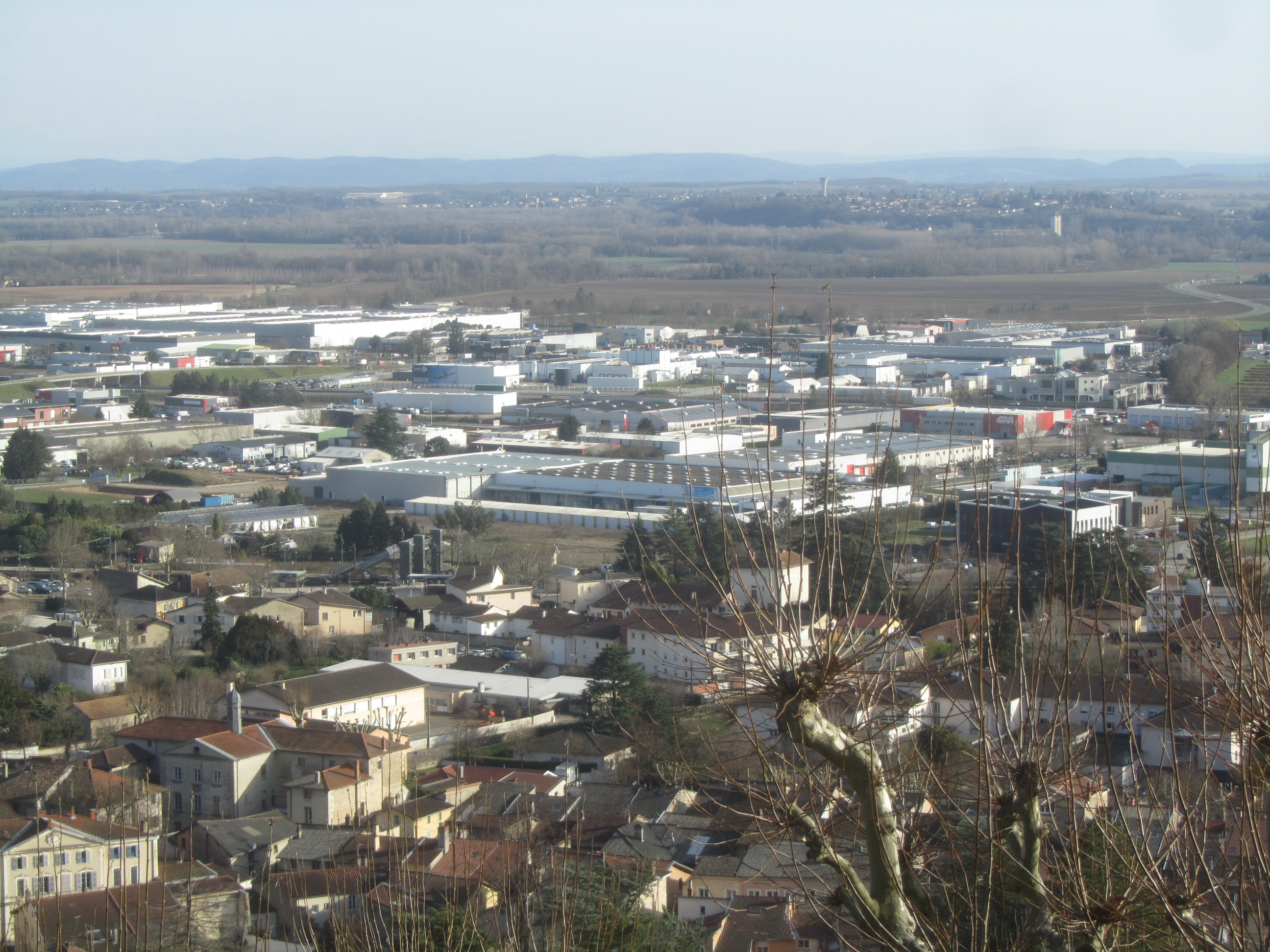
ZAC des Champs Seigneurs, partagée avec les communes de La Boisse et de Dagneux.
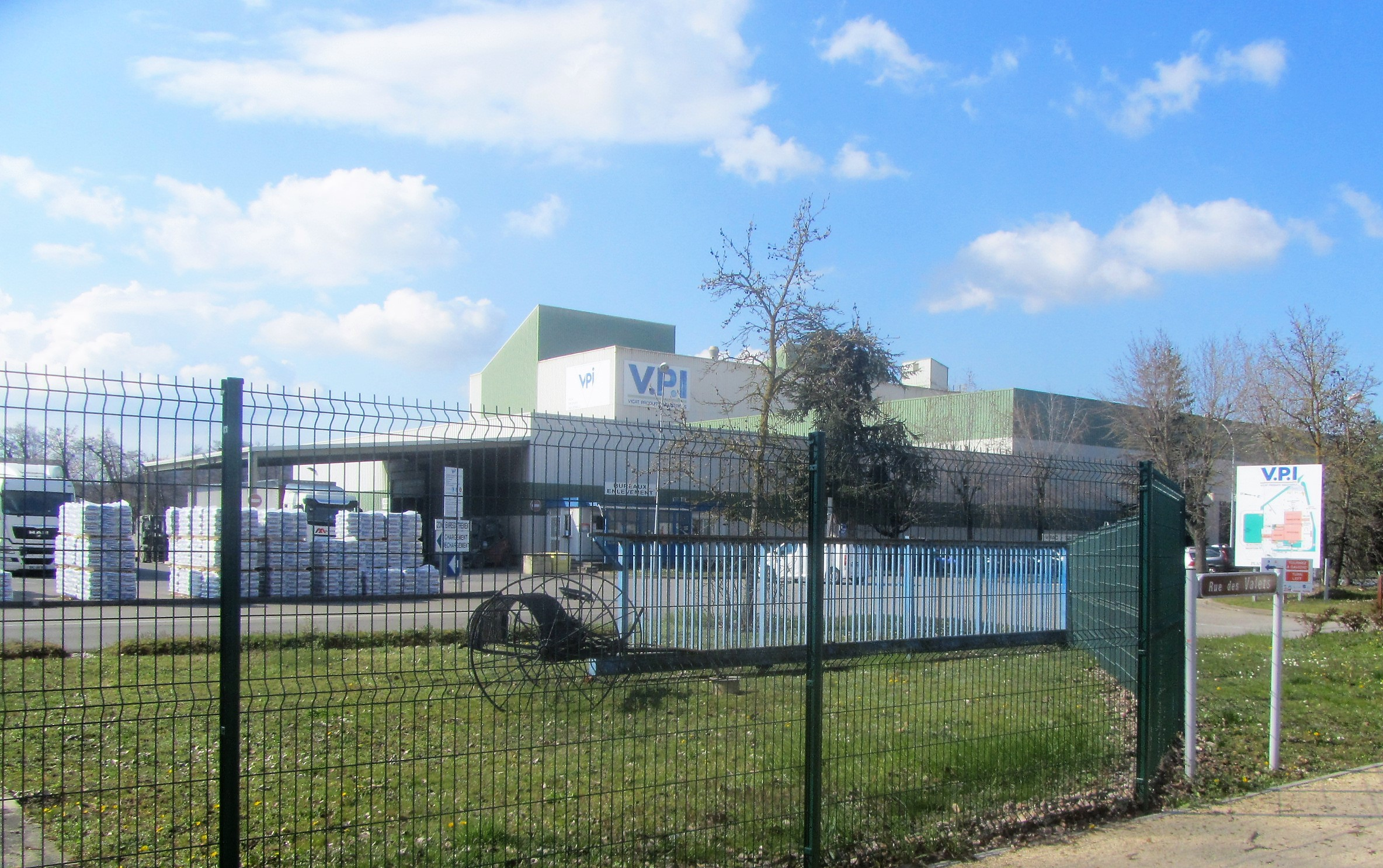
Vicat Produits Industriels.
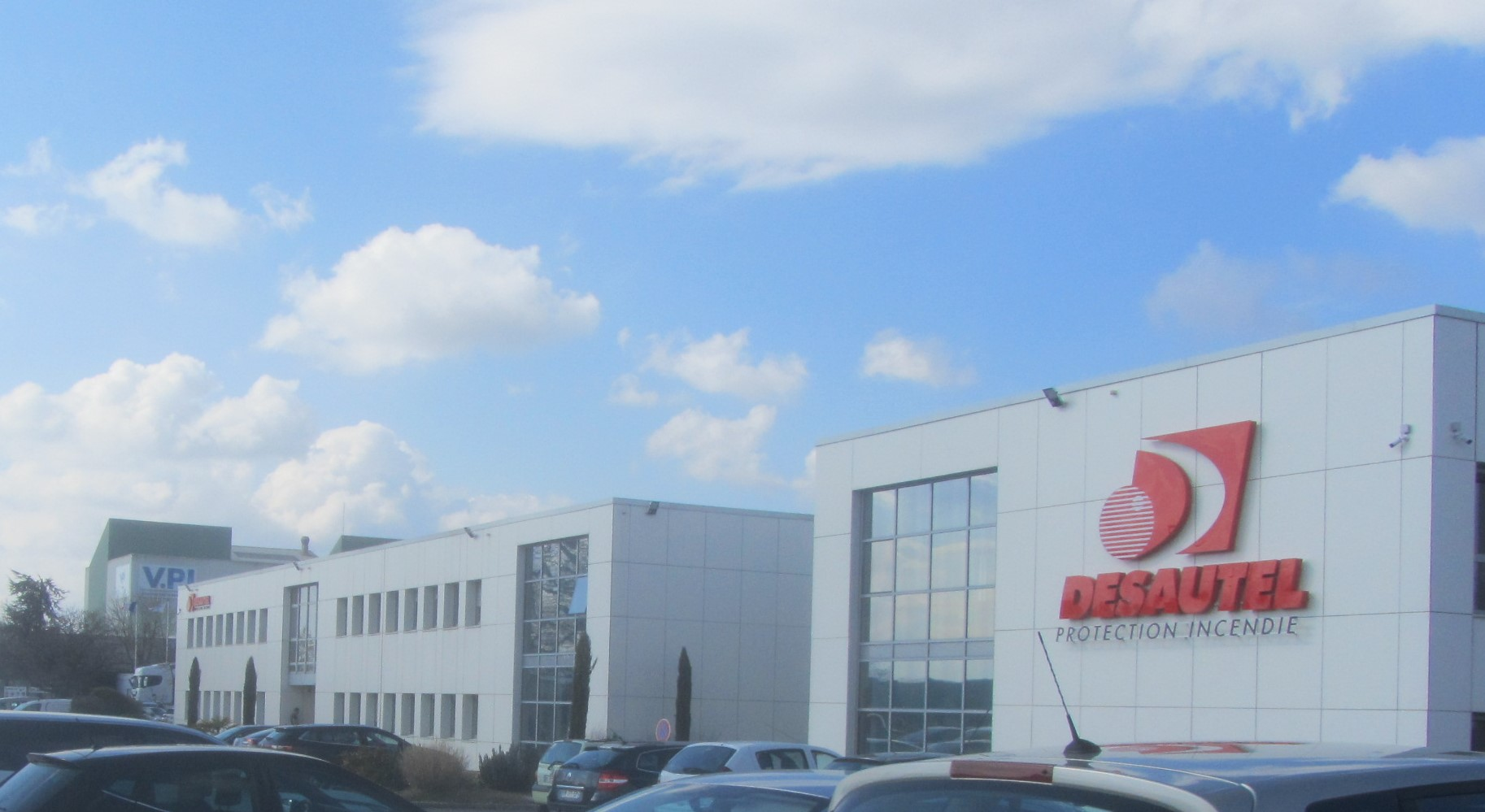
Desautel.
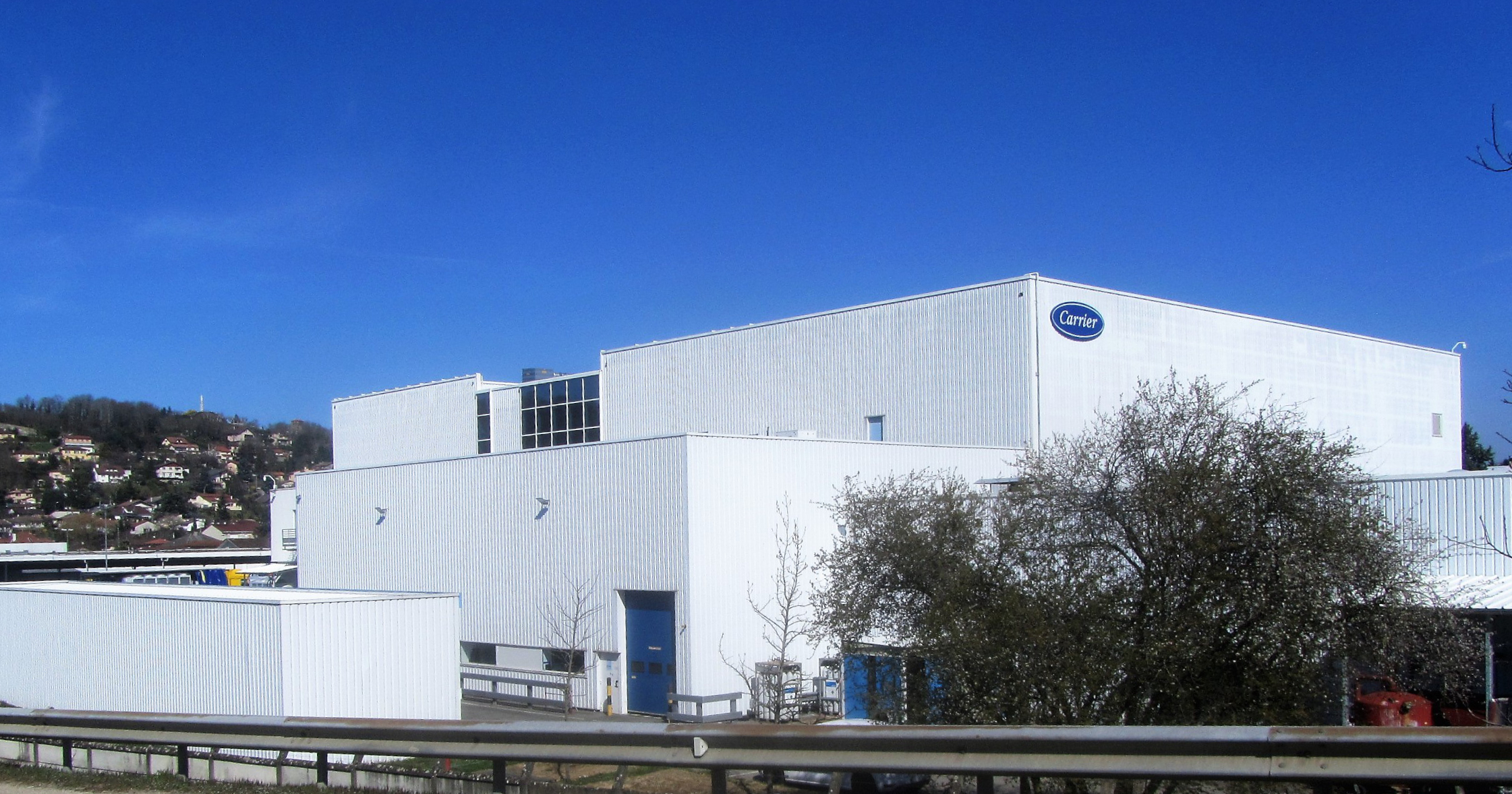
Carrier.

## Politique et administration

### Rattachements administratifs et électoraux

#### Rattachements administratifs
La commune se trouve depuis 1926 dans l'arrondissement de Bourg-en-Bresse du département de l'Ain.
Elle était depuis 1793 le chef-lieu du canton de Montluel. Dans le cadre du redécoupage cantonal de 2014 en France, cette circonscription administrative territoriale a disparu, et le canton n'est plus qu'une circonscription électorale.

#### Rattachements électoraux
Pour les élections départementales, la commune fait partie depuis 2014 du canton de Meximieux
Pour l'élection des députés, elle fait partie de la deuxième circonscription de l'Ain.

### Intercommunalité
Montluel est le siège de la communauté de communes de la Côtière à Montluel, un établissement public de coopération intercommunale (EPCI) à fiscalité propre créé fin 1993 sous le nom de communauté de communes du canton de Montluel et auquel la commune a transféré un certain nombre de ses compétences, dans les conditions déterminées par le code général des collectivités territoriales.

### Tendances politiques et résultats
Lors du second tour des élections municipales de 2014 dans l'Ain, la liste UMP menée par Romain Daubié obtient la majorité absolue des suffrages exprimés, avec 1 577 voix (56,58 %, 	23 conseillers municipaux élus dont 8 communautaires), devançant largement celle PS menée par le maire sortant Jacky Bernard, qui a recueilli 1 210 voix (43,41 %, 6 conseillers municipaux élus dont 2 communautaires).
Lors de ce scrutin, 34,58 % des électeurs se sont abstenus.
Lors du premier tour des  élections municipales de 2020 dans l'Ain, la liste LR menée par le maire sortant  Romain Daubié obtient la majorité absolue des suffrages exprimés, avec 1 450 voix (75,17 %, 26 conseillers municipaux élus dont 8 communautaires), devançant très largement celle DVG mené par Albane Colin, qui a recueilli 479 voix (24,83 %, 3 conseillers municipaux élus dont 1 communautaire).
Lors de ce scrutin marqué par la pandémie de Covid-19 en France, 54,63 % des électeurs se sont abstenus.

### Jumelages

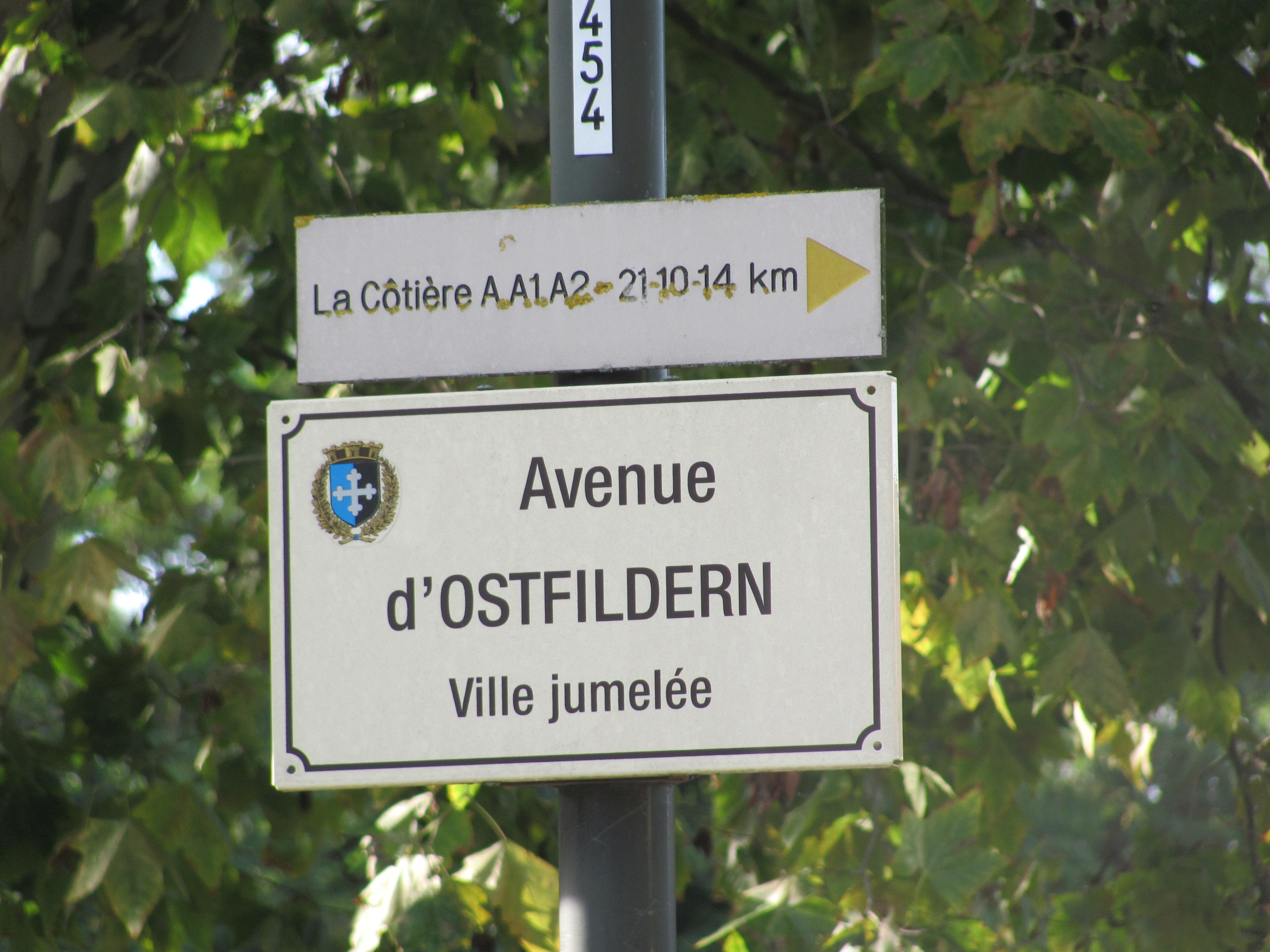
L'avenue d'Ostfildern à Montluel.

La commune a développé une association de jumelage avec  Ostfildern (Allemagne) depuis 1978. Ostfildern est située dans le land de Bade-Wurtemberg.
| Ostfildern Montluel |

## Population et société

### Démographie
L'évolution du nombre d'habitants est connue à travers les recensements de la population effectués dans la commune depuis 1793. Pour les communes de moins de 10 000 habitants, une enquête de recensement portant sur toute la population est réalisée tous les cinq ans, les populations de référence des années intermédiaires étant quant à elles estimées par interpolation ou extrapolation. Pour la commune, le premier recensement exhaustif entrant dans le cadre du nouveau dispositif a été réalisé en 2004.
En 2022, la commune comptait 6 879 habitants, en évolution de −1,8 % par rapport à 2016 (Ain : +5,15 %, France hors Mayotte : +2,11 %).
| 1793  | 1800  | 1806  | 1821  | 1831  | 1836  | 1841  | 1846  | 1851  |
| ----- | ----- | ----- | ----- | ----- | ----- | ----- | ----- | ----- |
| 3 438 | 3 652 | 3 259 | 3 547 | 2 927 | 2 955 | 2 946 | 3 171 | 2 793 |

| 1856  | 1861  | 1866  | 1872  | 1876  | 1881  | 1886  | 1891  | 1896  |
| ----- | ----- | ----- | ----- | ----- | ----- | ----- | ----- | ----- |
| 2 610 | 2 737 | 2 981 | 2 757 | 2 829 | 2 703 | 2 755 | 2 686 | 2 589 |

| 1901  | 1906  | 1911  | 1921  | 1926  | 1931  | 1936  | 1946  | 1954  |
| ----- | ----- | ----- | ----- | ----- | ----- | ----- | ----- | ----- |
| 2 664 | 2 564 | 2 504 | 2 153 | 2 381 | 2 460 | 2 281 | 2 213 | 2 367 |

| 1962  | 1968  | 1975  | 1982  | 1990  | 1999  | 2004  | 2006  | 2009  |
| ----- | ----- | ----- | ----- | ----- | ----- | ----- | ----- | ----- |
| 2 785 | 3 442 | 4 604 | 5 450 | 5 954 | 6 454 | 6 505 | 6 478 | 6 913 |

| 2014  | 2019  | 2022  | - | - | - | - | - | - |
| ----- | ----- | ----- | - | - | - | - | - | - |
| 7 036 | 6 886 | 6 879 | - | - | - | - | - | - |

#### Pyramide des âges
En 2021, le taux de personnes d'un âge inférieur à 30 ans s'élève à 37,1 %, soit au-dessus de la moyenne départementale (35,3 %). À l'inverse, le taux de personnes d'âge supérieur à 60 ans est de 24,3 % la même année, au niveau communal et départemental.
En 2021, la commune comptait 3 280 hommes pour 3 558 femmes, soit un taux de 52,03 % de femmes, légèrement supérieur au taux départemental (50,65 %).
Les pyramides des âges de la commune et du département s'établissent comme suit :
| Hommes | Classe d’âge | Femmes |
| ------ | ------------ | ------ |
| 0,6    | 90 ou +      | 2,0    |
| 6,2    | 75-89 ans    | 9,6    |
| 14,4   | 60-74 ans    | 15,4   |
| 20,7   | 45-59 ans    | 18,8   |
| 20,1   | 30-44 ans    | 18,0   |
| 19,0   | 15-29 ans    | 18,7   |
| 19,0   | 0-14 ans     | 17,4   |

| Hommes | Classe d’âge | Femmes |
| ------ | ------------ | ------ |
| 0,6    | 90 ou +      | 1,6    |
| 6,3    | 75-89 ans    | 8,1    |
| 15,5   | 60-74 ans    | 16,2   |
| 21     | 45-59 ans    | 20,4   |
| 19,8   | 30-44 ans    | 19,8   |
| 16,4   | 15-29 ans    | 15     |
| 20,4   | 0-14 ans     | 18,9   |

### Manifestations culturelles et festivités
- Course à pied : 10 km de Montluel (début juin)
- Fête des Lumières (8 décembre)
- Contes en côtière (début juin)
- Fête de la Saint-Marc (25 avril)
- L'Estivale (week-end de la fête de la musique) : concerts durant trois jours des écoles de musique EMAmontluel et CMM.

### Médias
Le journal Le Progrès propose une édition quotidienne dédiée à la Dombes et à la Côtière. Citons également, la Voix de l'Ain, un hebdomadaire qui propose des informations locales pour les différentes régions du département de l'Ain. Autre hebdomadaire traitant de la vie locale et dont le siège social a été installé à Montluel jusqu'à sa disparition en 2023, le Journal de la Côtière devenu en 2019 Bugey-Côtière.

## Culture locale et patrimoine

### Lieux et monuments
- La façade et la toiture sur rue de l'hôtel de Condé (au 330 de la Grande-Rue) sont inscrits au titre des monuments historiques depuis le 29 septembre 1981[94]. Non ouvert au public (c'est une propriété privée), il date du XVIIe siècle.
- Le moulin Girard, un ancien moulin daté du début du XIXe siècle est inscrit au titre des monuments historiques depuis le 6 novembre 2009[95], bien que celui-ci ait été révoqué par jugement du tribunal administratif de Lyon le 16 avril 2012[96].
- La chapelle Saint-Barthélémy de Montluel est inscrite au titre des monuments historiques depuis le 11 octobre 1930[97]. Elle date du XIIIe siècle et est propriété de la commune.
- L'église Notre-Dame-des-Marais de Montluel, à l'exclusion de son clocher et de sa façade ouest, est inscrite au titre des monuments historiques depuis le 17 février 1982[98]. Elle date des XVe et XVIe siècles et est propriété de la commune.
- Église Saint-Étienne de Montluel.
- Église Saint-Barthélémy de Jailleux.
- Église Saint-Martin de Romanèche.
- Église Saint-Romain de Cordieux.
- Chapelle du second couvent de la Visitation de Montluel.

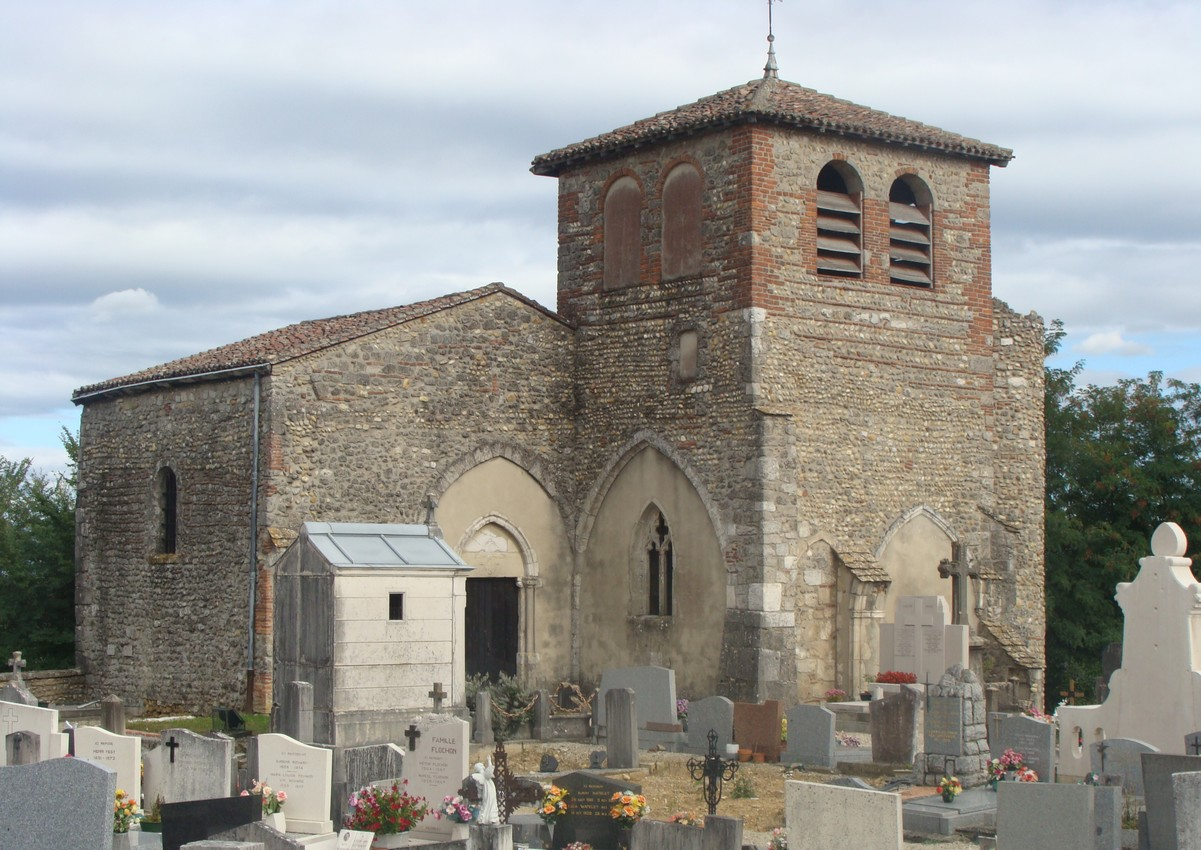
Chapelle Saint-Barthélémy de Montluel.
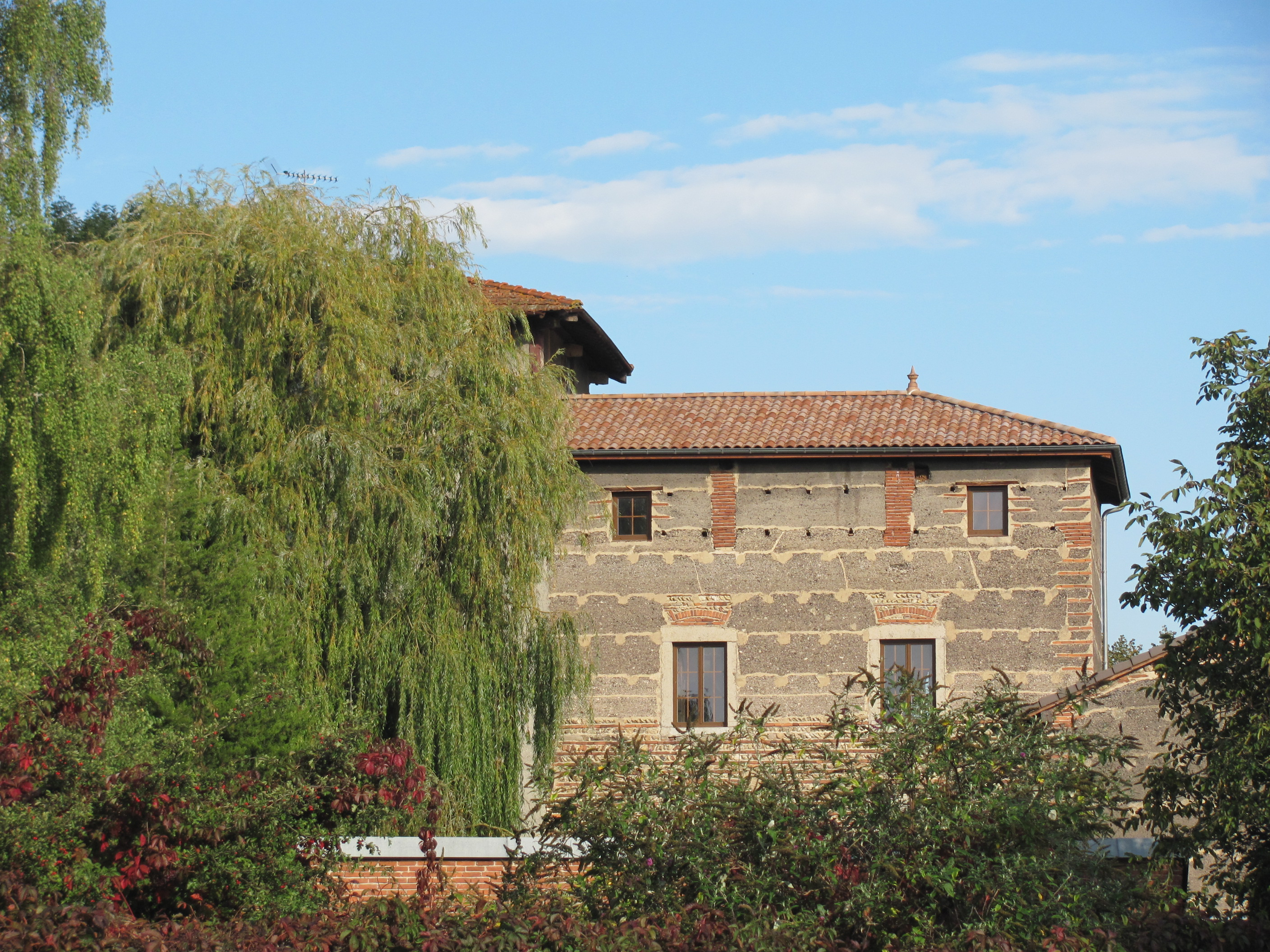
Moulin Girard.
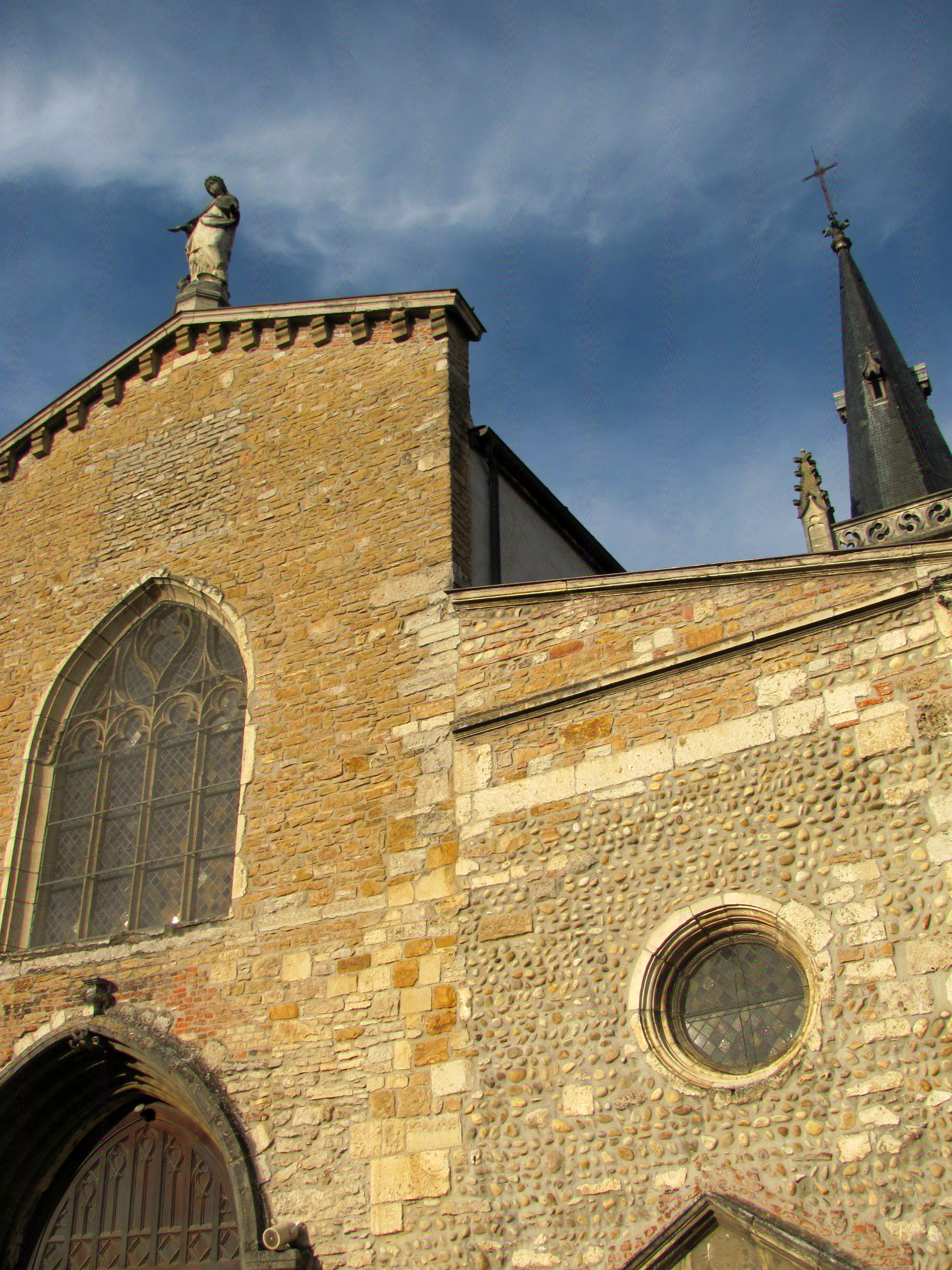
L'église Notre-Dame-des-Marais de Montluel.
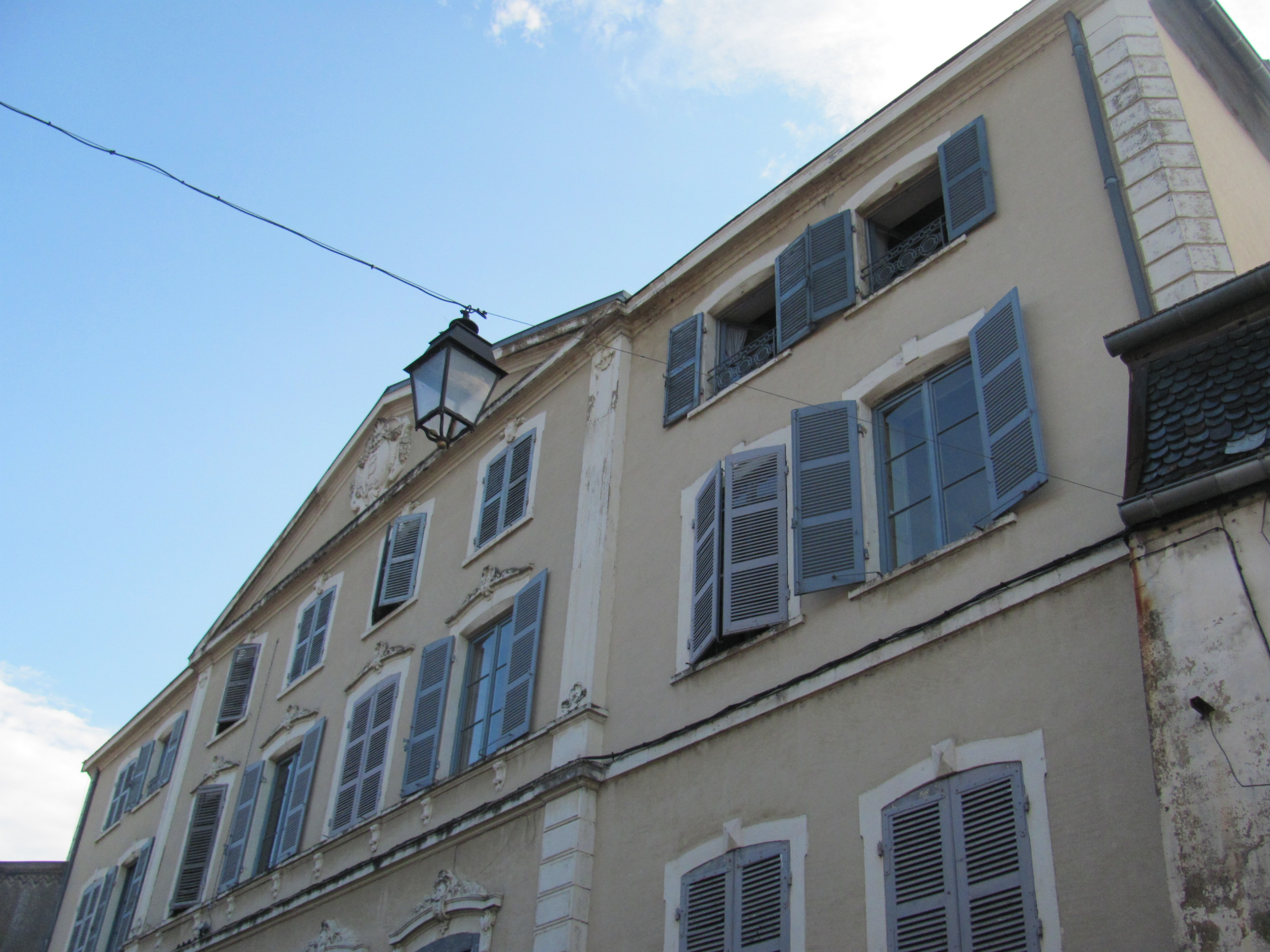
Hôtel de Condé.

- Château de Montluel

C'est un ancien château fort, à l'état de ruines, qui fut fondé à la fin du XIe ou au début du XIIe siècle par la famille de Montluel, et refortifié à la fin du XVIe siècle. Il fut le centre de la seigneurie de Montluel. Les ruines du château sont aujourd'hui utilisées comme théâtre de verdure.
- Vestiges de la Poype de Botentut ou Butentut[100].

Située près de l'ancienne paroisse de Jailleux, la poype (poypia de Butentut, de Botentut) dépendait de la seigneurie de Montluel.
Au mois de juin 1230, Humbert de Butentut fit donation à l'abbé de l'Ile-Barbe de tout ce qu'il possédait en propriétés, droits et usages, à Montluel, à la charge d'être vêtu et nourri soit à l'Ile-Barbe, soit dans un des prieurés du monastère.
- L'ancien hospice et son apothicairerie est une ancienne pharmacie des Jésuites de Lyon installée en 1765 dans l'hospice du XVIIIe siècle. Elle présente une collection de faïences du XVIIIe siècle.
- Le théâtre de verdure de Montluel qui se situe à proximité de la chapelle Saint-Barthélémy de Montluel et qui accueille chaque année le festival Contes en Côtière.
- La tour Mandot à proximité de la mairie.
- Le musée d'art et d'histoire locale de Montluel.
- L'institut agricole de La Saulsaie.
- Il y a cinq cimetières à Montluel : à Montluel même le nouveau et l'ancien (près de la chapelle Saint-Barthélémy), à Romanèche, à Jailleux et à Cordieux[102].

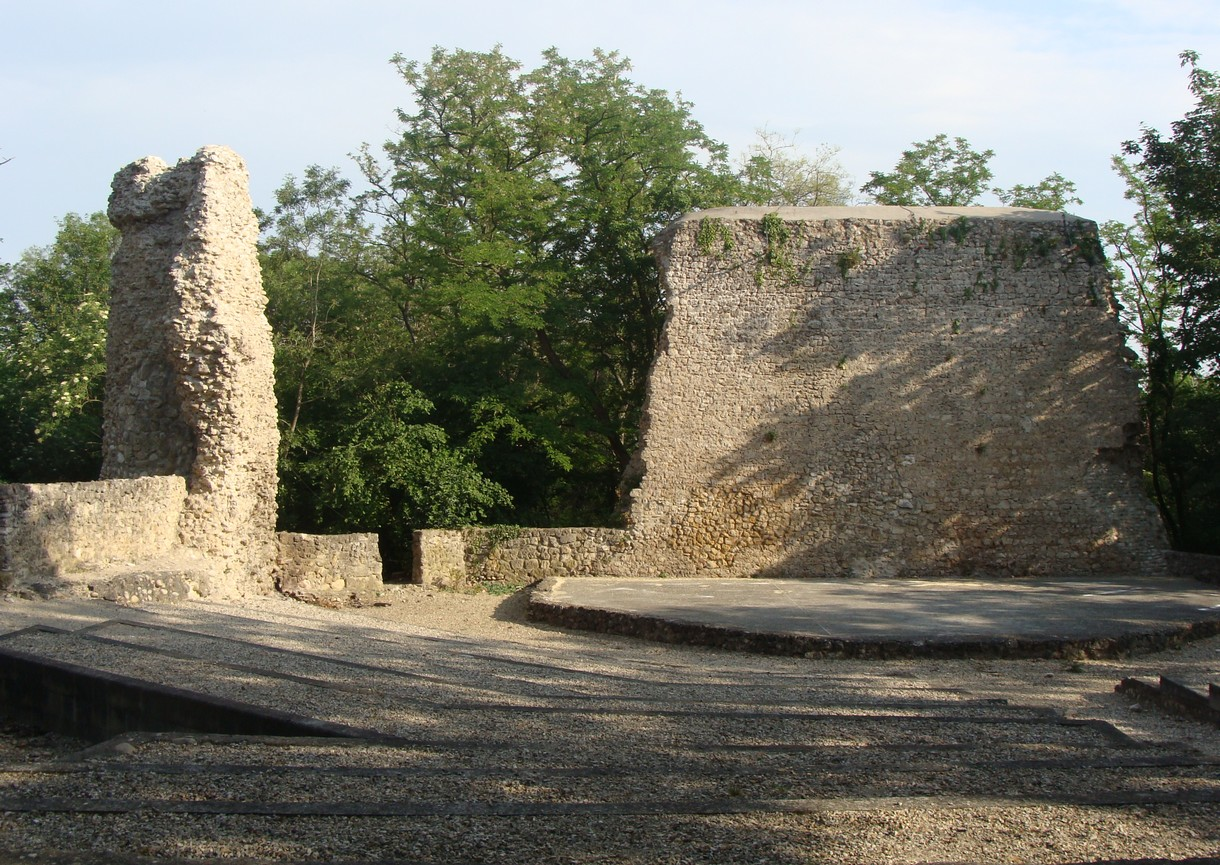
Théâtre de verdure de Montluel (château de Montluel).
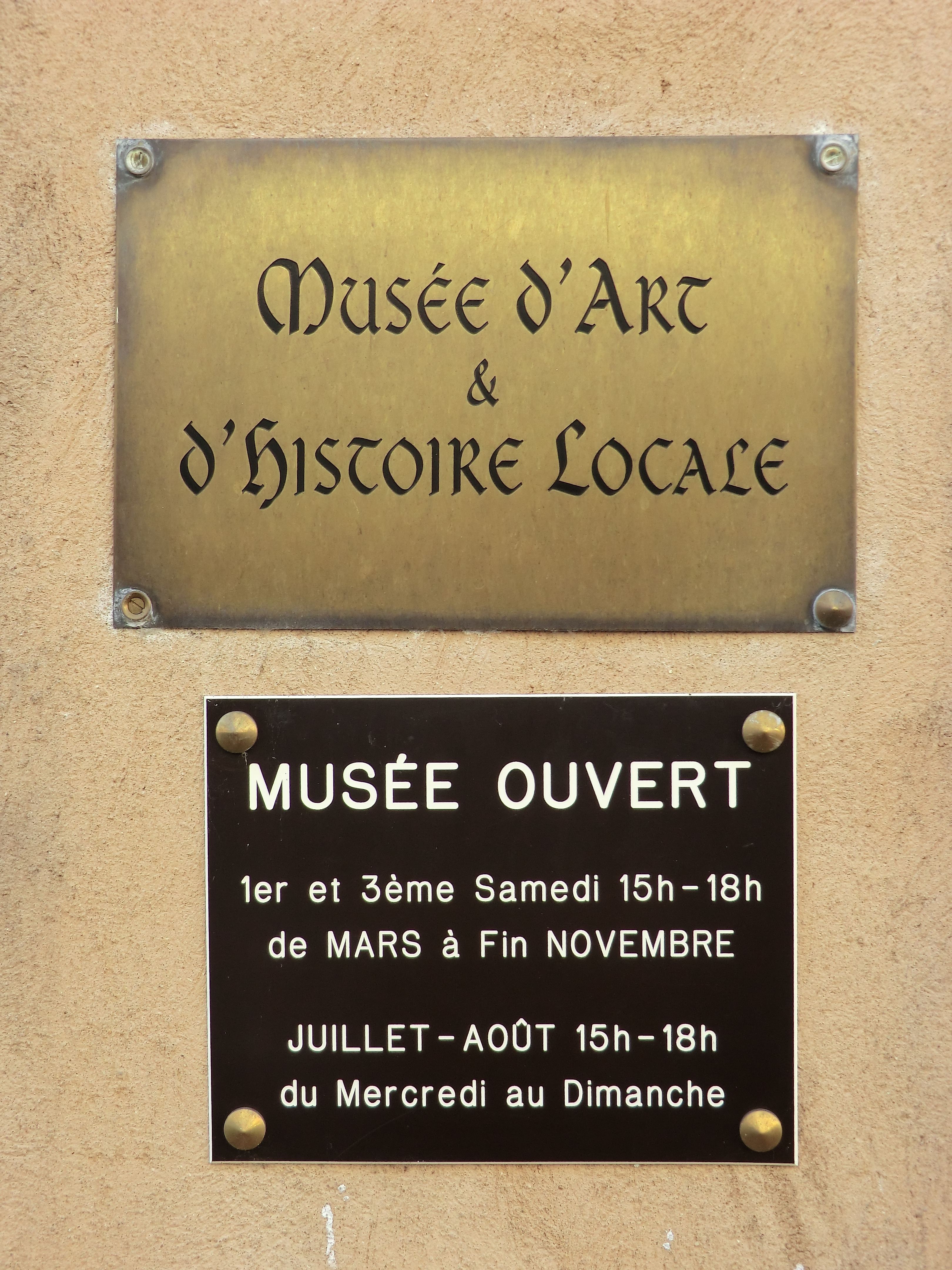
Musée d'art et d'histoire locale de Montluel.
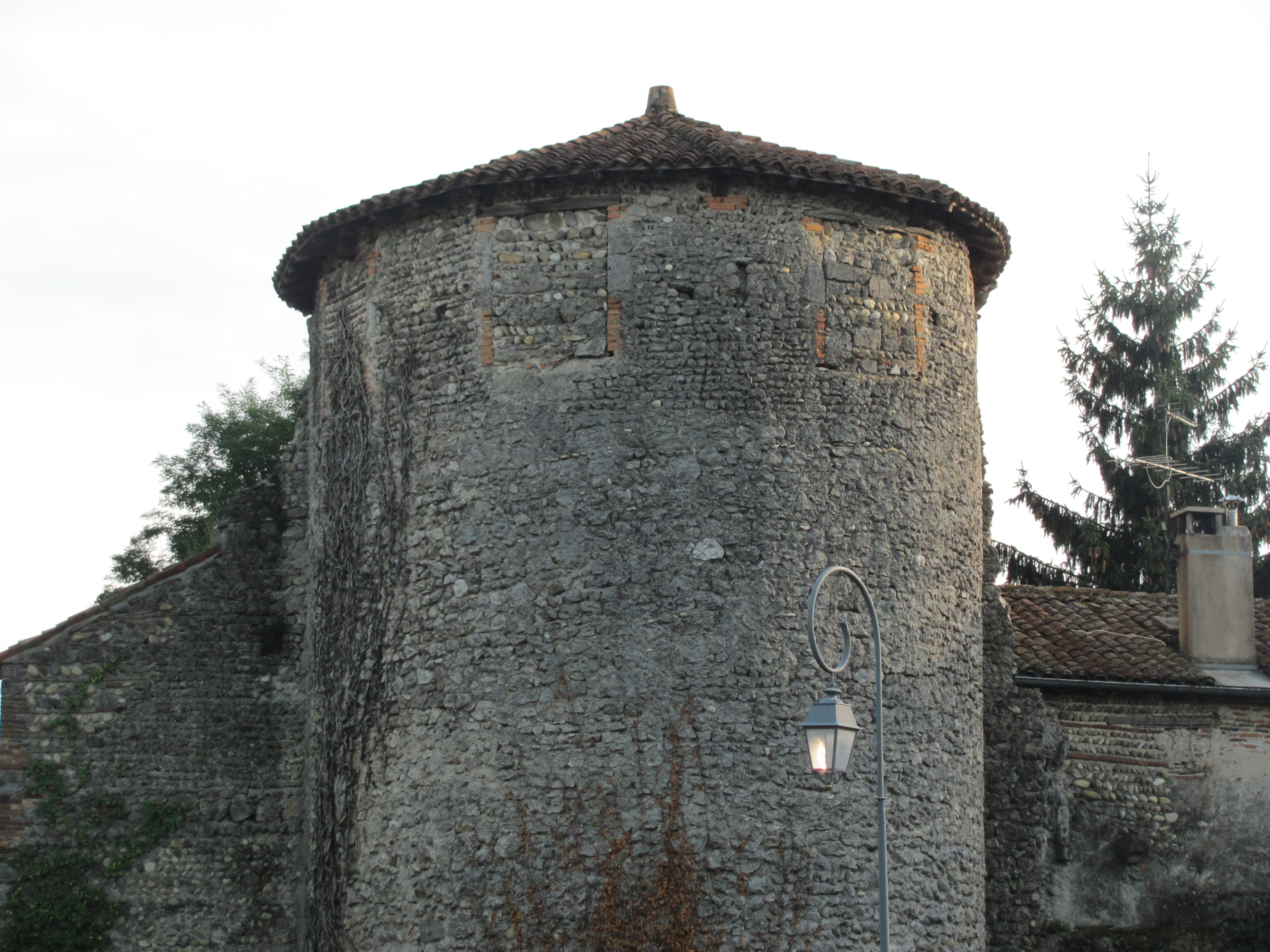
La tour Mandot, à proximité immédiate de la mairie.

### Espaces verts et fleurissement
En 2014, la commune de Montluel bénéficie du label « ville fleurie » avec « deux fleurs » attribuées par le Conseil national des villes et villages fleuris de France au concours des villes et villages fleuris.

### Personnalités liées à la commune

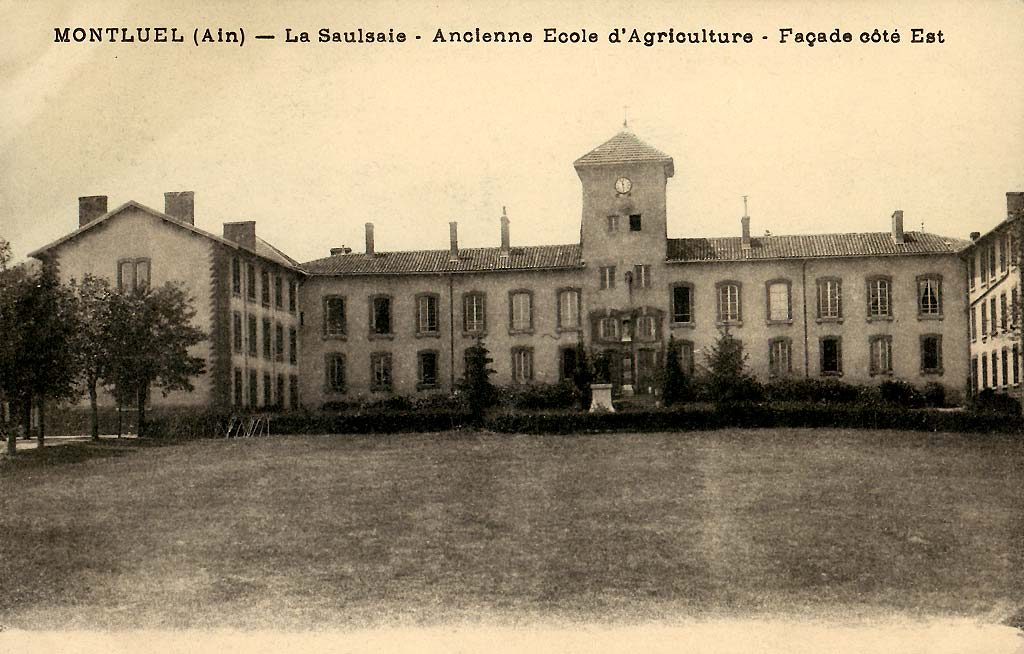
Institut de La Saulsaie créée par Césaire Nivière à Montluel.

- Césaire Nivière (1799-1879), agronome et fondateur de l'Institut agricole de la Saulsaie à Montluel.
- Martin Dumollard (1810-1862), tueur en série, a été guillotiné à Montluel, le 8 mars 1862.
- Pierre Cormorèche (1924-1999), syndicaliste et maire de Montluel.

#### Naissances à Montluel
- Claude André (1743 1818), évêque de Quimper.
- Claude François André dit André d'Arbelles (1767-1825), frère du précédent, journaliste et haut fonctionnaire français des XVIIIe et XIXe siècles.
- Joseph Crétin (1799-1857), évêque de Saint-Paul-du-Minnesota.
- Philippe Tassier (1873-1947), peintre et photographe.
- Emmanuel Soy, nom de plume de Julie-Marie Pénard, (1887-1968), romancière y est aussi inhumée.
- Évariste (né en 1943), chanteur et chercheur.
- Jules Gros (1829-1891), éphémère Président de la République de la Guyane indépendante.

### Héraldique, logotype et devise

Logo.

| Blason de Montluel | Blason  | Parti d'azur et de sable, à la croix tréflée d’argent brochant sur la partition. |
| Blason de Montluel | Détails |                                                                                  |